# Кисловодск
Кислово́дск — город-курорт в Ставропольском крае Российской Федерации. Административный центр городского округа город-курорт Кисловодск. Бальнеологический и климатический курорт.
Входит в состав эколого-курортного региона Кавказские Минеральные Воды. С 17 января 2006 года Кисловодск является городом-курортом федерального значения.
Город является вторым в России (после Сочи) по количеству здравниц и крупнейшим на Кавказских Минеральных Водах.

## Этимология
Своё название Кисловодск получил благодаря изобилию источников лечебной углекислой воды «Нарзан», которая в России издавна именовалась «кислой водой».
Названия города на языках народов Кавказа: абаз. Нартдзанэ, карач.-балк. Нарсана, кабард.-черк. Нартсанэ, Нартцанэ (Нартасана).

## География
Кисловодск является самым южным городом Ставропольского края. Расположен в горной котловине, в 234 км от города Ставрополя, в 64 км от станции Минеральные Воды, в северных предгорьях Большого Кавказа на высоте 725—1200 метров над уровнем моря. Возник из русской военной крепости, основанной в 1803 году. Своим возникновением и названием город обязан источнику кислой минеральной воды Нарзан.

### Расположение и рельеф

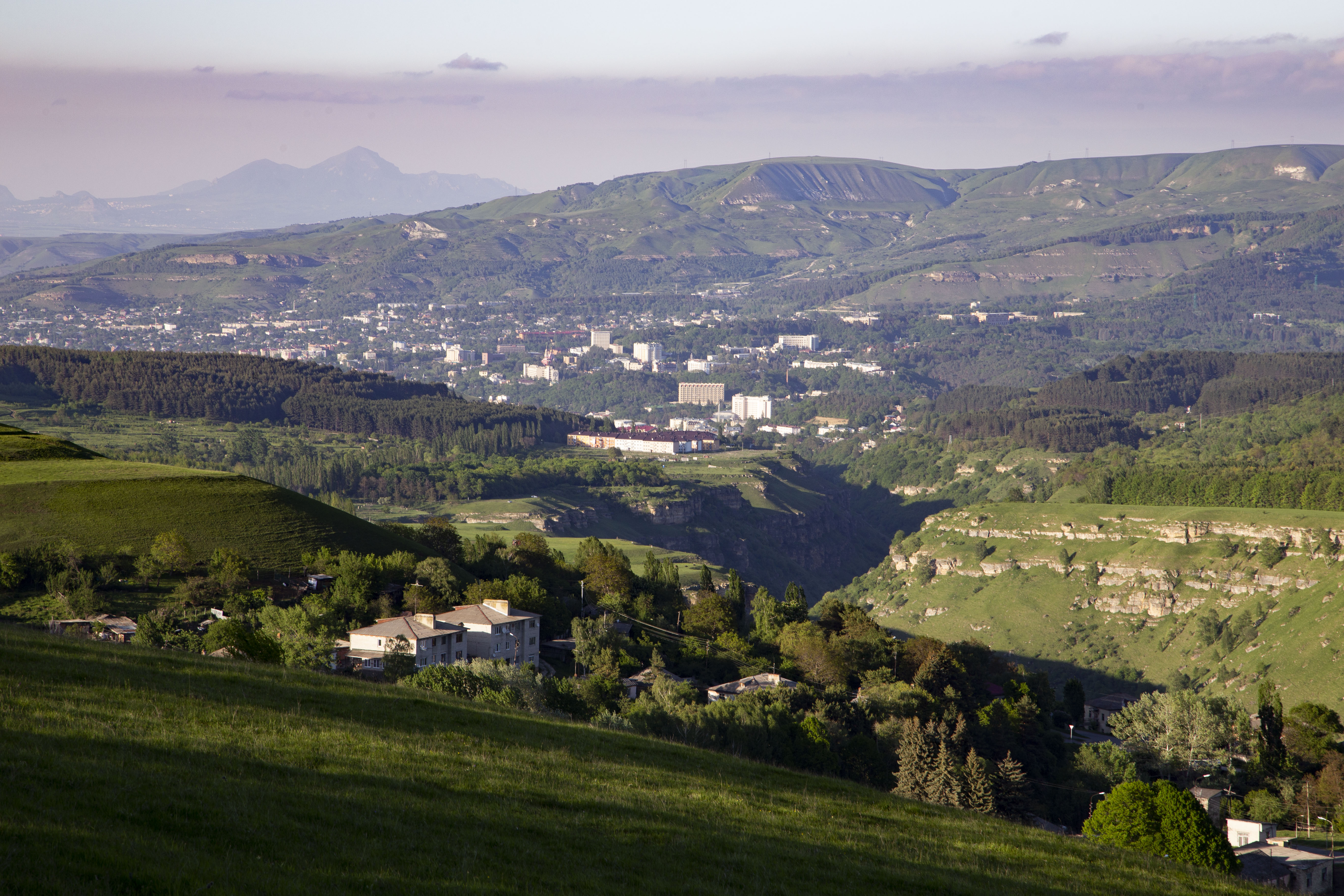
Вид на Кисловодск, горы Кабан и Бештау

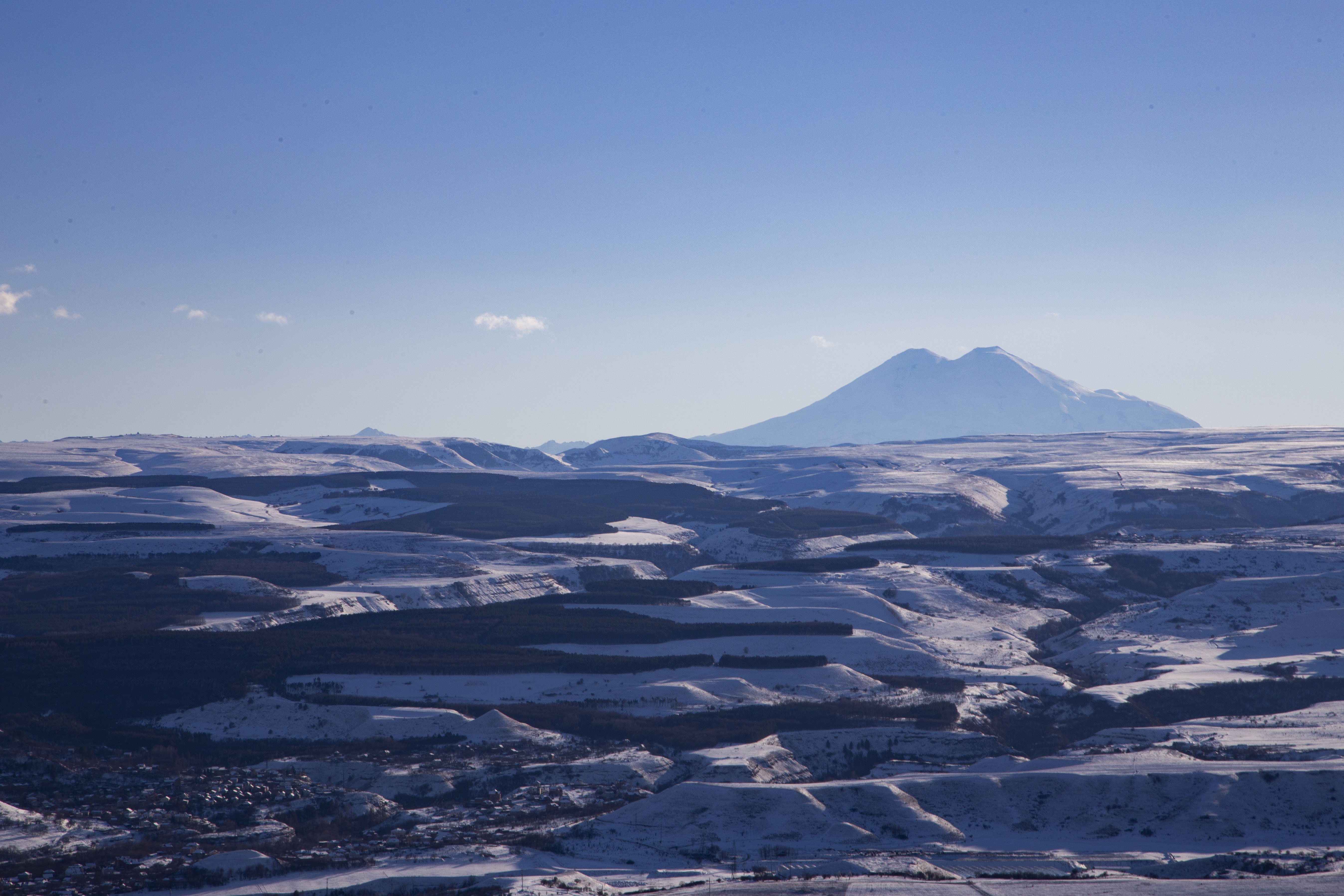
Вид на Эльбрус с Боргустана

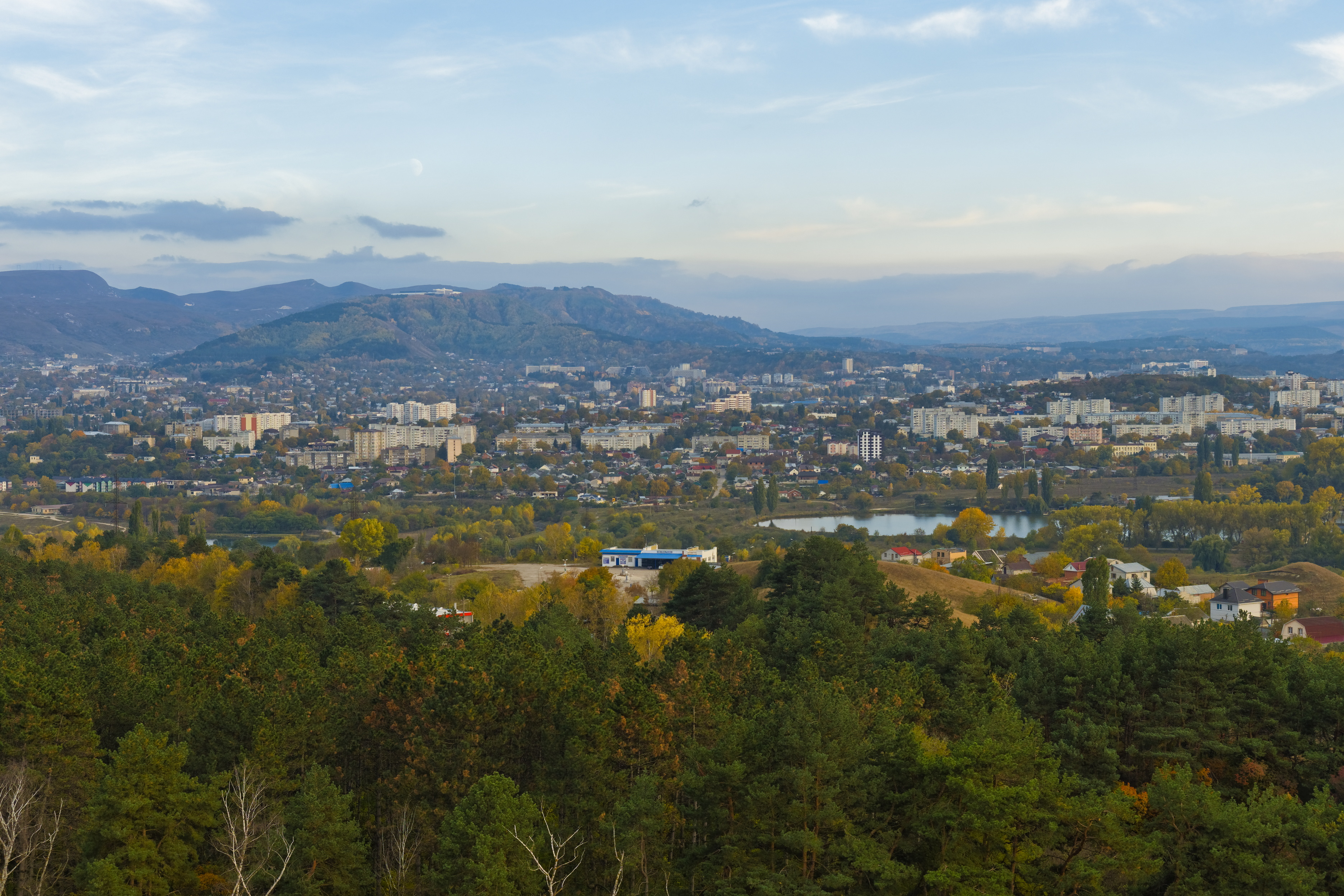
Панорама Кисловодска с горы Кольцо.

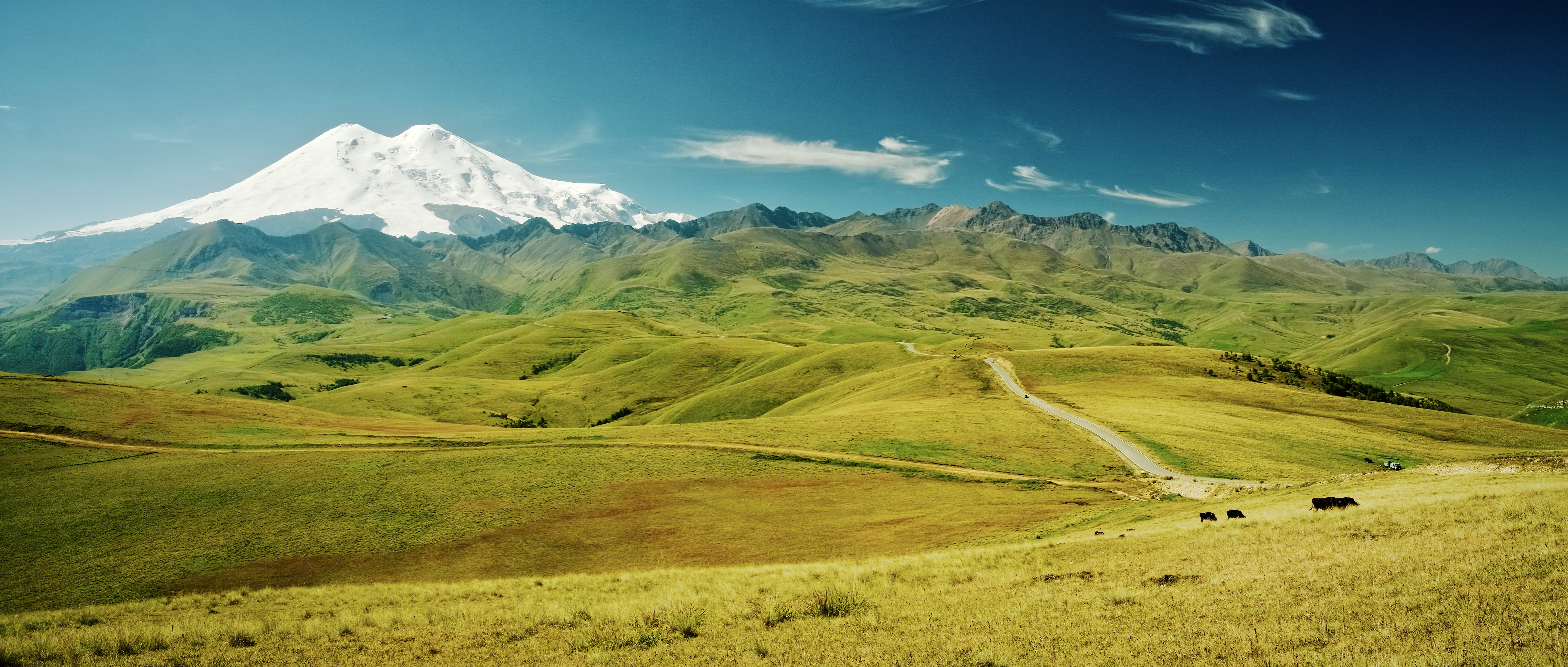
Вид на Эльбрус с горы Харбас. Герман Власов, 2024

Кисловодск находится на юго-западе Ставропольского края, практически на границе с Карачаево-Черкесией и Кабардино-Балкарией, в 65 км от горы Эльбрус. Город расположен в небольшой и уютной живописной долине, окружённой склонами Главного Кавказского хребта и образованной ущельями двух сливающихся рек — Ольховки и Берёзовой, впадающих в реку Подкумок. Протяжённость долины с юго-востока на северо-запад составляет около 7 км.
Рельеф местности гористый, изрезан оврагами и балками. Районы города находятся на разной высоте над уровнем моря. Самая низкая точка Кисловодска — 725 м над уровнем моря на выезде из города, а самая высокая — 1409 м на горе Большое Седло.

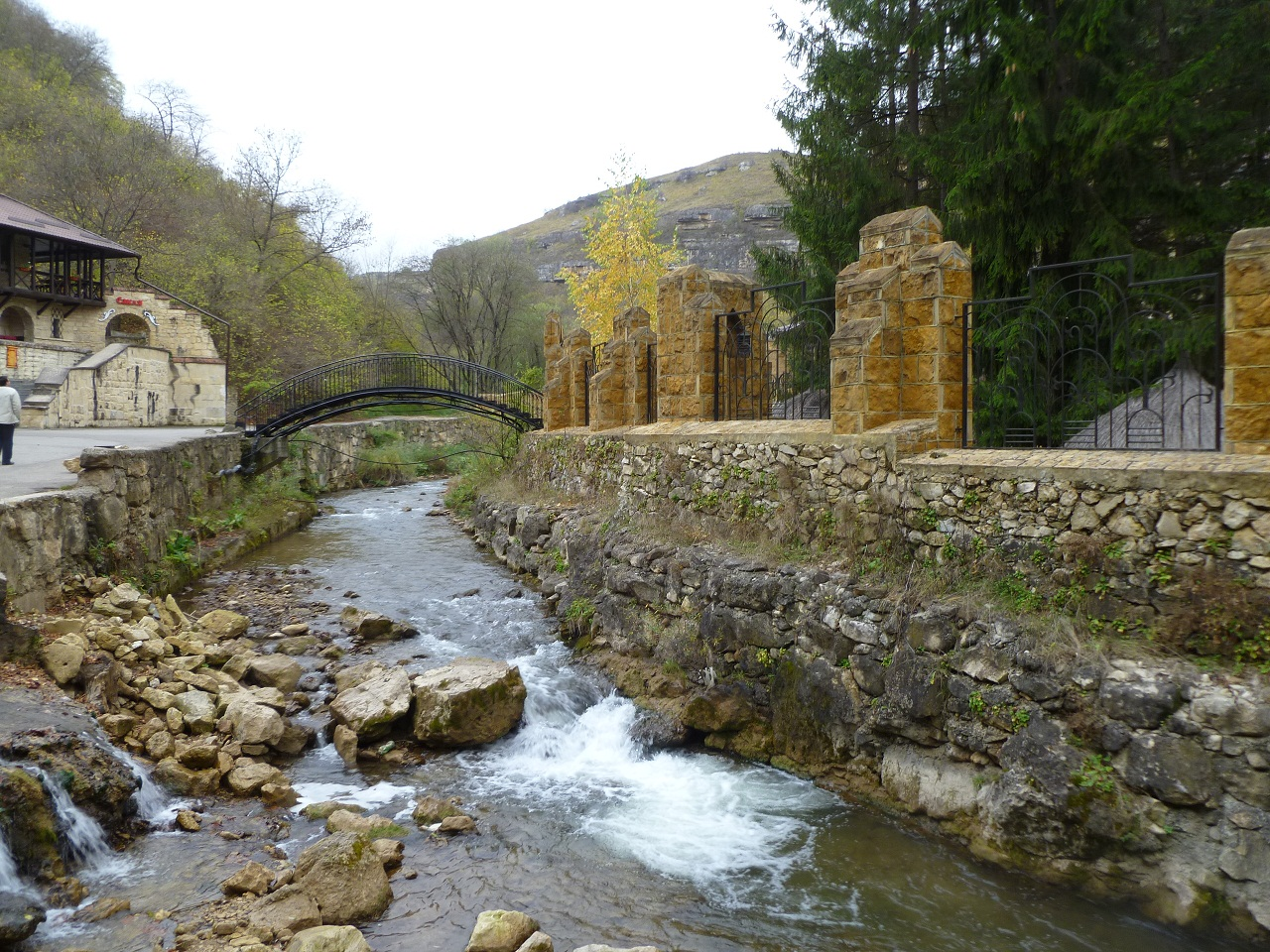
Река Аликоновка

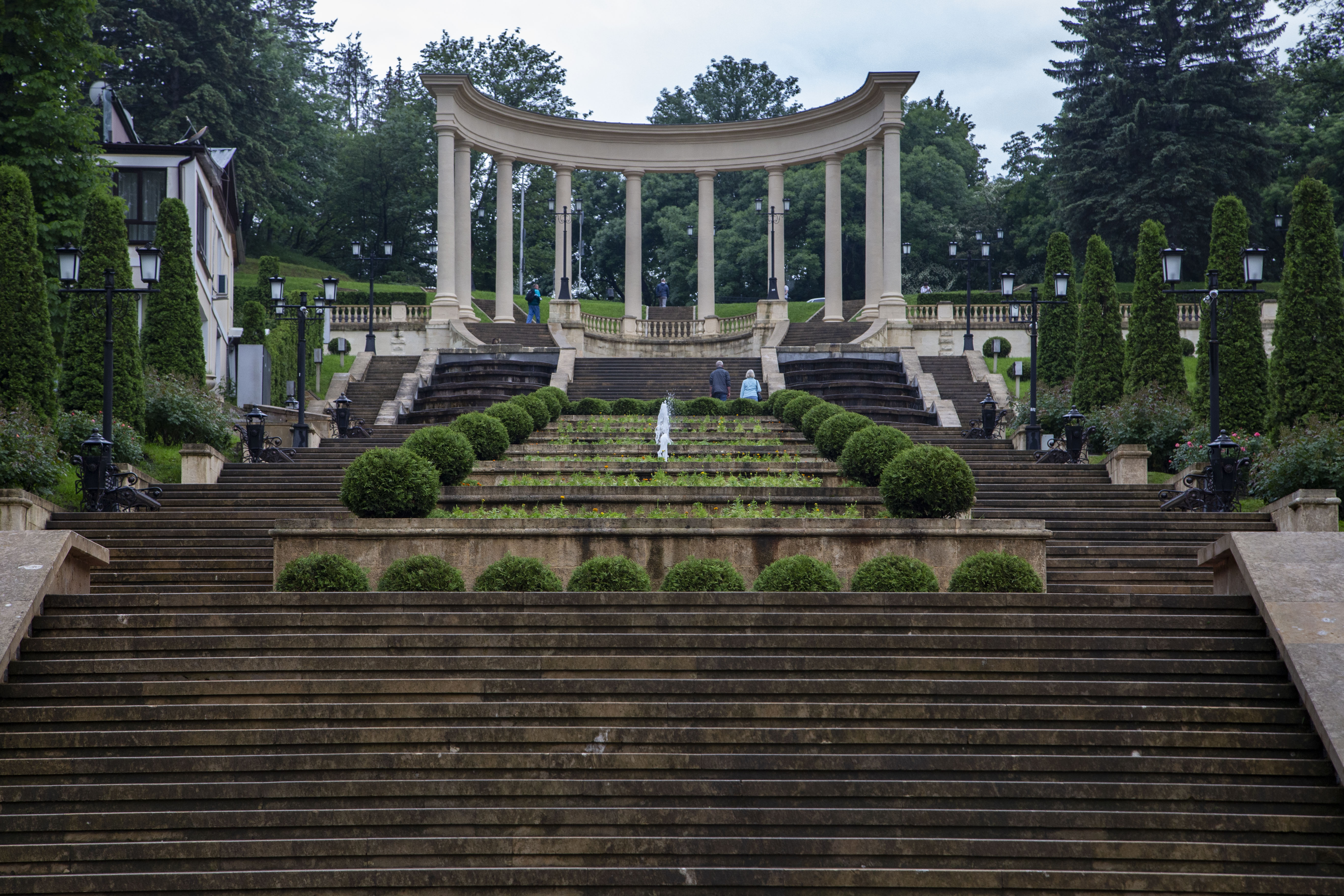
Каскадная лестница

Ландшафт города и его окрестностей очень живописен. Город окружают песчаниковые и меловые горы, образующие многочисленные террасы с глубокими пещерами и гротами. Отдельные глыбы красных песчаников приняли достаточно причудливую форму в результате выветривания. Эти образования известны как «красные камни». С востока и юго-востока город огорожен цепью меловых гор, составляющих вместе среднюю часть Джинальского хребта (высота до 1542 м, вершина Верхний Джинал). С севера долина Кисловодска ограничена цепью меловых гор Боргустанского хребта, достигающего высоты 1209 м над уровнем моря. Боргустанский и Джинальский хребты являются отрогами Пастбищного хребта, одного из северных хребтов Большого Кавказа. С юга и юго-востока долина Кисловодска ограничена куэстами Скалистого хребта — Кабардинским хребтом высотой до 1603 м и Бермамытским плато, изрезанными ущельями рек Аликоновки, Берёзовой и Ольховки.

### Климат
Основная статья: Климат Кисловодска

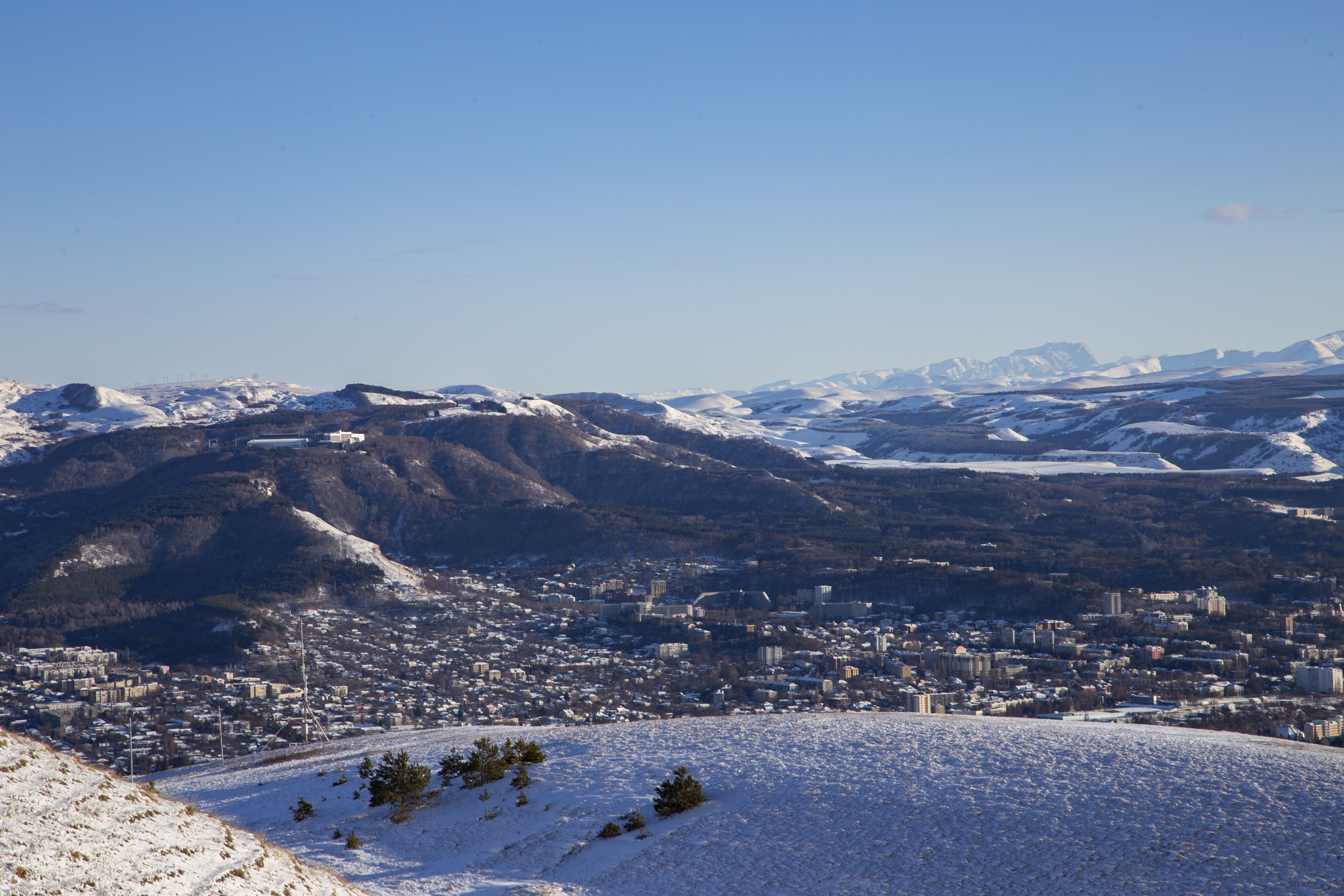
Вид на Кисловодск с Боргустанского хребта

Горы, окружающие Кисловодск, формируют его особый микроклимат. Несмотря на то, что город расположен в глубокой долине среди гор, воздух здесь никогда не застаивается, так как долина непрерывно вентилируется свободным потоком свежего горного воздуха, идущего по ущельям рек. Для Кисловодска свойственна горно-долинная циркуляция воздуха. Кисловодск располагается значительно выше других курортов Кавказских Минеральных Вод и защищён цепью гор, достигающих высоты от 1200 м на севере, 1400 м на востоке и до 1600 м над уровнем моря на юге от города, тогда как свойственная холодному времени года низкая слоистая облачность, идущая с востока и юго-востока поднимается в основном до высоты 1000—1200 м. Из-за этого, в основном в холодное время года, можно наблюдать резкую перемену погоды, выезжая из Кисловодска в солнечную погоду и попадая в пасмурную с дождём или снегом, уже через 10-12 км пути на северо-восток от Кисловодска, двигаясь в сторону городов Ессентуки, Пятигорск и Минеральные Воды. В тёплую половину года, особенно в послеобеденные часы, часто можно наблюдать обратную картину, когда в остальных городах КМВ солнечно и жарко, в Кисловодске может быть прохладная и пасмурная погода с дождём и грозой. Благодаря своему географическому положению Кисловодск является одним из лучших в мире горноклиматических курортов.
Климат Кисловодска — умеренно континентальный с большим количеством солнечных дней. По количеству солнечных дней Кисловодск не уступает лучшим курортам мира. В среднем за год количество ясных дней с учётом нижней облачности в Кисловодске составляет около 150, в то время как в Пятигорске — 100, в Железноводске — 112, а в Ессентуках — 117. Количество пасмурных дней невелико — в среднем 50 дней за год. Количество часов солнечного сияния в Кисловодске в среднем составляет 2093 часа в год. Это 52,3 % по отношению к максимально возможной. Среднегодовая температура составляет около +8,4 °C, что несколько ниже, чем на других курортах Кавказских Минеральных Вод. Среднегодовое количество осадков самое большое среди курортов КавМинВод — 674 мм, но при этом большая часть из них выпадает весной и в начале лета. Воздух в Кисловодске всегда чистый, преимущественно сухой и бодрящий.
Зима в Кисловодске умеренно мягкая, сухая, с неустойчивым снежным покровом, холода обычно наступают во второй половине ноября или даже позже. Снегопад обычно бывает небольшой, хотя выпавший снег может лежать 1,5 — 2 месяца.
Весна наступает позже, чем на других курортах Кавказских Минеральных Вод, погода изменчива и ветрена, особенно в апреле, наблюдается смена дождей снегопадом, тёплой погоды — холодной.
Лето в Кисловодске умеренно влажное, сравнительно прохладное. В Кисловодске почти не бывает особо жарких дней. Благодаря долинным горным ветрам поздним вечером и ранним утром всегда прохладно, разница ночной и дневной температуры воздуха обычно составляет 10-15 °C.
Осень в Кисловодске умеренно сухая. Преимущественно солнечная и сухая погода держится обычно до конца октября. Осадков немного, в основном безветренно и солнечно. В ноябре учащаются ночные заморозки, и может быть по-зимнему холодно, наступает предзимье.
Атмосферные осадки в Кисловодске в разные годы носят непостоянный характер. Однако существует сезонная закономерность. Как показали многолетние наблюдения, самыми дождливыми бывают май, июнь и июль. Увеличение количества осадков весной и летом объясняется близостью Кавказского хребта и Эльбруса.
Относительная влажность в Кисловодске обычно невысокая, и только утром и поздним вечером она достигает 80 %. Днём обычно воздух становится сухим и прозрачным.
- Среднегодовая температура воздуха — 6,5 °C (на взгорье; в долине выше — +8,4 °C)
- Относительная влажность воздуха — 76,2 %
- Среднегодовая скорость ветра — 2,4 м/с (на взгорье, в долине — 1,4 м/с)

| Показатель                                                | Янв. | Фев.  | Март | Апр.  | Май  | Июнь | Июль | Авг. | Сен. | Окт.  | Нояб. | Дек.  | Год   |
| --------------------------------------------------------- | ---- | ----- | ---- | ----- | ---- | ---- | ---- | ---- | ---- | ----- | ----- | ----- | ----- |
| Абсолютный максимум, °C                                   | 18,5 | 20,9  | 27,7 | 32,3  | 34,2 | 35,2 | 36,2 | 36,4 | 36,0 | 31,1  | 26,3  | 24,4  | 36,4  |
| Средний суточный максимум, °C                             | 3,6  | 5,1   | 9,0  | 14,4  | 19,1 | 22,6 | 25,1 | 25,2 | 21,0 | 16,0  | 9,7   | 5,2   | 14,7  |
| Средняя температура, °C                                   | −2,2 | −1,4  | 2,6  | 7,9   | 12,9 | 16,6 | 19,1 | 18,9 | 14,5 | 9,3   | 3,2   | −0,6  | 8,4   |
| Средний суточный минимум, °C                              | −6,1 | −5,7  | −1,8 | 3,1   | 7,9  | 11,4 | 13,8 | 13,6 | 9,3  | 4,5   | −1    | −4,6  | 3,7   |
| Абсолютный минимум, °C                                    | −28  | −26,2 | −18  | −13,1 | −3,8 | −0,4 | 4,2  | 4,6  | −6   | −11,5 | −25   | −28,9 | −28,9 |
| Норма осадков, мм                                         | 19   | 19    | 39   | 60    | 107  | 123  | 96   | 63   | 60   | 38    | 27    | 23    | 674   |
| Источник: . http://www.pogodaiklimat.ru/climate/37123.htm |      |       |      |       |      |      |      |      |      |       |       |       |       |

### Растительность

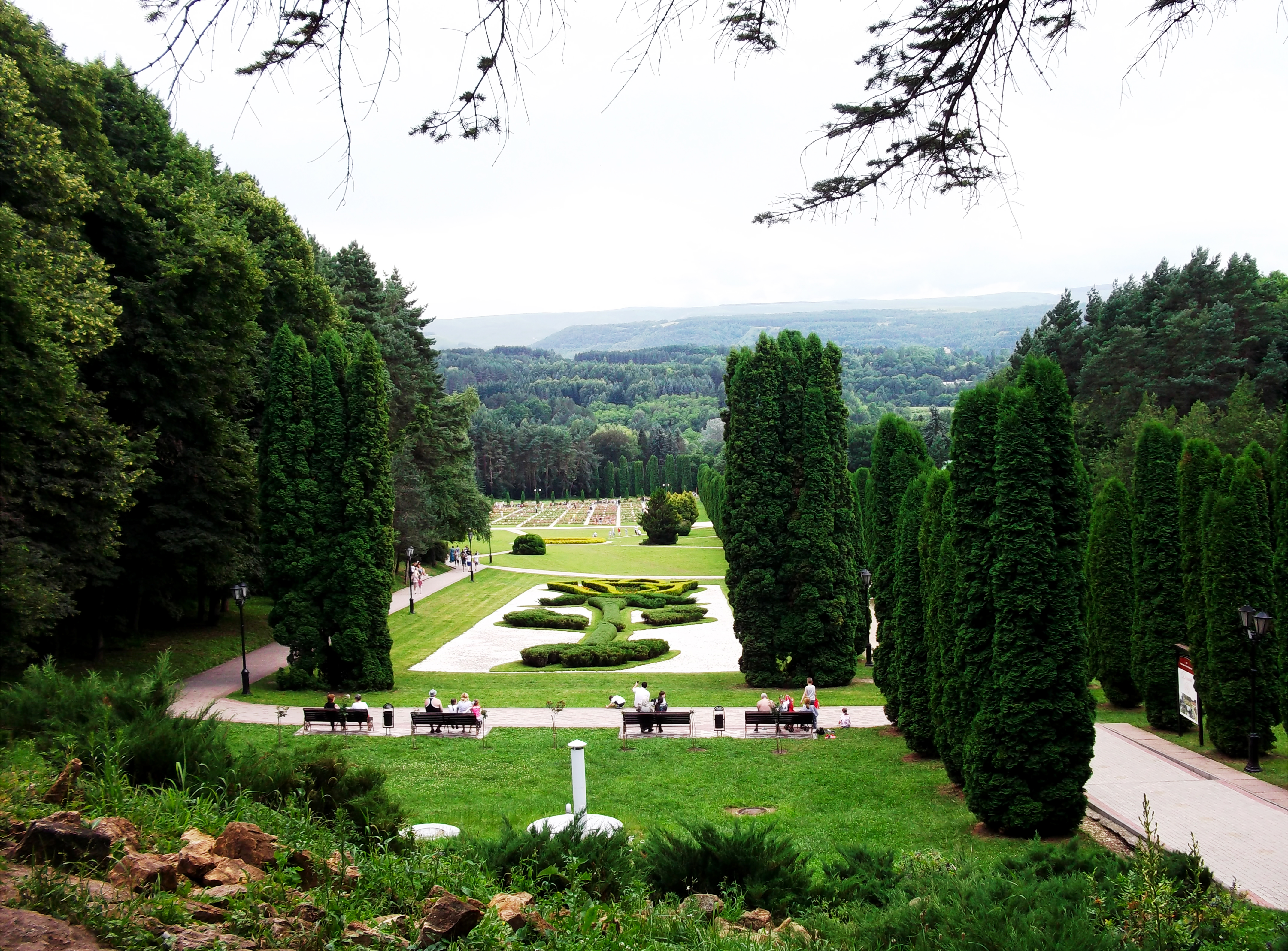
Долина роз в парке

Город очень зелёный, в нём много скверов и цветников. Украшением и гордостью Кисловодска является Кисловодский национальный парк. На склонах гор, окружающих Кисловодск, раскинулись субальпийские луга, в окрестностях — горно-степная растительность. В районе урочища Джинал и в долине Очарования (зона питания минеральных источников) на площади 13 га высажено 70 тысяч берёз и 30 тысяч саженцев крымской сосны. В Кисловодске и его окрестностях также расположены многочисленные плодовые сады. В черте города произрастает более 250 пород и видов деревьев и кустарников, среди которых кедр, пихта, берёза, сосна, ясень, бук, ольха, граб, клён, лиственница, ель, чёрный орех, китайская павловния, пробковое дерево, а на лугах и в лесах произрастает более 800 видов травянистых растений, такие как крокусы различных окрасок, пролеска, ландыши, купена лекарственная (соломонова печать), а также занесённые в Красную книгу России — подснежник кавказский, колокольчик доломитовый, безвременники, примулы.
Защитой и охраной леса вблизи города (в том числе тушением лесных пожаров) занимается Кисловодский лесхоз.

## История

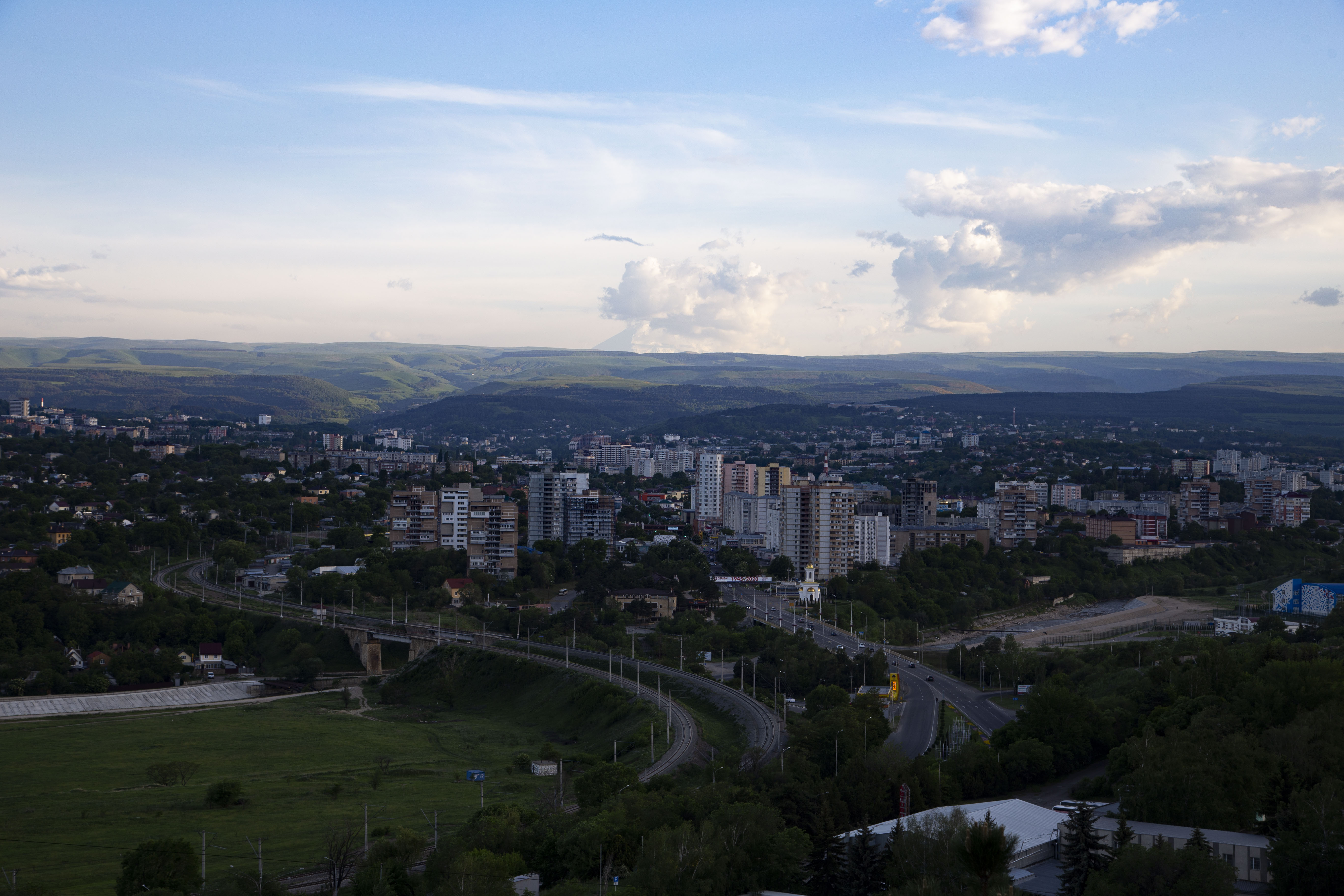
Въездной район г. Кисловодска

### Хронология поселений
В результате двухвекового изучения следов древних поселений на территории Кисловодска и в окрестностях города были обнаружены и изучены более 800 археологических памятников. Это позволило частично восстановить хронологию культур, существовавших на территории современного Кисловодска с 5 тысячелетия до н. э.. Для некоторых исторических периодов археологических памятников пока не обнаружено, что не позволяет достоверно судить о поселениях этих периодов.
|                      | Археологическая культура                                                                                               | Временной период                                     |
| -------------------- | --- | ---------------------------------------------------- |
| Современный период   | Российская империя | 1803 год — основание Кисловодской крепости и станицы |
| Современный период   | Остатки горских пастушьих загонов в верховьях рек Аликоновки, Берёзовой и Кабардинки (окрестности современного города) | ~18—19 века н. э.                                    |
| Современный период   | Остатки горских курганных захоронений (окрестности современного города)                                                | ~14—17 века н. э.                                    |
| Раннее Средневековье | Поздний Аланский период                                                                                                | 10—12 века н. э.                                     |
| Раннее Средневековье | Ранний Аланский период                                                                                                 | 5—9 века н. э.                                       |
| Раннее Средневековье | Догуннский период | 2—4 века н. э.                                       |
| Железный век         | Сарматская эра | 1—3 века н. э.                                       |
| Железный век         | ? |                                                      |
| Железный век         | Поздняя кобанская культура                                                                                             | 7—5 века до н. э.                                    |
| Железный век         | Классическая кобанская культура                                                                                        | 10—7 века до н. э.                                   |
| Бронзовый век        | Ранняя кобанская культура                                                                                              | 13—11 века до н. э.                                  |
| Бронзовый век        | ? |                                                      |
| Бронзовый век        | Северо-Кавказские культуры                                                                                             | конец 3 тысячелетия — 14—15 века до н. э.            |
| Бронзовый век        | Майкопская культура | середина 4 — конец 3 тысячелетия до н. э.            |
| Бронзовый век        | Энеолит | 5 — середина 4 тысячелетия до н. э.                  |

### Ранняя история
При раскопках в археологическом комплексе «Кабардинка-2» в 10 км южнее Кисловодска были обнаружены остатки поселения древней кобанской культуры бронзового века (XIII—XII веков до н. э.). Размер поселения был значительный для того времени — несколько десятков домов площадью 16 на 12 метров. Другим известным археологическим памятником является крупный комплекс Клин-яр, расположенный на западной окраине Кисловодска. Этот комплекс содержит остатки строений и захоронений, относящихся к кобанскому (IX—VII века до н. э.), сарматскому и аланским периодам.

### XVIII век
К концу XVIII века Кисловодская долина не была заселена. Имеются сведения о том, что официально территория, где находится источник нарзана, никому не принадлежала и составляла пограничную территорию между землями Большой Кабарды на востоке и землями Мало-Абазинского племени на западе. Известно лишь о существовании в долине небольшого абазинского поселения рода Джантемировых и дозорного поста на Крестовой горе (гора Святого Духа), состоящего из двух мазанок, землянки, навеса для лошадей и сторожевой вышки. В 1793 году Кисловодскую долину посетил учёный Пётр-Симон Паллас. Он впервые подробно исследовал источник нарзана, измерил глубину резервуара источника, составил его описание, предсказав нарзану большое будущее, а также составил план прилегающей к источнику местности. Первооткрывателем курортных сезонов в Кисловодске считается командующий войсками на Кавказской линии граф И. И. Морков. В 1798 году он расположился лагерем над источником на Крестовой горе в сопровождении жены и молодого секретаря Алексея Реброва. Морков принимал ванны из подогретого нарзана чтобы вылечиться от астмы.

### XIX век

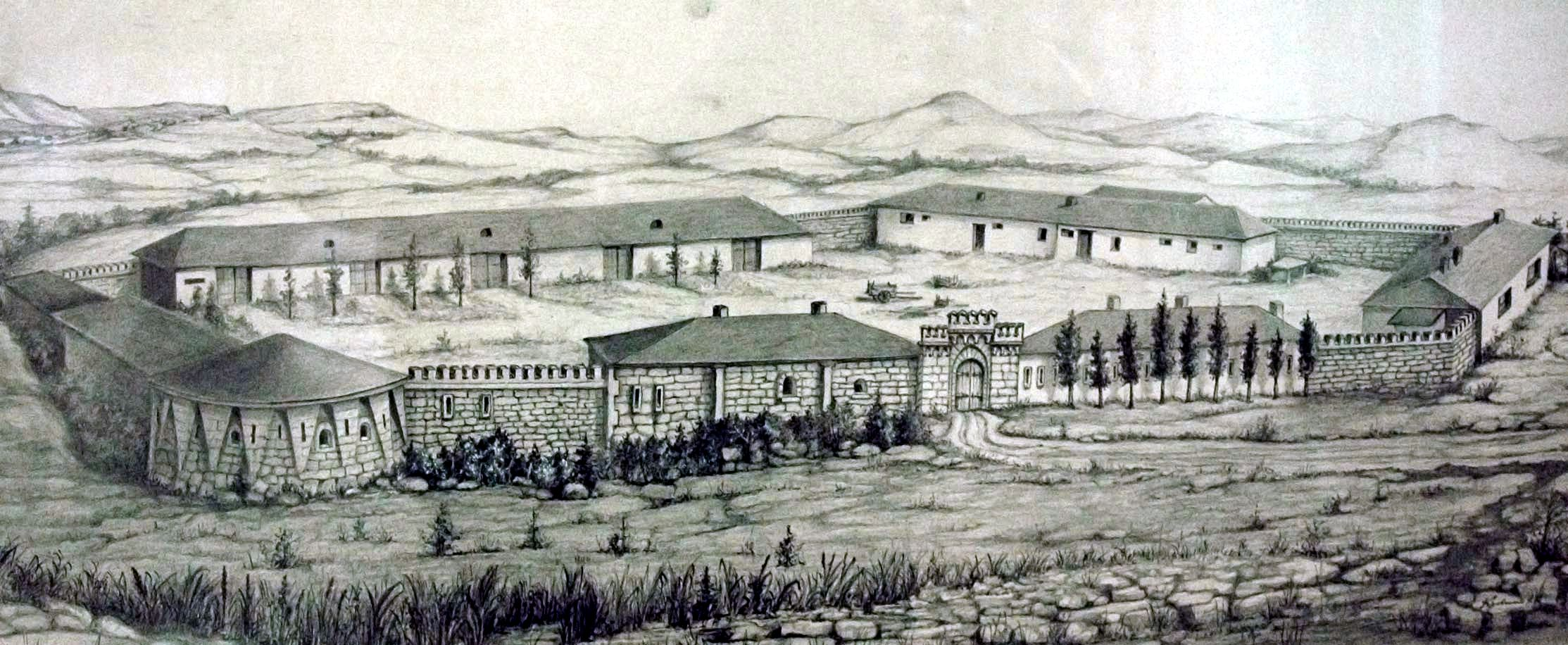
Кисловодская крепость во второй половине XIX века

4 января 1803 года главнокомандующий на Кавказе и в Грузии, астраханский военный губернатор князь П. Д. Цицианов докладывал императору Александру I: «В 30 верстах от Константиногорской крепости, за чертой кордона Кавказской линии, есть колодец кислой воды, приносящей очевидную пользу больным её употребляющим; и как по целебному действию её многие благородные семьи из всей Империи приезжают сюда во время лета пользоваться сим даром природы… то я, сделав проект к построению близ оного колодца укрепления, столь нужного для безопасности больных и для прикрытия зданий, кои … возвести потребно, — осмеливаюсь поднесть его на Всевысочайшее благоусмотрение…»
7 (19) марта 1803 года вышел рескрипт Александра I о строительстве укрепления в месте, «где находятся у Кавказских гор кислые воды». В нём поручалось инспектору Кавказской линии князю П. Д. Цицианову «привести в действо укрепление сие, употребив на то воинских служителей». Крепость Кислые воды, принадлежащая Азово-Моздокской оборонительной линии, была возведена на возвышении между речками, получившими впоследствии названия Ольховка и Берёзовая, на расстоянии пушечного выстрела от источника нарзана. Строительство велось силами шести рот 16-го егерского полка из Константиногорской крепости с июня по октябрь 1803 года.
Окружённая рвом крепость имела форму звезды «штерншанца» с тремя остроугольными и двумя полукруглыми бастионами, на которых размещались пушки. С севера и юго-запада в крепость вели ворота. На территории крепости находились три офицерских дома, три солдатских казармы, провиантский пункт, гауптвахта, кухни, лазарет, ротные цейхгаузы, пороховой погреб, конюшня, дома со службами для отдыхающих. Из крепости к реке был прорыт подземный ход на случай длительной осады. На горке против источника был устроен казачий редут с казармой. Обычно в крепости находились две роты солдат, но в летний период гарнизон пополнялся ещё двумя ротами пехоты, несколькими драгунскими эскадронами и сотней казаков. Усиливался и гарнизон редута на Казачьей горке, выдвигались пикеты, на ближайших возвышенностях устанавливались батареи. О событиях того времени сейчас напоминают названия небольших гор — Казачья, Пикетная, Батарейная.
В 1812 году крепость была перестроена, турлучные здания заменены каменными, возведена высокая каменная стена с бойницами и угловыми башнями.

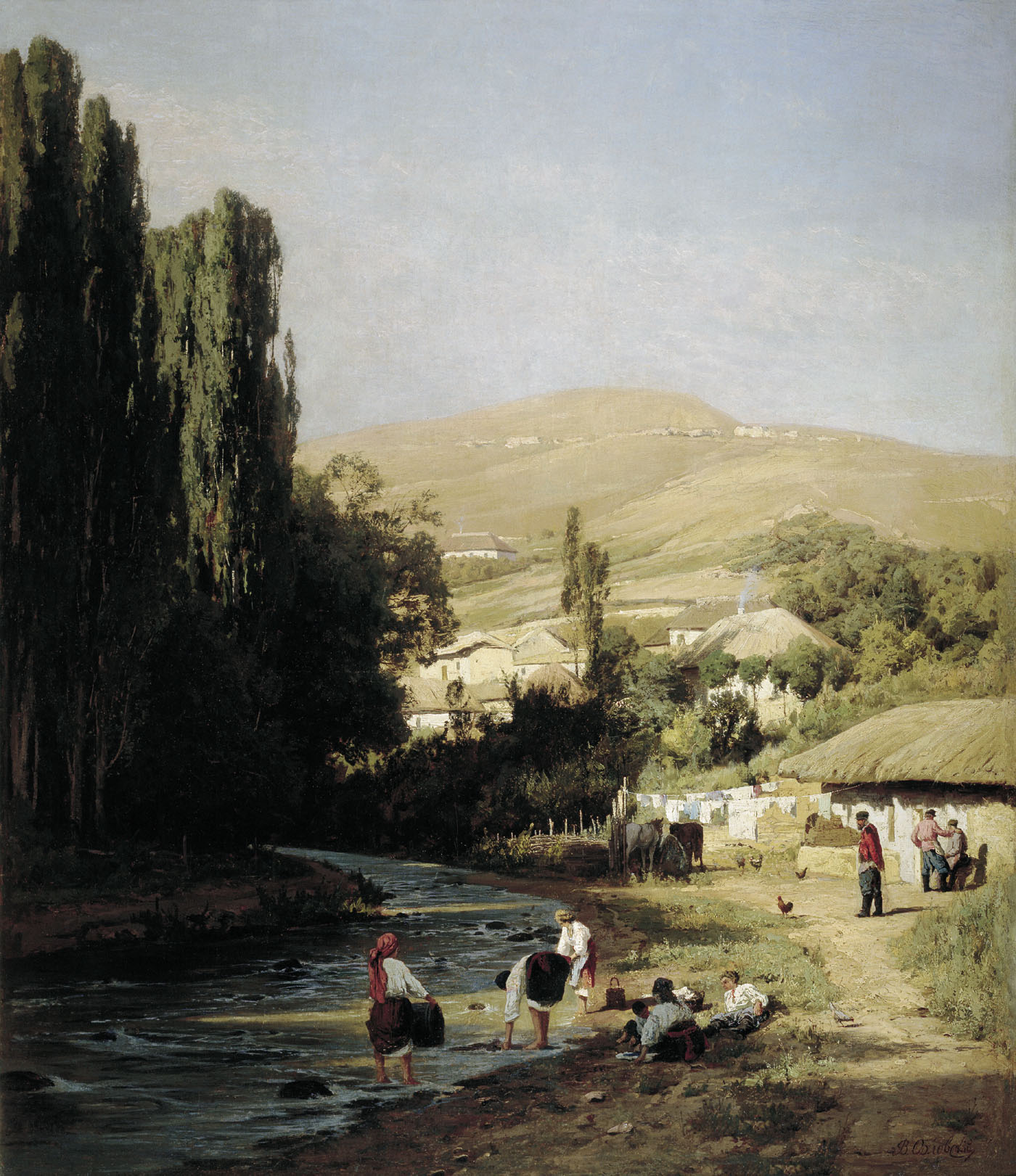
Кисловодск в 1883 году (картина Владимира Орловского)

Основателями и первыми жителями Кисловодска стали русские солдаты, которые, отслужив положенный срок в крепости, оставались здесь жить. Недалеко от крепости, на склонах горки, именуемой ныне Солдатской, строили турлучные и саманные домики, крытые камышом или соломой, часто на 2-3 семьи. Первыми улицами стали 1-я и 2-я Солдатские и Кабардинская улицы (по названию Кабардинского полка, солдаты которого участвовали в перестройке крепости). Так возникла Кисловодская солдатская слобода. От слобожан пошло и русское население современного Кисловодска.
В летний период кисловодский источник посещало всё больше курортников. В 1812 году была построена купальня на 3 ванны (до этого нарзанные ванны принимали в вырытых в земле углублениях). В 1820 году во время своей первой поездки на Кавказ в Кисловодской крепости жил А. С. Пушкин, приехавший вместе с семьёй генерала Н. Н. Раевского. Второй раз Пушкин посетил Кисловодск летом 1829 года во время второй поездки на Кавказ; в этот раз поэт сначала поселился в ресторации, а затем переехал в дом А. Ф. Реброва.
Особую роль в становлении и развитии Кисловодска сыграл генерал А. П. Ермолов, благодаря которому был перенесён значительно южнее передний край Кавказской линии и прекратились набеги горцев. По его личному представлению в 1822 году правительством были выделены средства на обустройство города, в частности по проекту братьев Иоганна и Иосифа Бернардацци над источником была построена 2-этажная роскошная по тем временам ресторация с колоннадой и лестницей, спускавшейся в парк и к источнику. Под лестницей был устроен грот (ныне Лермонтовский). В ресторации был обширный зал для танцев, балов, а также помещения для приезжающих. Кроме этого, в 1823 году по приказу генерала Ермолова начались работы по обустройству кисловодского парка.
10/22 декабря 1827 года в Петербурге создано особый (специальный) временный комитета для согласования планов благоустройства КМВ. В 1828 году комитет ввёл названия всем источникам и селениям при главных из них: Горячеводск, Железноводск и Кисловодск.
24 августа 1836 года открыт Курортный бульвар. Спроектирован архитектором Д. Бернардацци.
В середине XIX века Кисловодская крепость была перестроена по проекту архитектора С. И. Уптона. Среди других построек Уптона следует в первую очередь назвать каменное здание Нарзанной галереи в средневековом английском стиле, строительство которой продолжалось 10 лет и закончилось в 1858 году. К 1873 году Кисловодск был уже хорошо озеленён: от поворота дороги прямо к галерее шла аллея пирамидальных тополей. За галереей был обширный и густой парк. Налево от галереи — дома частных владельцев. В конце парка, на правой стороне речки, находилась купальня, устроенная над холодным источником, называемым Семиградусным. Теперь в этом месте одна из достопримечательностей Кисловодска — зеркальный пруд со Стеклянной струёй.

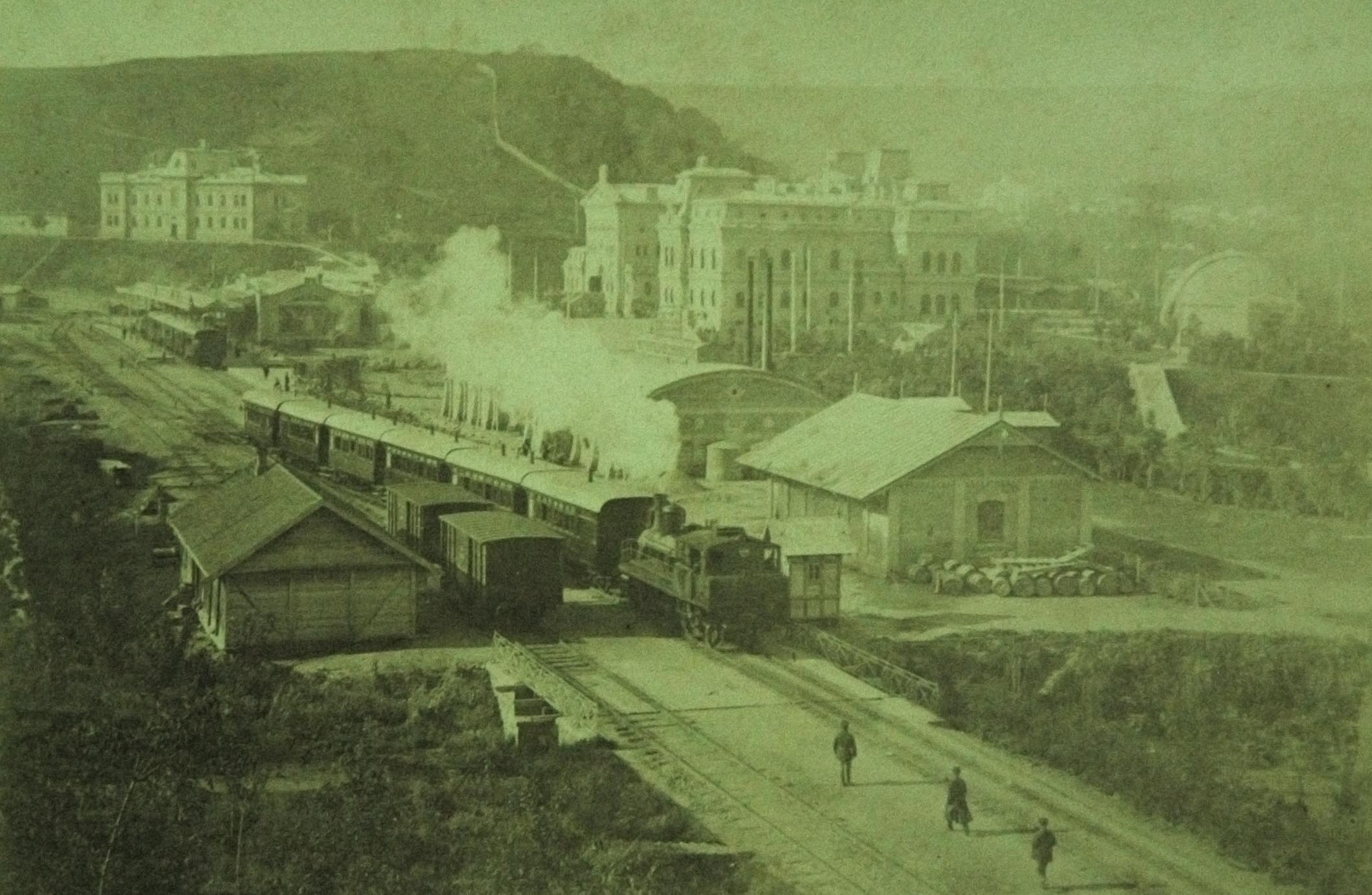
Ж.д. вокзал и Курзал при въезде в Кисловодск (начало XX века)

В Кисловодске стали обосновываться известные купеческие и дворянские фамилии, представители столичной интеллигенции: помещик Алексей Ребров (в его знаменитом доме гостили М. Ю. Лермонтов и Л. Н. Толстой), генерал флота Иосиф Дебу, астраханский купец, а затем и градоначальник Николай Шайкин, екатеринодарские купцы братья Тарасовы и др. Население Кисловодска быстро росло, за 10 лет, с 1881 по 1891 годы, оно выросло с 1551 до 6000 человек.
Постепенно стали появляться свидетельства о благоприятном климате Кисловодска, который привлек внимание известного климатолога А. И. Воейкова. Он считал, что «прозрачность воздуха и большое количество тёплых солнечных дней» делали Кисловодск более подходящим для «климатического лечения» пациентов, чем, например, Гагры, Сухум или Батуми.
Огромное значение имело строительство шоссе от станции Минеральные Воды до Кисловодска в 1875 году и особенно строительство железнодорожной ветки из Минеральных Вод, через которые город был связан с центральными городами страны. 17 мая 1894 года открылось регулярное движение поездов на участке Минеральные Воды — Кисловодск. В 1895 году Кисловодск получил электроосвещение от гидростанции Белый Уголь. Всё это увеличило количество посетителей, что потребовало усиления жилищного строительства, увеличения водоснабжения. В 1896 году был открыт небольшой завод по розливу минеральной воды.
На Кислых водах перед сезоном 13 мая 1890 года прошёл сильнейший град. Отдельные градины достигали половины фунта весом, легко пробивали крыши домов, разбивали стекла. 14 мая — случился неистовый ливень и наводнением по рекам Ольховка и Березовка был разрушен Воронцовский мост, затопило Нарзанную галерею, снесло жилые дома. Только 1 июня удалось преодолеть последствия наводнения.
В 1895 году было закончено строительство Курзала. Рядом в этом же году было закончено строительство лёгкого ажурного здания вокзала, который вместе с Курзалом представляет единый архитектурный ансамбль. Эти прекрасные здания являются памятником старой архитектуры. В своё время русский писатель Д. Н. Мамин-Сибиряк писал о Кисловодске: «Город чудесный, разметавший свои улицы по крутым берегам реки. Общий вид был очень красив, а великолепный вокзал мог бы украсить любую столицу». В настоящее время железнодорожный вокзал отреставрирован, а напротив старого здания построено новое здание вокзала, возведённое в стиле и гармонии с существующим и являющееся как бы зеркальным отражением старого здания, но с просторными перронами, кассовым залом, камерой хранения.
Станица Кисловодская
14 марта 1825 года, в четырёх верстах к северу от Кисловодской крепости была основана станица Кисловодская. Первыми жителями станицы стали 100 семей, переселённых сюда из станицы Александровской весной 1826 года. Казаки, занимаясь в свободное от службы время землепашеством и скотоводством, снабжали продовольствием курорт и слободу. Действовало управление атамана, распоряжавшегося станичными землями, угодьями, лесами и общественным капиталом. В станице было две христианские общины: православные и старообрядцы.
В 1832 станица вошла в образованное Кавказское линейное казачье войско, а в 1860 году — в Терское казачье войско, образованное из Кавказского линейного войска. С середины 50-х годов XIX века в станице увеличилось число украинцев. Это была вторая волна переселенцев, когда в станицу прибыли выходцы из Воронежской, Полтавской, Тамбовской губерний, с Украины, Дона и Хопра. Во второй половине XIX века в станице проживало 1,5 тысячи жителей.
В начале XX века Кисловодская станица относилась к числу средних по размерам в регионе. В ней проживало от 2,5 до 4,4 тысяч человек. Станичными атаманами были И. Смирнов, И. Васюк, А. Чепко, Н. Трибухин, К. Козменко. Казачья управа располагалась на станичной площади (сейчас — администрация ГАИ, угол улиц Чайковского и Ессентукской). По инициативе атамана Чепко в 1906 году была построена станичная школа (сейчас средняя школа № 9).

### XX век

#### Предреволюционные годы

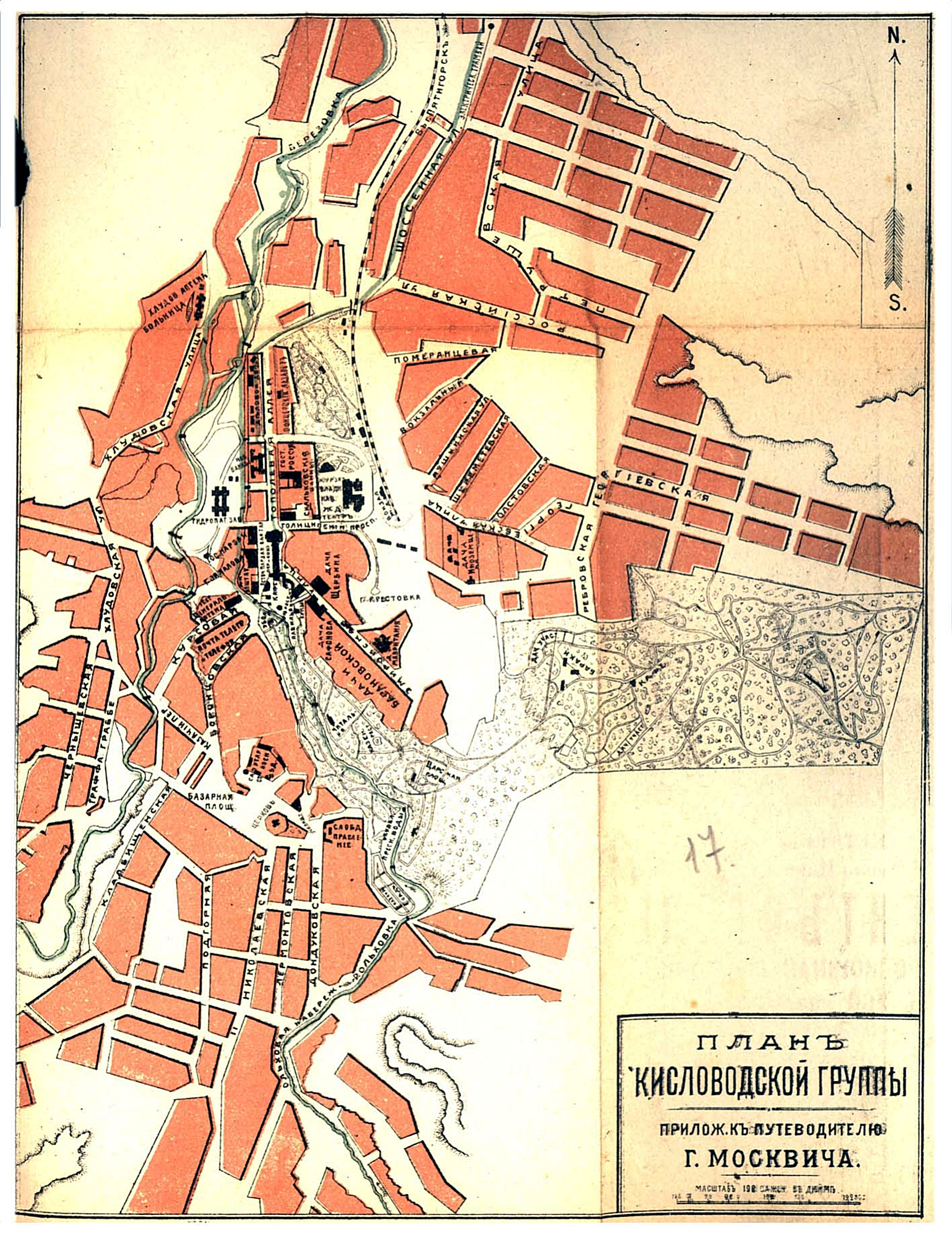
План Кисловодска начала XX века из «Иллюстрированного практического путеводителя по Кавказу» Г. Г. Москвича.

13 июня 1900 года введён в эксплуатацию первый в городе водовод пресной воды — «Лермонтовский водопровод».
25 июня 1903 года указом Николая II Кисловодская слобода преобразована в город, станица Кисловодская оставалась в прежнем статусе и управлялась атаманским правлением.
К началу 1910-х годов в Кисловодске было около 14 тысяч коренных, оседлых иногородних и временных жителей, а в станице — 600 казачьих дворов и более 100 иногородних. Уже в это время наметилась тенденции сращивания территории города и станицы.
В 1915 году города Пятигорск и Кисловодск Терской области изъяты в отношении дел городского общественного управления из ведения Военного Министерства и отнесены к ведению Министерства Внутренних дел.
Рядом с Курзалом в Верхнем парке построили музыкальную раковину, названную хрустальной за высокие акустические свойства.

#### Гражданская война
В 1917 году в Кисловодск прибыло много высокопоставленных чиновников и знаменитостей из Санкт-Петербурга, которые надеялись переждать здесь революцию. В те годы в городе жили и выступали знаменитости, такие, как Ф. Шаляпин и М. Кшесинская. В городе установилась советская власть, однако в то же время скрывалось много высокопоставленных офицеров и генералов, среди них был А. Г. Шкуро. В июне 1918 г. белые совершили удачное нападение на Кисловодский совет, а в сентябре захватили город. Здесь находился штаб П. Врангеля. Однако вскоре белые вынуждены были покинуть город, и вновь взяли его в сентябре, потом вновь отступили. Всё это время город находился на переднем крае линии фронта.
Во время боёв на Северном Кавказе в ноябре 1918 — феврале 1919 белые несколько раз безуспешно пытались взять город. Последний раз белые контролировали город в конце 1919 — начале 1920 г.

#### Ранний советский период
В 1920—1930 годы в городе были созданы 20 новых санаториев, а в реконструированных зданиях пансионатов, особняков, гостиниц организованы ещё 22 санатория.
26 мая 1925 года постановлением СНК РСФСР курорты общегосударственного значения Пятигорск с Тамбуканским озером, Ессентуки, Кисловодск и Железноводск изъяты из ведения местных властей и переведены в распоряжение Главного Курортного Управления.
16 мая 1926 года в Кисловодске было начато регулярное радиовещание.
20 февраля 1932 года Президиум ВЦИК постановил включить в городскую черту города Кисловодска станицу Будённовскую с усадебными землями.

Вид на колоннаду Каскадной лестницы (1938)

В 1928 году по проекту архитектора П. П. Еськова в центральной части города, рядом с Главными нарзанными ваннами было построено здание Октябрьских нарзанных ванн на 60 кабин, которое отличалось благородными внешними формами, удобствами, компактностью внутренней планировки, обилием воздуха и света и имело нарзанохранилище объёмом 400 кубометров. В этом же году заново возведён и механизирован старый завод для розлива нарзана. При санатории «Крепость» в 1934 году была построена грязелечебница, которая обеспечивала иловой сульфидной грязью Тамбуканского озера всех больных, приезжающих на курорт (пропускная способность — до 300 больных). В 1935—1938 гг. в Кисловодске вступили в строй прекрасные санатории, такие как санаторий имени Серго Орджоникидзе на 500 коек, построенный по проекту архитекторов М. Я. Гинзбурга, Е. М. Попова, С. Е. Вахтангова и архитектора из Чехословакии Й. Шпалека. Этот санаторий и до наших дней остаётся одной из самых комфортабельных здравниц курорта. В этот же период по проекту архитектора М. И. Мержанова были построены «Санаторий-отель НКВД» (ныне «Кисловодск») и санаторий «Красные камни», отличающийся роскошью и максимальными удобствами.
Все 20 санаториев, построенных в Кисловодске до Великой Отечественной войны, выполнены с соблюдением высоких санитарных требований и с максимальными удобствами для больных. Внешние формы зданий современны, территории озеленены и приспособлены для спокойного отдыха и лечения. Они и поныне служат народу. Здания санаториев являются архитектурными памятниками русского зодчества 1930-х годов. После начала Великой Отечественной войны дальнейшее развитие курорта было нарушено, Кисловодск был превращён в госпитальную базу.

Стеклянная струя и пруд в Кисловодске. Фото 1938 года.

2 декабря 1936 года открылось движение электропоездов на участке Минеральные Воды — Кисловодск.

#### Вторая мировая война
15 июля 1941 года — решением крайисполкома утверждено дополнительное развёртывание 65 эвакогоспиталей на 32395 коек, из них: в г. Кисловодске — 15 945, г. Ессентуки — 5715, г. Пятигорске — 4690, г. Железноводске — 3090, Теберде — 280, районах края — 2675 коек.
Уже в августе 1941 года было развёрнуто 36 госпиталей на базе санаториев-пансионатов и гостиниц.

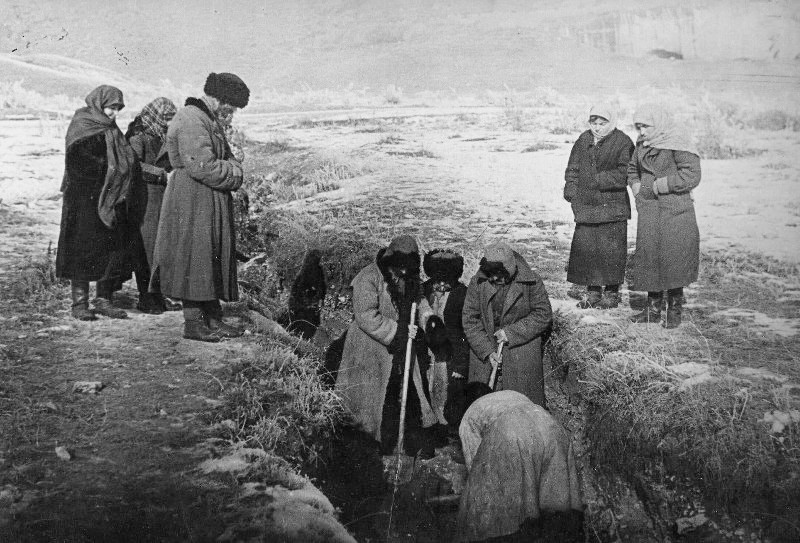
Жители Кисловодска раскапывают трупы своих родственников, расстрелянных у Кольца-Горы, января 1943 г.

В августе 1942 года город был захвачен немецко-фашистскими войсками. 9 сентября 1942 года поезд из Кисловодска, состоящий из 18 платформ и двух крытых вагонов, переполненных советскими гражданами еврейской национальности численностью около 1800 человек, большинство женщин, детей, стариков, прибыл в район Стеклозавода (Минеральные воды), где немцы их казнили. 11 января 1943 года Кисловодск освобождён от немецко-фашистских захватчиков.
9 марта 1943 года согласно постановлению ГКО от 27 февраля 1943 года крайкомом ВКП(б) принято постановление о развёртывании эвакогоспиталей: в Ставрополе на 300 коек, в Пятигорске на 4000 коек, в Кисловодске на 8000 коек, в Ессентуках на 5200 коек, в Железноводске на 1500 коек.

#### Послевоенный советский период
К 1950 году были полностью восстановлены все санатории и лечебные учреждения курорта, проведены большие гидрогеологические изыскания, которые позволили увеличить запасы нарзана для бальнеологических целей. Вместе с восстановительными работами началось новое строительство и благоустройство города. По проекту архитектора А. А. Оль были построены в 1951 году и введены в строй первоклассные санатории «Горные вершины», «Пикет». В 1952 году вступили в строй санаторий «Горный воздух», построенный в дворцовом стиле, и санаторий «Москва». В 1955 году колхоз «Россия» Новоалександровского района Ставропольского края построил для колхозников замечательный санаторий «Колос». Все новые здравницы оснащены современной аппаратурой, в них созданы максимальные удобства для больных. На развитие курорта, его восстановление, реконструкцию и благоустройство государством было израсходовано более 600 млн рублей.
20 августа 1953 года был упразднён Кисловодский район. Его территория передана Кисловодскому горисполкому.
Указом Президиума Верховного Совета РСФСР от 29 мая 1958 года станица Кисловодская была включена в черту города Кисловодска. Совхозы, колхозы и подсобные хозяйства бывшей станицы были переданы в Предгорный район, образованный 23 ноября 1959 года.
5 июня 1964 года Совет Министров РСФСР постановил ограничить прописку граждан в городах-курортах Пятигорске, Кисловодске, Железноводске, Ессентуках, Минеральных Водах и прилегающих к ним населённых пунктах Ставропольского края.
14 октября 1980 года Кисловодск за большую самоотверженную работу по лечению и восстановлению здоровья воинов, значительный вклад в развитие здравоохранения и за успехи, достигнутые в хозяйственном и культурном строительстве, награждён орденом Отечественной Войны I степени.

### XXI век
Курортный парк города Кисловодск Постановлением Правительства РФ от 02.06.2016 г. № 493 переименован в Кисловодский национальный парк федерального значения площадью 965,8 га.

## Официальная символика

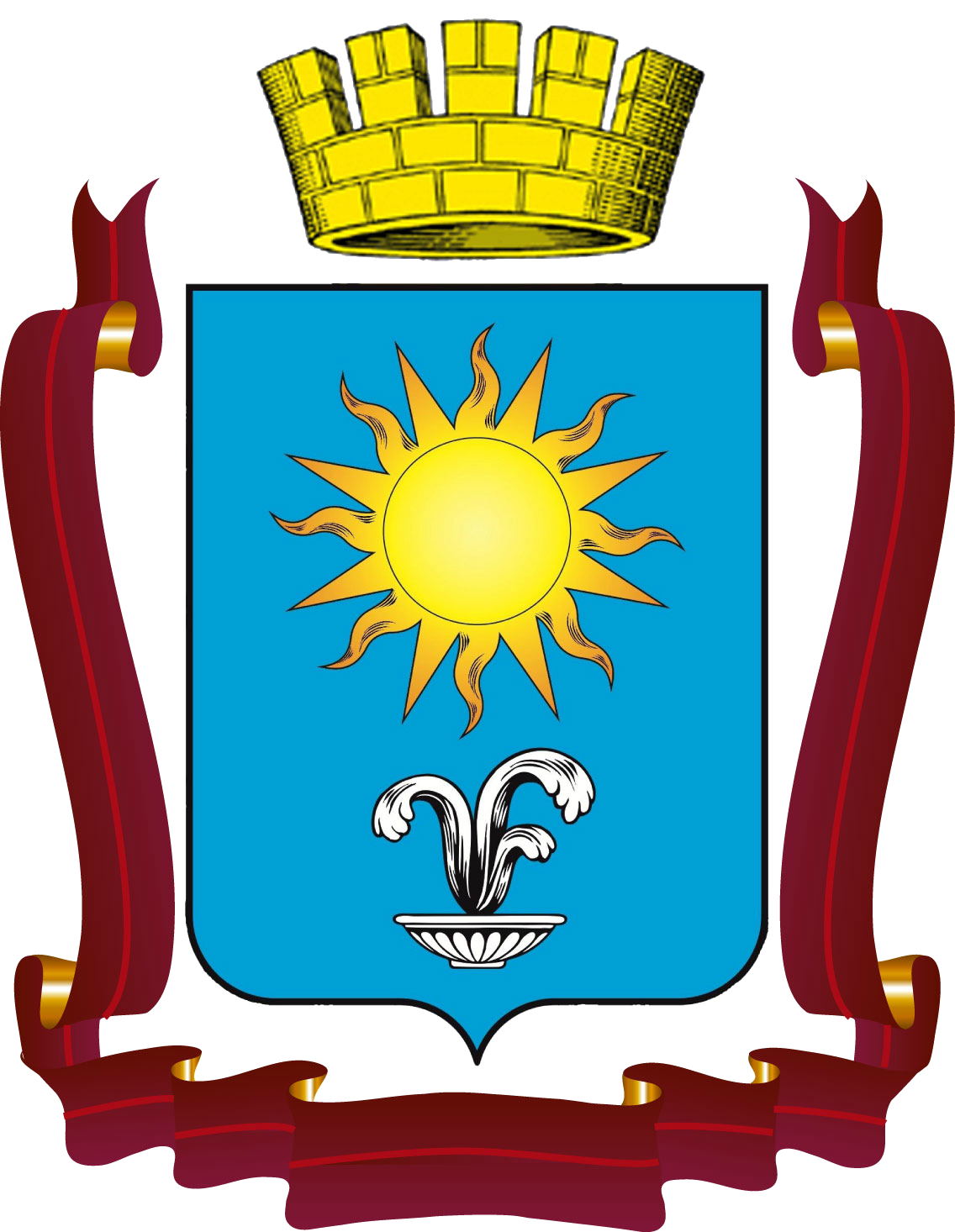
Действующий герб Кисловодска

Официальными символами Кисловодска как муниципального образования (городского округа) являются герб и флаг, утверждённые 25 января 2013 года решением Думы города-курорта Кисловодска № 17-413 и внесённые 16 апреля 2013 года в Государственный геральдический регистр Российской Федерации с присвоением регистрационных номеров 8277 и 8278 соответственно.
Геральдическое описание герба города-курорта гласит: «В лазоревом поле вверху — золотое солнце (без изображения лица), внизу — серебряная чаша, из которой бьёт серебряный источник о трёх струях. Золотая башенная корона с пятью зубцами, венчающая щит, указывает на статус городского округа. Щит увенчан короной установленного образца и окружён лентой ордена Отечественной войны I-й степени».
Кисловодск, являющийся одним из городов-курортов Кавказских Минеральных Вод, часто называют «городом Солнца и нарзана», благодаря уникальному климату и источникам минеральной воды. Поэтому в поле щита помещены изображения золотого солнца и серебряной чаши, из которой бьют струи нарзана.
Флаг представляет собой прямоугольное полотнище синего цвета, в центре которого вверху — солнце жёлтого цвета с чередующимися прямыми и пламенеющими лучами, ниже которого — чаша белого цвета, из которой бьёт источник о трёх струях белого цвета.
Символика города-курорта Кисловодска разработана Александром Ивановичем Плужниковым — доцентом Южного Федерального университета, членом Союза дизайнеров России, членом Союза художников России.

## Население
| 1897     | 1914     | 1923     | 1926     | 1931     | 1937     | 1939     | 1959     | 1961     | 1962     | 1967     |
| -------- | -------- | -------- | -------- | -------- | -------- | -------- | -------- | -------- | -------- | -------- |
| 1800     | ↗15 178  | ↗16 676  | ↗26 000  | ↗36 066  | ↗60 944  | ↘51 332  | ↗77 998  | ↗82 000  | ↗83 000  | ↗84 000  |
| 1970     | 1972     | 1973     | 1975     | 1976     | 1979     | 1982     | 1985     | 1986     | 1987     | 1989     |
| ↗89 571  | ↗91 000  | ↗92 000  | ↗97 000  | →97 000  | ↗100 932 | ↗105 000 | ↘97 000  | ↗108 000 | ↗110 000 | ↗114 414 |
| 1990     | 1991     | 1992     | 1993     | 1994     | 1995     | 1996     | 1997     | 1998     | 1999     | 2000     |
| ↘108 000 | ↗117 000 | ↗118 000 | ↗119 000 | →119 000 | ↘112 000 | →112 000 | ↗121 000 | ↘113 000 | ↗120 800 | ↘120 400 |
| 2001     | 2002     | 2003     | 2004     | 2005     | 2006     | 2007     | 2008     | 2009     | 2010     | 2011     |
| ↘111 900 | ↗129 788 | ↗129 800 | ↘129 300 | ↘128 900 | ↘128 700 | ↘128 500 | ↗129 200 | ↗129 496 | ↘128 553 | ↘128 486 |
| 2012     | 2013     | 2014     | 2015     | 2016     | 2017     | 2018     | 2019     | 2020     | 2021     | 2023     |
| ↗129 280 | ↗129 355 | ↗129 949 | ↗130 007 | ↘129 993 | ↘129 861 | ↘129 593 | ↘129 098 | ↘128 779 | ↘127 521 | ↘126 674 |
| 2024     | 2025     |          |          |          |          |          |          |          |          |          |
| ↘126 423 | ↘125 931 |          |          |          |          |          |          |          |          |          |

На 1 января 2025 года по численности населения город находился на 138-м месте из 1124 городов Российской Федерации.
Половой состав
По итогам переписи населения 2010 года проживали 58 393 мужчины (45,42 %) и 70 160 женщин (54,58 %).
Национальный состав
По итогам переписи населения 2010 года проживали следующие национальности (национальности менее 1 %, см. в сноске к строке «Другие»):
| Национальность | Численность | Процент |
| -------------- | ----------- | ------- |
| Русские        | 98 205      | 76,39   |
| Армяне         | 11 715      | 9,11    |
| Карачаевцы     | 5451        | 4,24    |
| Украинцы       | 1734        | 1,35    |
| Абазины        | 1473        | 1,15    |
| Другие         | 9975        | 7,76    |
| Итого          | 128 553     | 100,00  |

По итогам переписи населения 2020 года проживали следующие национальности (национальности менее 1 % и другое, см. в сноске к строке «Другие»):
| Национальность | Численность, чел. | Доля     |
| -------------- | ----------------- | -------- |
| Русские        | 84 231            | 66,05 %  |
| Армяне         | 10 539            | 8,26 %   |
| Карачаевцы     | 6309              | 4,95 %   |
| Другие         | 26 442            | 20,74 %  |
| Итого          | 127 521           | 100,00 % |

## Экономика
Основную часть экономики Кисловодска составляет курортный сектор. В Кисловодске расположено более 40 санаториев и гостиниц. Половина населения задействована в сфере обслуживания отдыхающих, приезжающих в Кисловодск на отдых и лечение.

### Курортная база
Для Кисловодского курорта, располагающего углекислыми минеральными водами, климатом и ландшафтом, типичными для среднегорья, показаны заболевания в соответствии с основными профилями курорта:
- болезни системы кровообращения — состояния после перенесённого ревматического эндомиокардита
- миокардит (через 6-8 месяцев после обострения заболевания) при отсутствии активности процесса, при недостаточности кровообращения не выше I степени или без таковой, без неблагоприятных в прогностическом отношении нарушений сердечного ритма, к которым относят политопные, частые, групповые ранние экстрасистолы, пароксизмальные нарушения сердечного ритма, мерцательную аритмию и др., а также нарушений функций проводимости (атриовентрикулярный блок выше I степени)
- пороки сердца — недостаточность митрального клапана
- сочетанный митральный порок сердца с преобладанием недостаточности митрального клапана
- состояние после комиссуротомии (не ранее 6-8 месяцев после операции) без признаков активности ревматического процесса, при отсутствии недостаточности и при недостаточном кровообращении не выше I степени, при отсутствии прогностически неблагоприятных нарушений сердечного ритма и проводимости (атриовентрикулярной блокады выше I степени, двухпучковой блокады в системе пучка Гиса)
- ишемическая болезнь сердца с редкими приступами стенокардии (I—II функциональные классы), без прогностически неблагоприятных нарушений сердечного ритма и проводимости, с недостаточностью кровообращения не выше I степени
- гипертоническая болезнь I—II стадий
- гипотоническая болезнь
- болезни нервной системы — неврозы с преимущественным нарушением функции сердечно-сосудистой системы
- атеросклероз сосудов головного мозга без нарушений мозгового кровообращения, а также через 3-4 и более месяцев после преходящих нарушений мозгового кровообращения лёгкой и средней степени
- неспецифические заболевания органов дыхания вне периода обострения, при лёгочно-сосудистой недостаточности не выше I степени.

Минеральные воды
Первое официальное описание кисловодских источников мы находим в записках лейб-медика Петра I Готлиба Шобера Академии Наук в Санкт-Петербурге, в которых упоминался «изрядный кислый родник» в районе Пятигорья. «Жаль, что в России так плохо распоряжаются дарами природы. Тут выливаются миллионы литров целебной воды, а русские ездят в Европу» писал П. С. Паллас, член Петербургской Академии Наук, давший в 1773 году первое обстоятельное описание источника Нарзан.
Все кисловодские нарзаны родственны между собой и содержат почти одни и те же химические элементы, хотя и в различных пропорциях. Отличаются они по степени насыщенности газами и общей минерализацией.
Вода знаменитого источника Нарзан, положившего начало курорту, гидрокарбонатно-сульфатная кальциево-магниевая, общая минерализация воды составляет 1,8 г/л, а содержание углекислоты — до 1,0 г/л, температура 12 °C. Основной нарзан употребляется, главным образом, для наружных процедур.
Нарзаны Кумского месторождения ранее поступали в Кисловодск от абазинского посёлка Красный Восток до Кисловодска по нарзанопроводу протяжённостью 45 км. Это был самый длинный в мире транспортёр минеральной воды. В неразведённом виде используются в питьевых целях, а при смешении с водами центрального Кисловодского и Берёзовского источников — для бальнеолечения.
Воды Доломитного нарзана отличаются большей минерализацией (около 5,0 г/л), в том числе за счёт увеличения концентрации ионов натрия и хлора, и высоким содержанием углекислого газа (более 2,0 г/л). Используются в лечебных питьевых целях и подведены к бюветам Нарзанной галереи, Круглого бювета, к новому бювету на проспекте Мира. Удачное сочетание химических элементов, насыщающих доломитные нарзаны при высокой насыщенности углекислоты, позволяют применять доломитные нарзаны для питьевого лечения и розлива в бутылки. Доломитный нарзан улучшает обмен веществ, усиливает мочеотделение и выведение из организма отработанных продуктов.
Воды Сульфатного нарзана с минерализацией 5,2—6,7 г/л, преимущественно из-за более высокой концентрации сульфатов магния и натрия. Отличается повышенным содержанием углекислоты до 2 г/л, сульфатов, наличием активного железа до 15 мг/л, а также микроэлементами (бор, цинк, марганец и стронций). Немалое лечебное значение имеет присутствие небольших количеств мышьяка. Все эти качества делают сульфатные нарзаны особенно ценными водами для питьевого лечения. Сульфатный нарзан повышает секрецию желудка, способствует улучшению пищеварения, улучшает желчевыводящую функцию печени, уменьшает вздутие живота, регулирует работу кишечника.
Оборудованные минеральные источники и бюветы

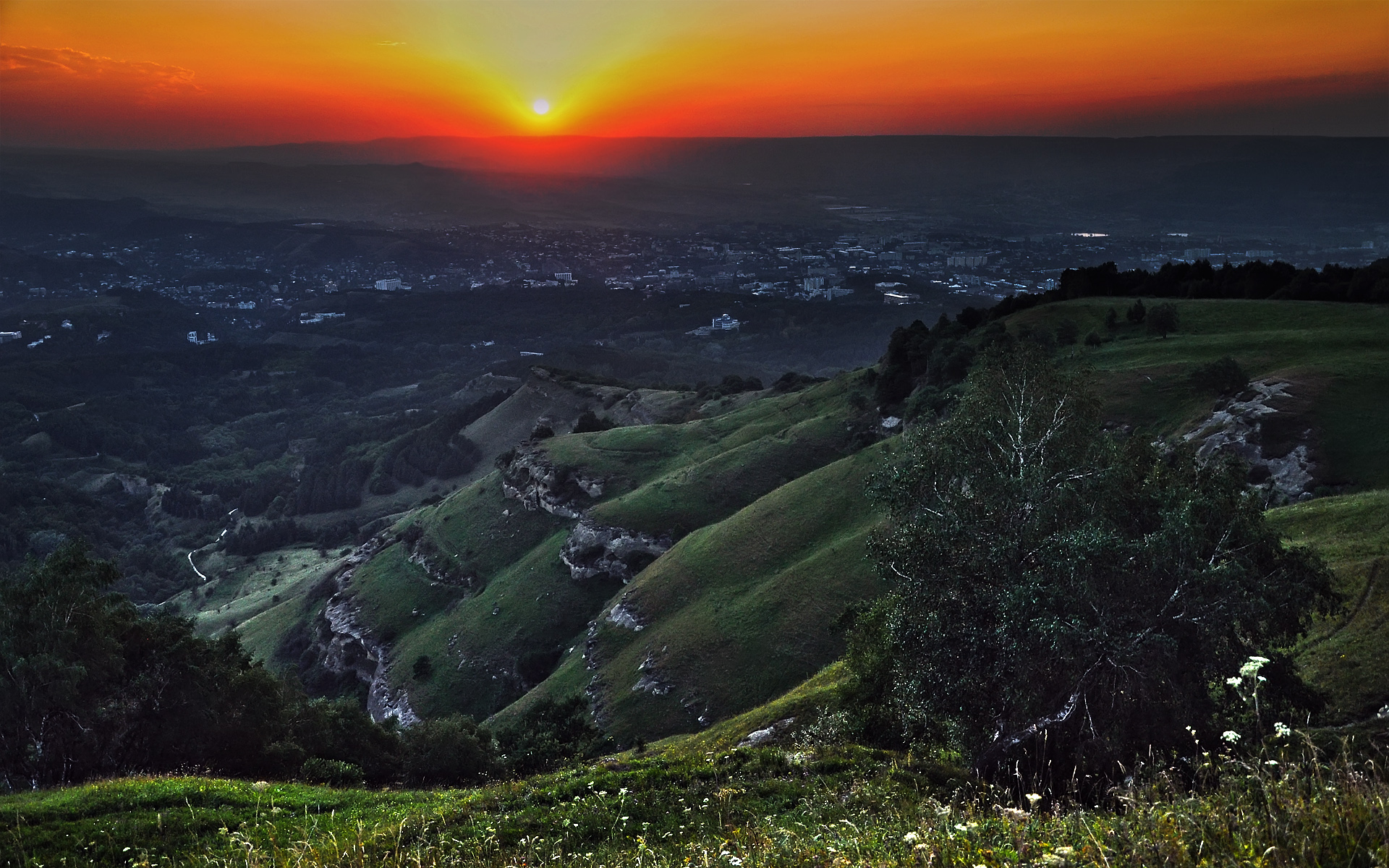
Вид на город с горы Малое Седло на закате. Почти все деревья на фотографии являются искусственными насаждениями.

- Бювет Желябовский — ул. Кирова, 3 (ул. Желябова)
- Новый (круглый) бювет — Курортный бульвар (угол Вокзальной ул.)
- Нарзанная галерея — Курортный бульвар, 19

В некоторых санаториях оборудованы свои питьевые бюветы.

### Курортный парк
Заложен в 1823 году как небольшая роща из лип и акаций. Площадь Кисловодского курортного парка по результатам межевания, проведённого в 2009 году, составляет 965,8 га. Для сравнения — самый большой городской парк в Великобритании (Ричмонд-парк) имеет площадь 955 га, площадь парка Версальского дворца составляет 800 га.
В июне 2016 года было принято постановление Правительства РФ "О создании национального парка «Кисловодский».

### Санатории
В Кисловодске более сорока пансионатов и санаториев.

### Производство
- Мебельная фабрика «Бештау». Открыта 25 марта 1943 года как Кисловодская мебельная фабрика на базе артели «Универпром»[120]
- Завод «Кисловодский фарфор — „Феникс“». Открыт 30 октября 1930 года как фабрика сувенирных изделий[43]
- Завод «Байсад» (макароны, майонез, томат-паста)
- Завод «Нарзан» — розлив минеральной воды. Образован 14 июня 1894 года как нарзанный завод по розливу минеральных вод[121]
- Рыбный племзавод «Форелевый». Открыт 14 июля 1935 года как форелевое хозяйство Ставропольского рыбтреста[43]

- Предприятие «ЛУКОЙЛ-Ростовэнерго». Открыто 14 октября 1935 года как Кисловодская ТЭЦ[43]
- Завод металлоконструкций. Открыт 1 января 1972 года[122]
- Кисловодский комбинат стройматериалов. Открыт 1 октября 1962 года[123]
- Кисловодский хлебомакаронный комбинат. Открыт 8 октября 1937 года как Кисловодский хлебозавод[123]
- Мясокомбинат. Упоминается в 1947 году[124]

### Банки
- ВТБ
- Россельхозбанк
- Сбербанк России
- Ставропольпромстройбанк
- Совкомбанк
- Почта Банк

## Транспорт

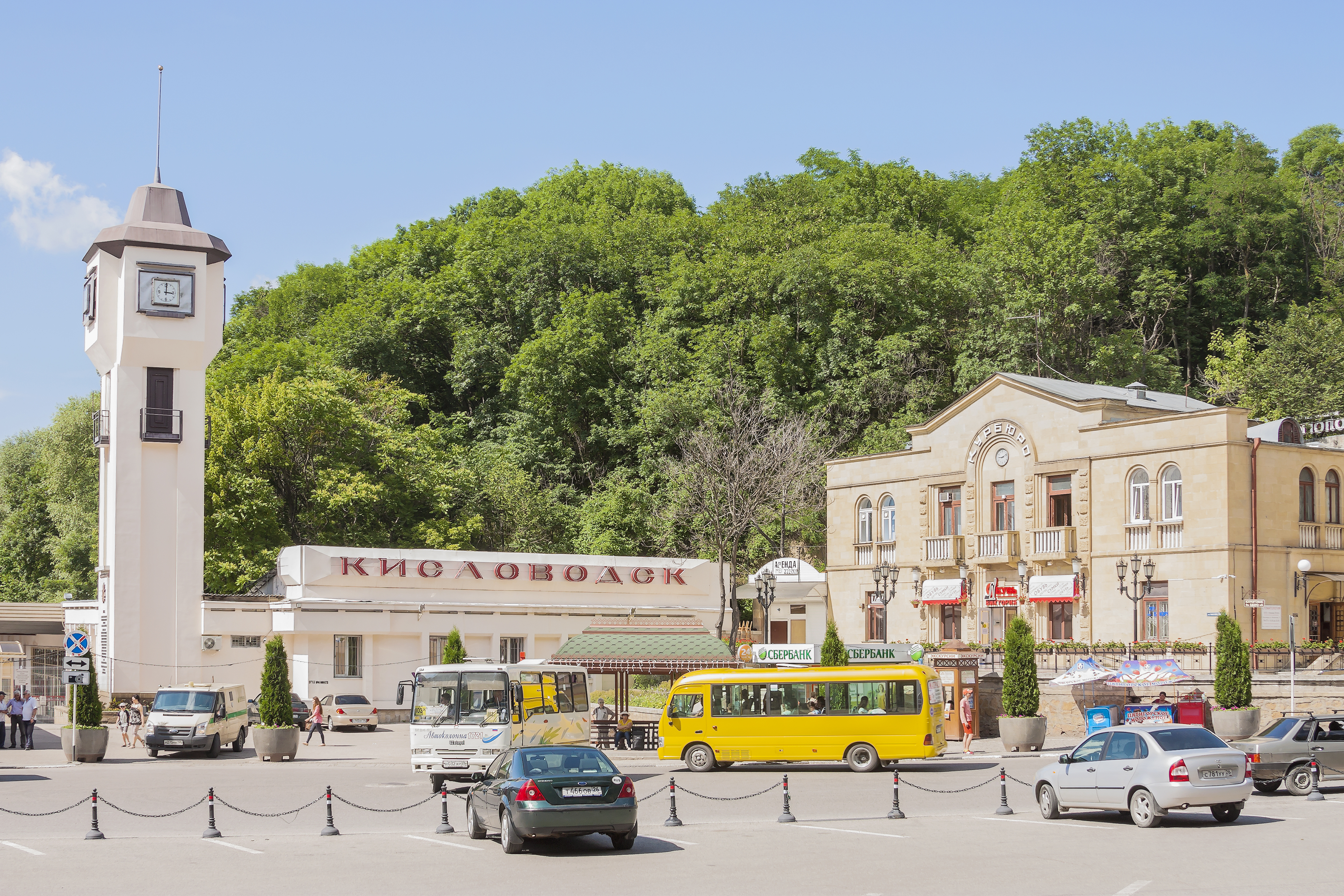
Железнодорожный вокзал станции Кисловодск

В городе расположена железнодорожная станция Кисловодск, конечная на тупиковой ветке от Минеральных Вод. Автомобильными дорогами город связан с городами Кавказских Минеральных Вод и курортами Домбай и Теберда. Строится автодорога в южном направлении к новому горнолыжному курорту в Приэльбрусье. Ближайший аэропорт Минеральные Воды расположен приблизительно в 60 км от Кисловодска рядом с городом Минеральные Воды.
Городской транспорт представлен более чем 32 внутренними маршрутами миниавтобусов и маршрутных такси (Газель), а также такси. Пригородные маршруты позволяют добраться до соседних посёлков, других городов Кавминвод и крупнейшего в регионе рынка «Людмила» — район Пятигорска, а также увидеть окрестные достопримечательности. Автовокзал Кисловодска, расположенный за городом, переживает не лучшие времена.

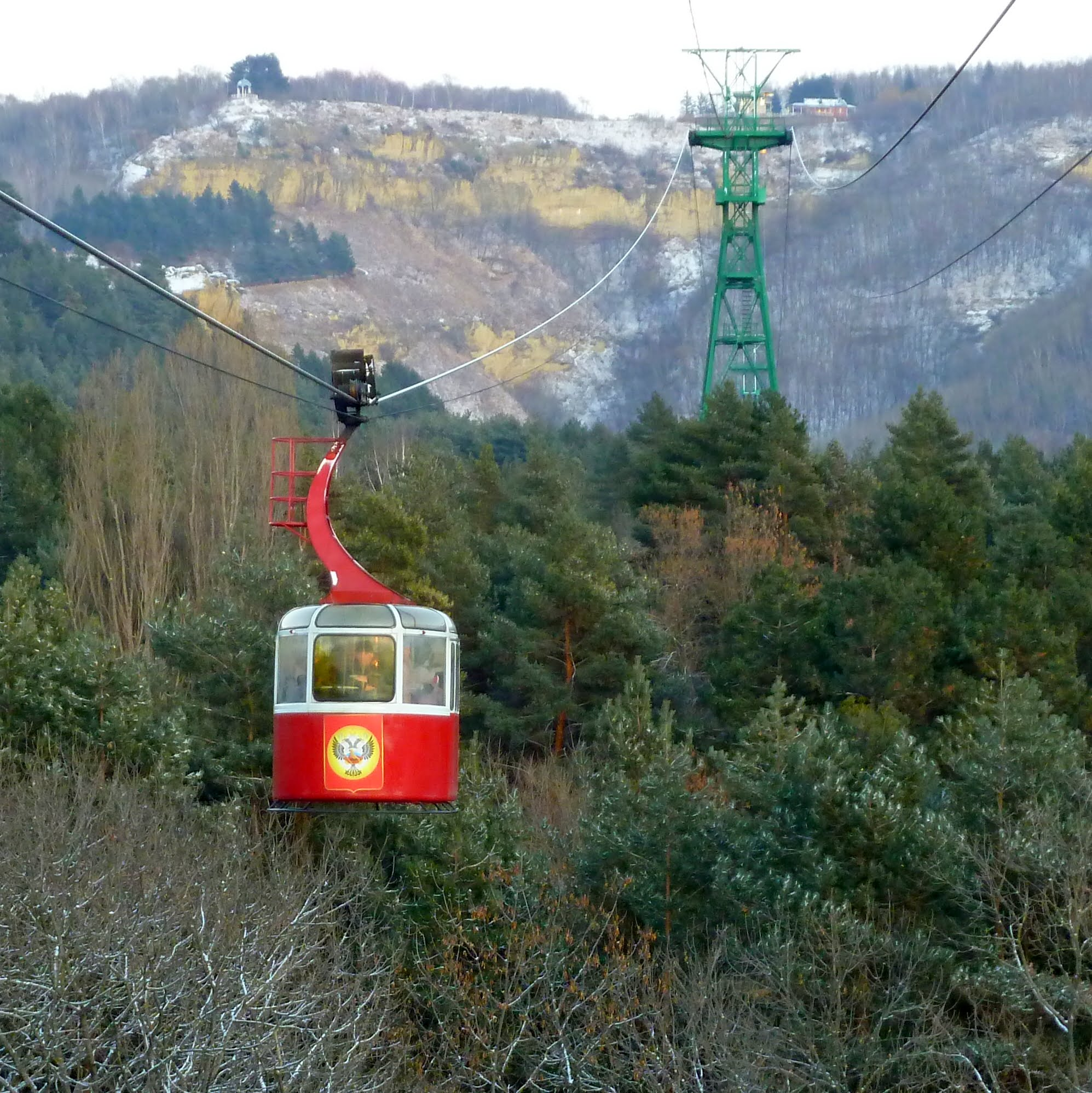
Канатная дорога

Трамвайная система Кисловодска, существовавшая в 1904—1966 годы, использовалась для доставки готовой продукции (нарзана в бутылках) с нарзанного завода на товарную станцию. Это единственный в России и в Советском Союзе пример использования трамвайной линии исключительно для перевозки грузов. Маршрут движения от Депо ул. Реброва (ранее ул. Коминтерна, ещё ранее ул. Эмировская) по Курортный бульвар (ранее Тополёвая аллея или проспект Сталина).
К своеобразному виду транспорта можно отнести канатную дорогу, которая находится в курортном парке и связывает Средний парк (нижняя станция — павильон «Храм воздуха») и Горный парк (верхняя станция «Олимпийский комплекс»). Канатная дорога относится к «маятниковому типу» и содержит в составе два вагона вместительностью по 25 человек каждый. Длина дороги составляет 1743 метра. Весь путь вагон преодолевает примерно за 7 минут. Открыта 21 апреля 1973 года. Инженер-проектировщик В. М. Лежава.
С 1961 года действовал аэропорт Кисловодск местного значения, расположенный непосредственно у границы с Карачаево-Черкесской республикой. Из-за небольшой взлётно-посадочной полосы и близости горных хребтов совершались рейсы только небольших воздушных судов по Северному Кавказу и Закавказью.

## Связь
Проводной телефон, ADSL, ETTH
Ставропольский филиал Ростелекома
Сотовая связь 2G/3G/4G
МегаФон, Билайн, МТС, Yota.

## Образование
Дошкольное образование
- Детский сад № 1 «Солнышко»[129]
- Начальная школа — детский сад № 2[130]
- Детский сад № 3 «Крепыш»[131]
- Детский сад № 4[132]
- Детский сад № 5[133]
- Детский сад № 8 «Орлёнок»[134]
- Детский сад № 10 «Теремок». Открыт в 2022 году
- Детский сад № 14[135]
- Детский сад № 15[136]
- Детский сад № 16 «Виктория»[137]
- Детский сад № 18[138]
- Детский сад № 19 «Дельфин»[139]
- Детский сад № 20[140]
- Детский сад № 23[141]
- Детский сад № 25[142]
- Детский сад «Красные камни»[143]

Среднее образование
- Средняя общеобразовательная школа № 1[144]. Открыта 1 сентября 1901 года как первое частное женское училище Васильевой Анастасии Фёдоровны, дочери русского генерала от инфантерии Васильева Фёдора Николаевича[38]
- Средняя общеобразовательная школа № 2[145]
- Лицей № 4[146]
- Средняя общеобразовательная школа № 7[147]
- Лицей № 8[148]
- Средняя общеобразовательная школа № 9[149]. Открыта 1 сентября 1906 года как двухклассное училище[38]. Открыта в 1906 году[150]
- Средняя общеобразовательная школа № 10[151]. Открыта 1 сентября 1961 года[38]
- Средняя общеобразовательная школа № 12[152]
- Средняя общеобразовательная школа № 14[153]
- Средняя общеобразовательная школа № 15[154]
- Средняя общеобразовательная школа № 16[155]
- Средняя общеобразовательная школа № 17[156]
- Гимназия № 19[157]. Открыта 1 сентября 1990 года как средняя общеобразовательная школа № 19[158]
- Средняя общеобразовательная школа № 22. Открыта в 2023 году[159]
- Вечерняя (сменная) общеобразовательная школа № 1[160]
- Санаторный детский дом № 31. Открыт 2 февраля 1998 года[161]
- Специальная (коррекционная) общеобразовательная школа-интернат № 18 III и IV видов[162]
- Православная Свято-Никольская классическая гимназия[163]

Дополнительное образование
- Детская музыкальная школа № 2[164]. Открыта 2 сентября 1975 года[158]
- Детская музыкальная школа имени С. В. Рахманинова[165]. Образована в 1934 году[166]
- Детская хореографическая школа[167]
- Детская художественная школа им. Н. А. Ярошенко[168]. Открыта 1 декабря 1965 года[43]
- Детско-юношеская спортивная школа № 1[169]
- Детско-юношеская спортивная школа единоборств «Спартак»[170]
- Специализированная детско-юношеская спортивная школа олимпийского резерва № 2. Открыта 1 сентября 1981 года[38].
- Станция юных натуралистов[171]. Открыта 5 сентября 1985 года[158]
- Центр детского и юношеского туризма и экскурсий[172]
- Центр образования[173]
- Центр военно-патриотического воспитания, туризма и экскурсий. Образован 18 марта 2003 года[120]

Среднее специальное образование
- Кисловодский государственный многопрофильный техникум[174]
- Кисловодский медицинский колледж. Открыт 1 декабря 1933 года как Кисловодский медицинский колледж № 1[175]
- Ставропольский кооперативный техникум экономики, коммерции и права
- Училище (техникум) олимпийского резерва[176]

Высшее образование
- Кисловодский гуманитарно-технический институт
- Кисловодский институт экономики и права
- Московский государственный институт индустрии туризма
- Российский государственный социальный университет
- Ростовский государственный строительный университет
- Филиал Ростовского государственного экономического университета. Открыт 8 декабря 1997 года[175]
- Северо-Кавказский государственный технический университет
- Учебный Центр «Магистр»

## Здравоохранение
- Центральная городская больница[177]
- Детская городская больница[178]
- Родильный дом[179]
- Инфекционная больница[180]
- Психиатрическая больница[181]
- Городская поликлиника № 1[182]
- Стоматологическая поликлиника[183]
- Кожно-венерологический диспансер[184]
- Противотуберкулёзный диспансер[185]
- Станция скорой медицинской помощи[186]
- Краевое бюро медико-социальной экспертизы. Кисловодский филиал
- Центр медицинской реабилитации «Луч»[187]
- Центр лечебной физкультуры и спортивной медицины[188]
- Курортная больница[189]

## Религия
Русская православная церковь

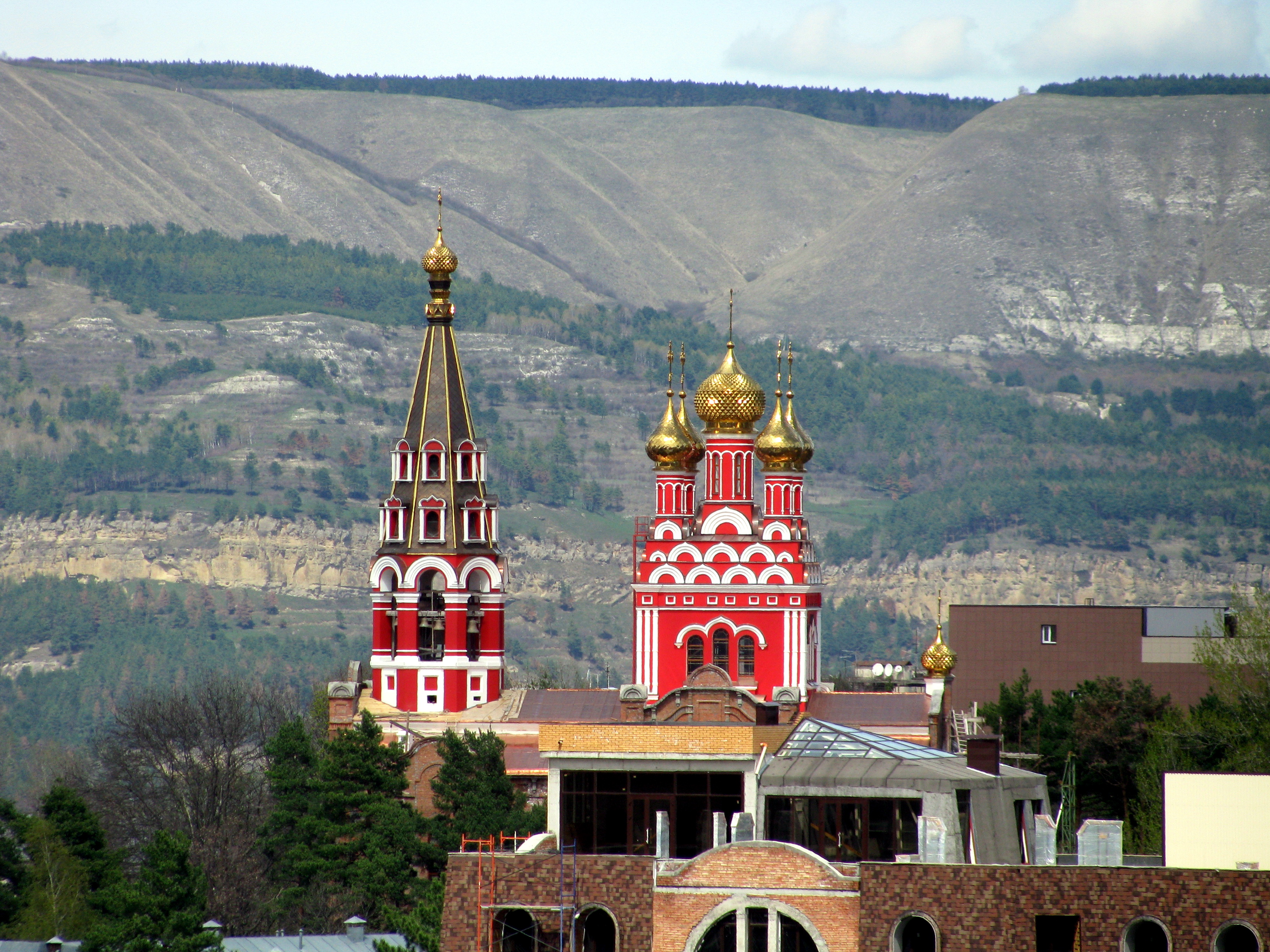
Церковь Святого Пантелеймона-целителя

- Кисловодский благочиннический округ Пятигорской и Черкесской епархии
- Свято-Никольский собор
- Крестовоздвиженская церковь — Пешеходная ул., 30
- Церковь Святого Пантелеимона-Целителя в Ребровой балке. Построена в начале XX столетия (в том числе на средства Ф. И. Шаляпина). Снесена в 1965 году.[190] Вновь отстроена и освящена 19 декабря 2018 года[191][192].
- Свято-Троицкая Серафимовская обитель — на склонах Джинала (Совхозное)

Армянская апостольская церковь

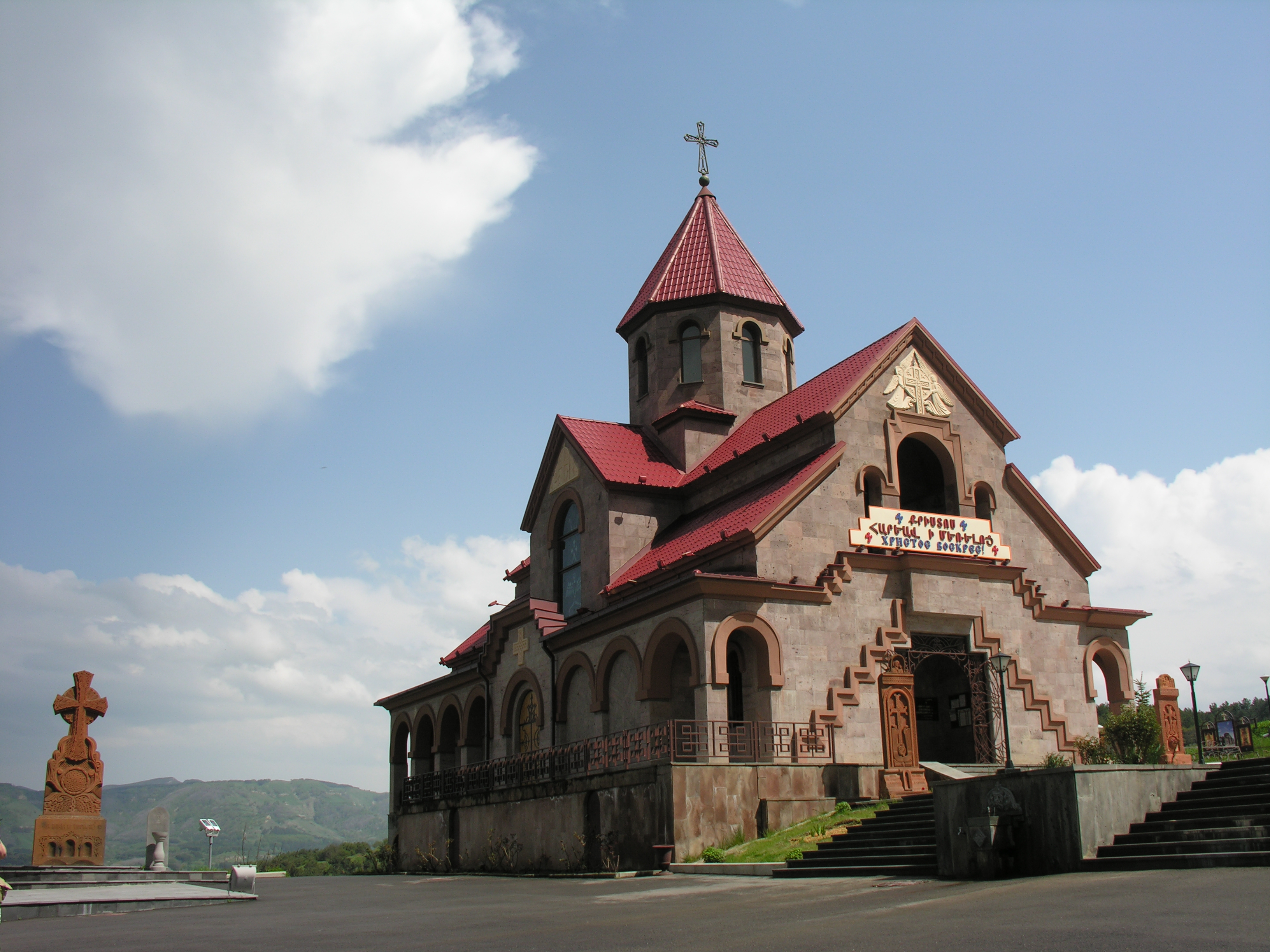
Церковь Сурб Вардан Мамиконян

- Церковь Сурб Вардан Мамиконян — ул. Кутузова, 125

Протестантизм
- Церковь Евангельских христиан-баптистов — ул. Школьная, 25
- Церковь Адвентистов седьмого дня — ул. Фоменко, 13

Ислам
- Соборная мечеть — ул. Кольцова, 3

## Культура

### Библиотеки
- Централизованная библиотечная система[193], включающая две центральных библиотеки — городскую и детскую (ул. Красноармейская, 2) и девять библиотек-филиалов
- Курортная библиотека (ул. Желябова, 8)

### Театры
- Северо-Кавказская государственная академическая филармония имени В. И. Сафонова[194]
- Зал органной музыки (в государственной филармонии)
- Театр-музей «Благодать» (необычные представления единственного в России Театра вина). Открыт 6 октября 1991 года[38]
- Кисловодский государственный цирк имени Г. М. Трахтенберга

### Кинотеатры
- Кинотеатр «Союз»
- Учреждение «Кисловодский Киновидеопрокат». Открыто 7 августа 1936 года как кисловодская контора «Главкинопрокат»[38], по другим данным — 17 февраля 1945 года[43]
- Культурный центр «Россия» (строится). Снесен в 2022. План завершения работ — 2025 год.

### Музеи, культурные центры

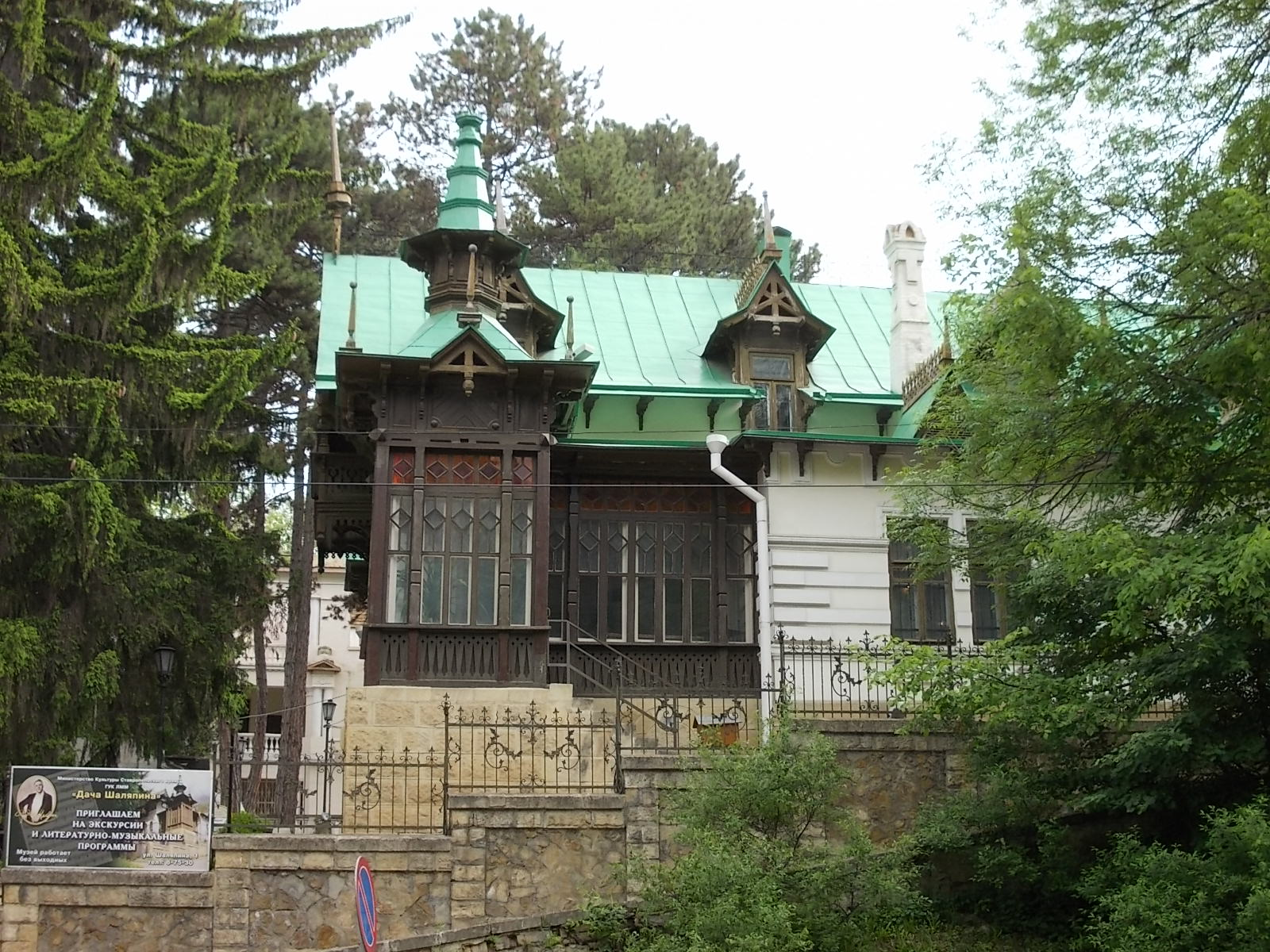
Дача Шаляпина

- Дом культуры. Открыт 1 февраля 1962 года[195]
- Выставочный зал[196]. Открыт 27 декабря 2000 года[43]
- Кисловодский историко-краеведческий музей «Крепость». Открыт 1 ноября 1971 года как Кисловодский филиал Ставропольского краеведческого музея имени Г. К. Праве[197]
- Музей космонавтики имени Цандера — отдел историко-краеведческого музея «Крепость»[198].
- Литературно-музыкальный музей «Дача Шаляпина». Открыт в 1988 году[199]. 29 марта 1997 года музей был преобразован из историко-культурного в литературно-музыкальный музей[120]
- Мемориальный музей-усадьба художника Н. А. Ярошенко. В 1885 году Ярошенко купил дом, где семья проводила лето. В 1962 году усилиями художника В. Секлюцкого в «Белой Вилле» в Кисловодске был открыт дом-музей Н. А. Ярошенко[56]
- Музей А. И. Солженицына (Бородинский пер., 3). Здесь, в доме его тёти М. З. Гориной, в 1920—1924 годах жил будущий писатель.[200]. Открыт 31 мая 2015 года[43]
- Выставка «История Кисловодского курорта», экспозиция которой рассказывает о становлении и развитии курорта Кисловодска. Открыта 29 января 1956 года[38].
- Интерактивный музей нацпарка «Кисловодский», открывшийся в его визит-центре в конце 2018 года и расположенный на площади 800 квадратных метров, представляет инсталляции для ознакомления с историей парка, его ландшафтом, архитектурой, флорой и фауной[201].
- Дельфинарий
- Цирк

### Фестивали
- В мае 2007 года в Кисловодске проходил международный кинофестиваль «Золотой витязь».
- Литературно-музыкальный музей «Дача Шаляпина» с 1991 года ежегодно проводит «Шаляпинские сезоны». Закрытие 22-го Шаляпинского сезона состоялось 14 июля 2012 года и было посвящено памяти Марины Фёдоровны, дочери Шаляпина, скончавшейся в этот день в 2009 году в Риме на 98-м году жизни.
- В 2018 и 2019 годах в городе проводились мероприятия фестиваля искусств «Хрустальный источникъ», организованного актёром Эвклидом Кюрдзидисом.

## Спорт

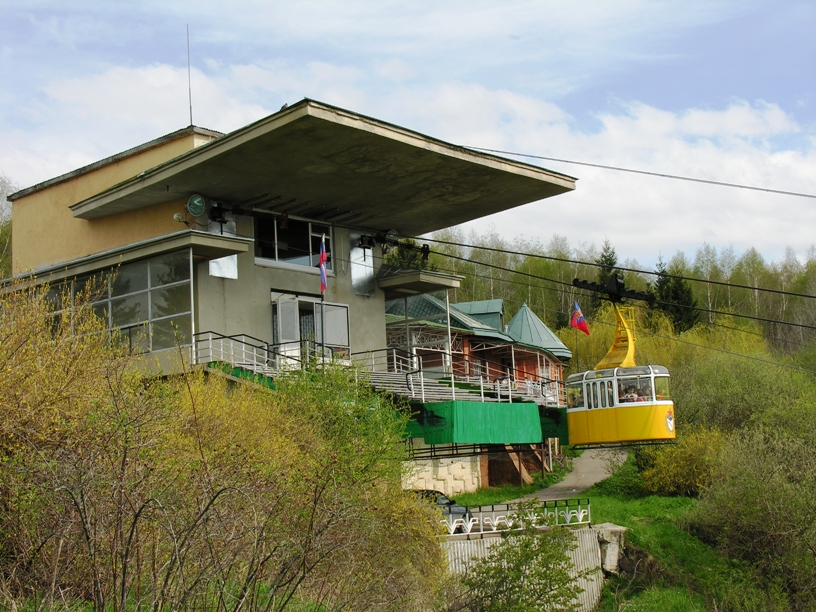
Канатная дорога к Олимпийскому комплексу в Кисловодске.

Кисловодский парк играет большую роль в подготовке спортсменов со всей России и стран СНГ к различным соревнованиям, в том числе и к Олимпийским играм. Климат Кисловодска, насыщенный кислородом воздух, перепад высот на терренкурах парка поднимает тонус и придаёт всплеск энергии спортсменам перед соревнованиями. В самом сердце парка — у Долины Роз был возведён открытый плавательный бассейн, один из крупнейших в регионе (в настоящее время не функционирует). Кроме того, к Московской Олимпиаде-80, на Джинальском хребте был построен Олимпийский комплекс для подготовки спортсменов СССР к Олимпиаде. Использовался он для этих целей и в дальнейшем. На проспекте Победы, в географическом центре города, для подготовки олимпийцев был построен стадион, ещё один небольшой плавательный бассейн (крытый) и общежитие. В начале 1990-х годов, комплекс был передан структурам ВВС РФ, что позволило его сохранить. В марте 2011 года на базе Олимпийского комплекса Министерством спорта, туризма и молодёжной политики Российской Федерации создан Филиал Федерального Государственного Унитарного Предприятия «Юг Спорт» — единственная спортивная учебно-тренировочная база России, расположенная на среднегорье на высоте 1242 метра над уровнем моря. В Кисловодске круглогодично проходят тренировочные сборы спортсмены со всей страны и ближнего зарубежья.
- Футбольный клуб «Нарзан»[202]
- База подготовки сборных «ЮгСпорт»[203]

## Средства массовой информации

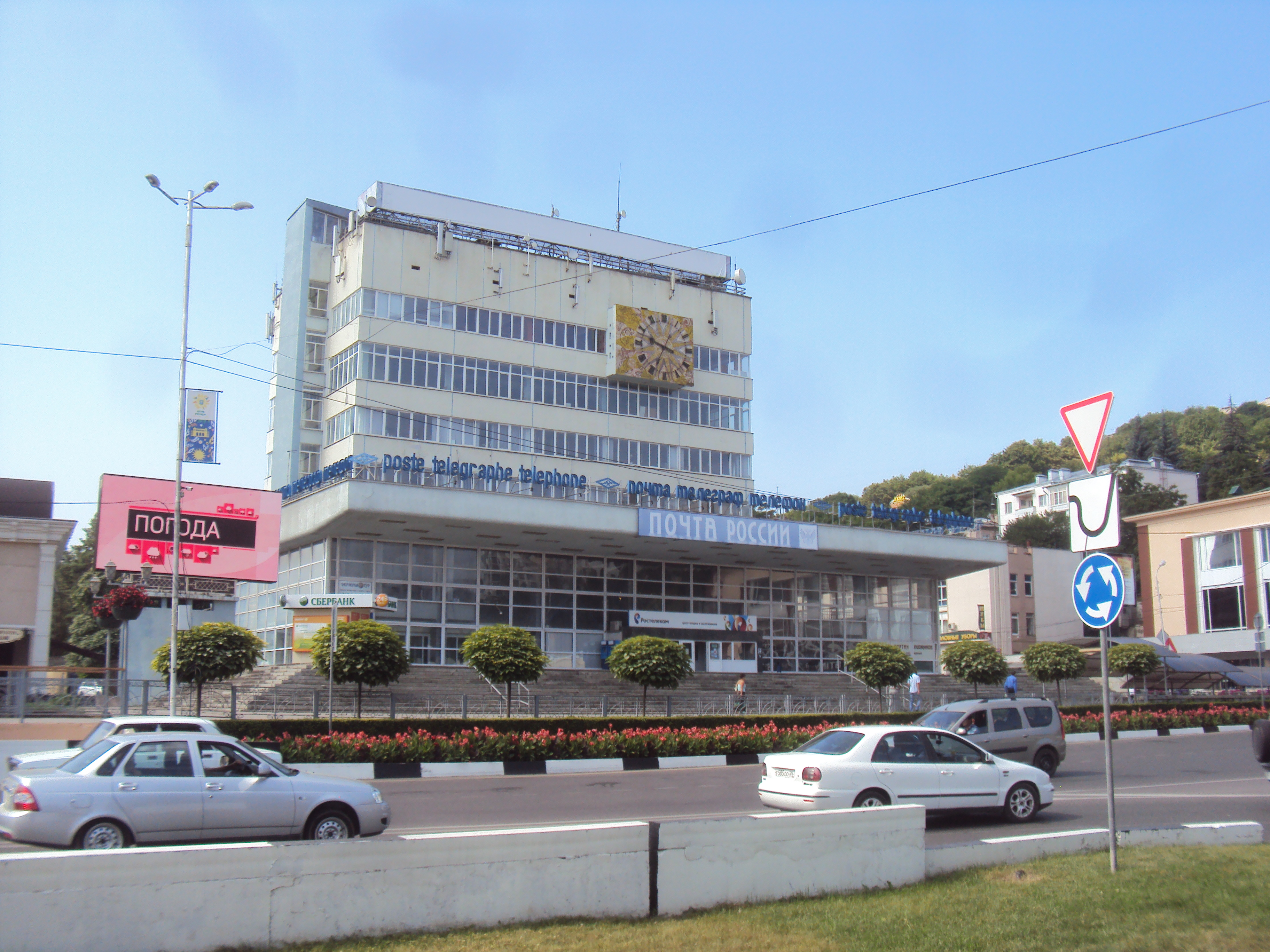
Здание дома связи

### Газеты
- Кисловодская газета. Первый номер вышел 10 октября 1997 года[123]
- Кисловодский Экспресс
- На Водах (издаётся с 1996 года)
- Огни Кавминвод (издаётся с 2003 года)

### Радиостанции
Местных радиостанций нет

### Аналоговое телевидение
Принимаются общероссийские каналы и цифровое эфирное телевидение. Приём ведётся от ретранслятора на Боргустанском хребте в урочище «Широкое». Зона охвата — весь город-курорт Кисловодск, посёлки Нежинский, Мирный.

## Военные объекты
В Кисловодске расположена войсковая часть № 73411 (ФСО, войска связи).

## Памятники искусства, архитектуры и истории
В Кисловодске находятся на государственной охране 126 памятников истории и культуры (в том числе 14 памятников федерального значения) и 3 историко-культурных комплекса.

### Памятники монументального искусства
- Памятный крест на горе Крестовой. Установлен А. Ф. Ребровым 15 июня 1848 в честь 50-летия первого курортного сезона на Кислых Водах. Восстановлен и торжественно освящён 12 сентября 1998 года[48]
- Памятник героям гражданской войны. 1927 г[206].

Памятник Ф. Э. Дзержинскому

- Памятник Ф. Э. Дзержинскому. 1957 г.  261710899130005
- Памятник В. И. Ленину[207]

- Памятник «Журавли». 1970 г[208].

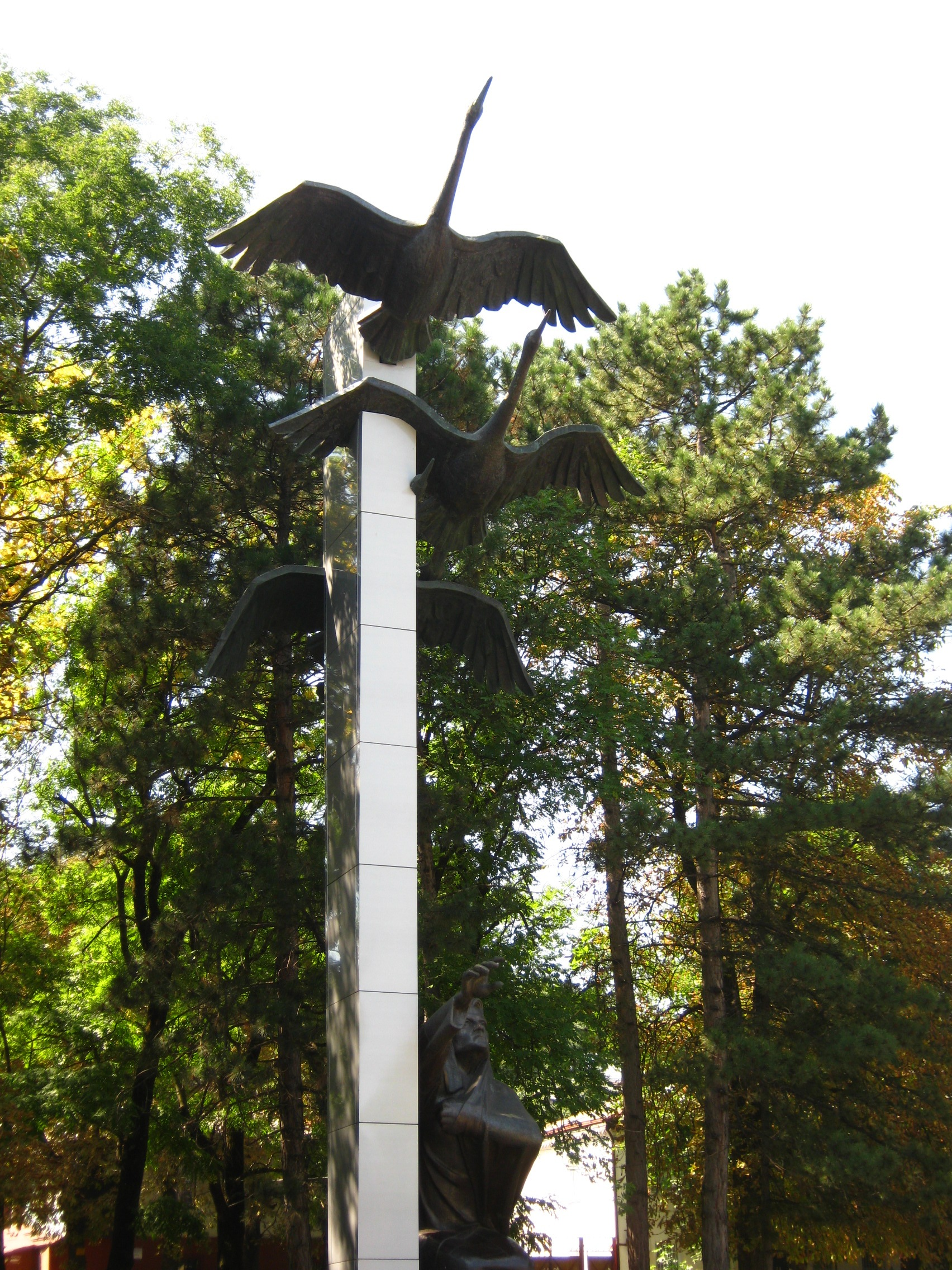
Памятник «Журавли»

- Барельеф В. И. Ленина, 1927 г., ск. Андреев Н. А., арх. Еськов П. П., ск. Ингал В. И[209].
- Памятник следователю Кисловодского ЧК Ксении Ге. 1957 г[210].
- Памятник первому председателю Кисловодского совета рабочих и солдатских депутатов. 1957 г[211].
- Бюст М. Ю. Лермонтова, 1950 г[212].
- Памятник Г. К. Орджоникидзе. Открыт 4 октября 1952 года. Архитектор Я. Ю. Брасбург, скульптор Г. В. Нерода[123][213].
- Памятник В. И. Ленину, 1957 г[214].
- Памятник Герою Советского союза Г. А. Арустамову. 1967 г[215].
- Памятник М. Горькому, 1947 г[216].
- Памятник Н. А. Семашко. 1949 г[217].Памятник В. И. Ленину на Красных камнях в Курортном парке

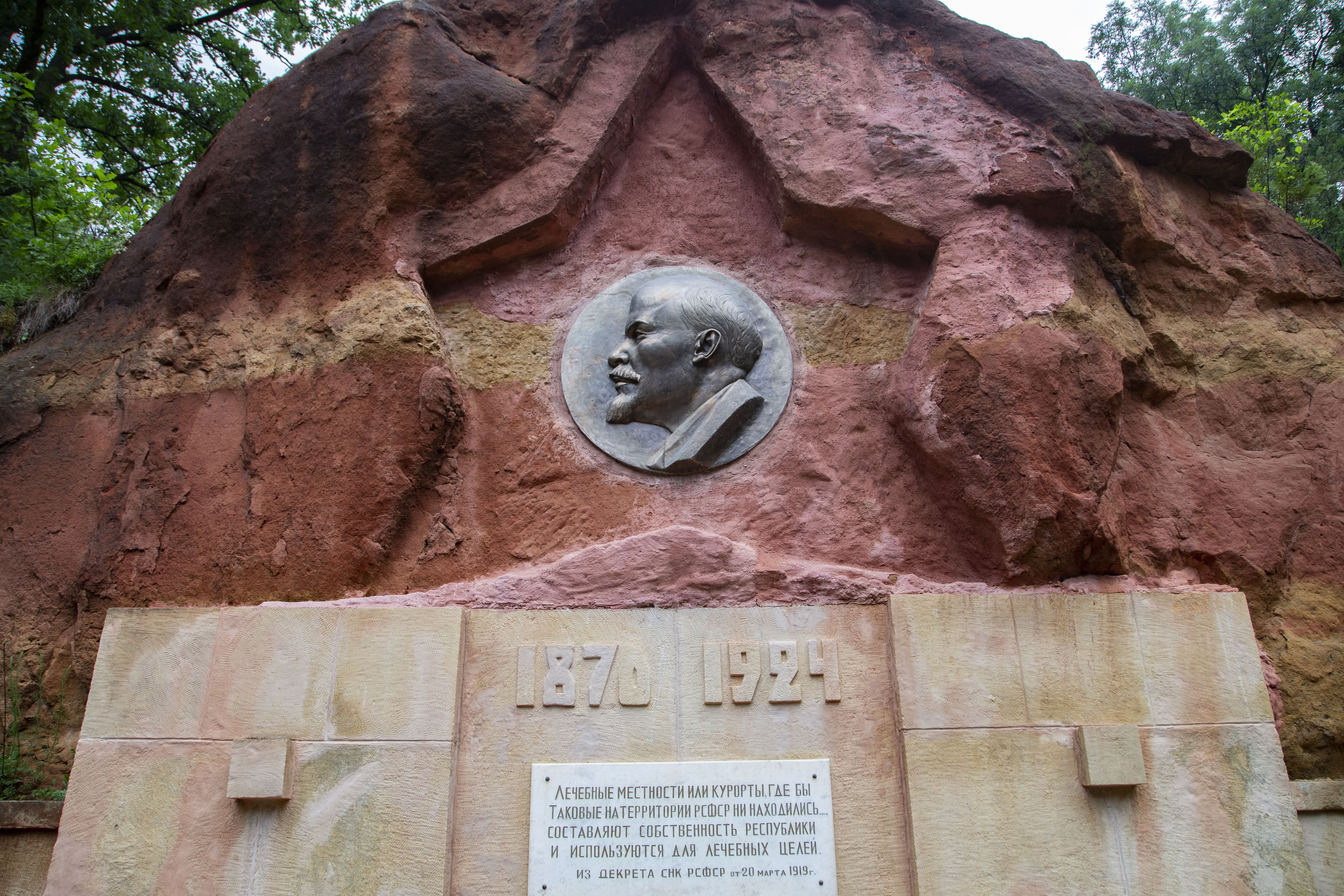
Памятник В. И. Ленину на Красных камнях в Курортном парке

- Памятник Цандеру Ф. А. 1959 г., арх. Дюмин В. П., ск. Мануйлов А. А[218].
- Памятник Ленину В. И. 1954 г[219].
- Памятник Николаю Чудотворцу на Курортном бульваре, 2016 г., автор проекта — Салават Щербаков[220].
- Памятник А. И. Солженицыну на улице Шаляпина, 2018 г., автор скульптурной композиции — Зураб Церетели[221].

### Памятники истории
- Памятник Вечной Славы. 1970 г[222].
- Могила Ф. А. Цандера (1887—1933), энтузиаста межпланетных полётов[223]
- Памятник Боевой славы лётчиков в годы Великой Отечественной войны 1941—1945 гг. Представляет собой самолёт МиГ-15 на постаменте (архитектор И. М. Фриденталь). Открыт 6 ноября 1971 года[197]
- Дача «Карс»; здесь отдыхали и лечились соратники В. И. Ленина, нач. 20 в[224].
- Дом Реброва («Дом княжны Мери» по роману «Герой нашего времени»). 1828—1841 гг., арх. Бернардацци Д., арх. Бернардацци И. (В 2000-х годах был снесён[225]. В 2016 году восстановление Дома Реброва было включено в перечень мероприятий по комплексному развитию города-курорта Кисловодска до 2030 года[226]. Работы по сохранению памятника планируется начать в 2020 году после окончания эпидемических ограничений[225])[227]
- Памятник художнику-реалисту Ярошенко Н. А.[228]
- Дом, в котором размещался совет рабочих и солдатских депутатов[229]
- Братская могила 322 мирных жителей, расстрелянных немецко-фашистскими захватчиками. 1942,1949 гг[230].
- Могила художника Н. А. Ярошенко (1847—1899 гг.). 1912 г. (памятник), худ. Брюллов П. А., худ. Дубовский Л. Н., литейный мастер Моран А., ск. Позен Л. Б[231].
- Памятник советскому воину, погибшему в годы Великой Отечественной войны. 1949 г[232].
- Памятник комсомольцу М. Л. Кардашу. 1967 г[233].
- Мемориальный музей-усадьба художника Н. А. Ярошенко[234][235]. Входят: жилой дом[236], жилой дом[237], дом, в котором он жил в 1892—1898 гг. («Белая вилла»)[238], флигели (два)[239], кухня[240]
- Братская могила 175 красноармейцев, установлен обелиск. 1919—1920,1967 гг[241].
- Мемориальный комплекс «Солдатам Родины» на братском воинском кладбище. Открыт 9 мая 1970 года[158]
- Могила сержанта Золотых, погибшего в борьбе с фашистами. 1942,1967 гг[242].
- Памятник военным лётчикам, защищавшим небо Кавказа в период Великой Отечественной войны 1941—1945 годов (архитектор И. М. Фриденталь). Открыт 6 ноября 1971 года[38]

### Архитектурные памятники
- Здание государственного музея. до 1917 г[243].
- Здание курортной поликлиники. 1918 г[244].
- Архитектурный памятник[245]
- Гостиница «Ново-Казённая». 1902 г. — 1903 г[246].
- Особняк М. Гориной (Щербак), где бывал А. И. Солженицын. 1910-е гг[247]. Ныне литературный музей писателя.
- Пешеходный мост[248]
- Здание железнодорожного вокзала. 1895 г[249]. По другим данным — 1 мая 1894 года[250]
- Дача «Ретвизан»[251]
- Архитектурный памятник[252]
- Отель «Скала»; здесь погибли от рук белогвардейцев 29 красноармейцев. 1908 г. — 1918 г[253].
- Особняк купца Калинкина. 1905 г. — 1980 г[254].
- Главный корпус санатория «Красные камни». 1935 г., автор проекта Мержанов М. И[255].
- Дом жилой Ацатурова. 1910 г[256].
- Дом Монташёва. 1900-е гг[257].
- Ансамбль санатория (2 здания)[258]
- Дача «Тургеневка». нач. 20 в[259].
- Вилла «Эльбрус». 1906 г[260].
- Архитектурный памятник[261]
- Ансамбль санатория[262]
- Ансамбль санатория. 1939 г[263].
- Здание, где от рук белогвардейцев погибли 29 красногвардейцев-кисловодчан[264]
- Каскадная лестница. 1936 г[265].. Подробнее
- Особняк Тарасова. нач. 20 в[266].
- Особняк Евангулова. нач. 20 в[267].
- Дача № 2 санатория «Красные камни». 1907 г[268].
- Усадьба городская. 1890-е гг. — 1900-е гг[269].
- Особняк «Дача Благодать»[270]
- Флигель. 1900-е гг[271].
- Флигель. 1890-е гг[272].
- Особняк. 1917 г[273].
- Дача Путята. 1910 г[274].
- Особняк с отделкой интерьера. 1910 г[275].
- Дача-пансионат «Мцыри»[276]
- Архитектурный памятник. 1938 г., арх. Гинзбург М. Я[277].
- Здание курзала. 1895 год. Архитектор Е. И. Дескубес
- Музыкальная раковина. 1895 г[278].
- Северный мостик. 1895 г[279].
- Западная лестница. 1895 г[280].
- Курзал Общества Владикавказской железной дороги. 1895 г., нач.20 в., арх. Дескубес, арх. Томас[281]
- Курзал. 1895 г., нач.20 в., арх. Дескубес, арх. Томас[282]
- Лестница западная. 1895 г., нач.20 в., арх. Дескубес, арх. Томас[283]
- Мостик пешеходный. 1895 г., нач.20 в., арх. Дескубес, арх. Томас[284]
- Мостик северный. 1895 г., нач.20 в., арх. Дескубес, арх. Томас[285]
- Раковина музыкальная. 1895 г., нач.20 в., арх. Дескубес, арх. Томас[286]
- Пешеходный мост «Дамский каприз». haч.xx b[287].
- Бювет источника «Нарзан» «Желябовский». 1960 г[288].
- Дом доходный. 1902 г[289].
- Санаторий «Кисловодск» — главный корпус. 1934 г., арх. Мержанов М. И[290].
- Нарзанная галерея. 1848—1858 гг., арх. Уптон С. И[291].. Подробнее
- Особняк Сильникова. 1907 г[292].
- Крепость (остатки Русской крепости). 1850—1856 гг., арх. Уптон С. И[293].. Подробнее
- Ворота. 1850—1856 гг., арх. Уптон С. И[294].
- Дом офицеров. 1850—1856 гг., арх. Уптон С. И[295].
- Казарма западная. 1850—1856 гг., арх. Уптон С. И., 1887 г[296].
- Казарма южная. 1850—1856 гг., арх. Уптон С. И[297].
- Стена и башня. 1850—1856 гг., арх. Уптон С. И[298].
- Дом раввина. нач. 20 в[299].
- Гостиница «Гранд-отель» (1902) архитектора Клепинина А. Н[300].
- Комплекс Главных нарзанных ванн (1903) архитектора Клепинина А. Н.  261510260670006
- Здание Октябрьских нарзанных ванн. 1928 г[301].
- Бювет источника «Грибок». 1963 г[302].
- Павильон «Храм воздуха». 1912 г[303].
- Павильон «Красное солнышко»[304]
- Павильон парковый. нач. 20 в[305].
- Дача Кшесинской // дача Твалчрелидзе. Кон. XIX-нач. XX вв[306].
- Главный дом. 1890-e гг[307].
- Флигель. 1890-e гг[308].
- Флигель. 1900-e гг[309].
- Ворота. 1900-e гг[310].
- Архитектурный памятник. 1935 г[311].
- Здание санатория им. С. М. Кирова. 1935 г[312].
- Архитектурный памятник. 1936 г[313].
- Корпус лечебный[314]
- Санаторий им. Орджоникидзе. 1935—1937 гг., арх. Беляков, арх. Вахтангов С. Е., арх. Гинзбург М. Я., арх. Гумбург Ю. Н., арх. Калинин В. В., арх. Полюдов Н. С., арх. Попов Е. М., арх. Раппопорт Т. Б., 1951 г[315].
- Гараж. 1935—1937 гг[316].
- Корпус административный. 1935—1937 гг[317].
- Корпус № 1. 1935—1937 гг., арх. Вахтангов С. Е., арх. Раппопорт Т. Б[318].
- Корпус № 2. 1935—1937 гг., арх. Гумбург Ю. Н., арх. Попов Е. М[319].
- Корпус № 3 («Гайка»). 1935—1937 гг., арх. Гинзбург М. Я., арх. Полюдов П. С[320].
- Корпуса хозяйственные (два). 1951 г[321].
- Кухня-заготовочная. 1935—1937 гг., арх. Беляков, арх. Калинин В. В[322].
- Лестница главная. 1935—1937 гг[323].
- Павильон парковый. 1951 г[324].
- Прачечная[325]
- Особняк Манесси. 1900-е гг[326].
- Павильон «Стеклянная струя». 1897 г[327].
- Колоннада. 1912 г[328].. Подробнее
- Гостиница. 1910 г[329].
- Архитектурный памятник. кон. 19 в. — нач. 20 в[330].
- Дача «Орлиное гнездо»[331]
- Курортный парк. 1823 г., сер. 19 в., нач. 20 в[332].
- Здание цирка. 1973 г[333].
- Здание дома связи. 1971 г[334].
- Кинотеатр «Россия». 1970 г[335].
- Архитектурный памятник. 1954 г., арх. Алхозов А. М[336].
- Особняк[337]
- Дача Будагова. 1910 г[338].
- Архитектурный памятник[339]
- Дача Петрик. нач. 20 в[340].
- «Дом Сафонова» (гостиница «Парк»). 1880 г[341].
- Особняк Милашевских. 1908 г[342].
- Особняк. 1905 г[343].
- Ансамбль. 1900-e гг[344].
- Особняк. 1900-e гг[345].
- Ограда с воротами. 1900-e гг[346].
- Усадьба. 1900-e гг[347].
- Главный дом. 1908 г[348].
- Флигель. 1910 г[349].
- Ограда с воротами. 1910 г[350].
- Дача Мухтарова. 1897 г[351].
- Дача Александрова Г. В., Кулакова, Мухтарова. haч.xx b[352].
- Ансамбль. 1900-e гг[353].
- Особняк. 1900-e гг[354].
- Ограда с воротами. 1900-e гг[355].
- Усадьба архитектора Семёнова Н. Н. 1900-е гг[356].
- Замок коварства и любви. X—XI века[357].. Подробнее
- Дача «Светлана». начало XX века[358].
- Дача Ушакова. 1902—1903 гг., худ. Коровин К. А., худ. Рерих Н. К[359].
- Дача Шаляпина, на которой он отдыхал в 1917 гг. (дом жилой). 1902—1903 гг., худ. Коровин К. А., худ. Рерих Н. К[360].. Подробнее[361]
- Флигель. 1902—1903 гг., худ. Коровин К. А., худ. Рерих Н. К[362].
- Пансионат (санаторий «Казачья Горка»). 1890-е гг[363].
- Корпус жилой (пансионат). 1905 г[364].
- Дача Дондукова-Корсакова. Кон. XIX-нач. XX вв[365].
- Пансионат Ганешина С[366].
- Пансионат Танешина. 1905 г[367].
- Корпус жилой (пансионат). 1907 г[368].
- Дом Ганешина[369]
- Павильон «Читальня». Архитекторы И. И. Байков и Д. П. Павлов. 1898 год. Нижний Курортный парк.  262211356150005

## Достопримечательности

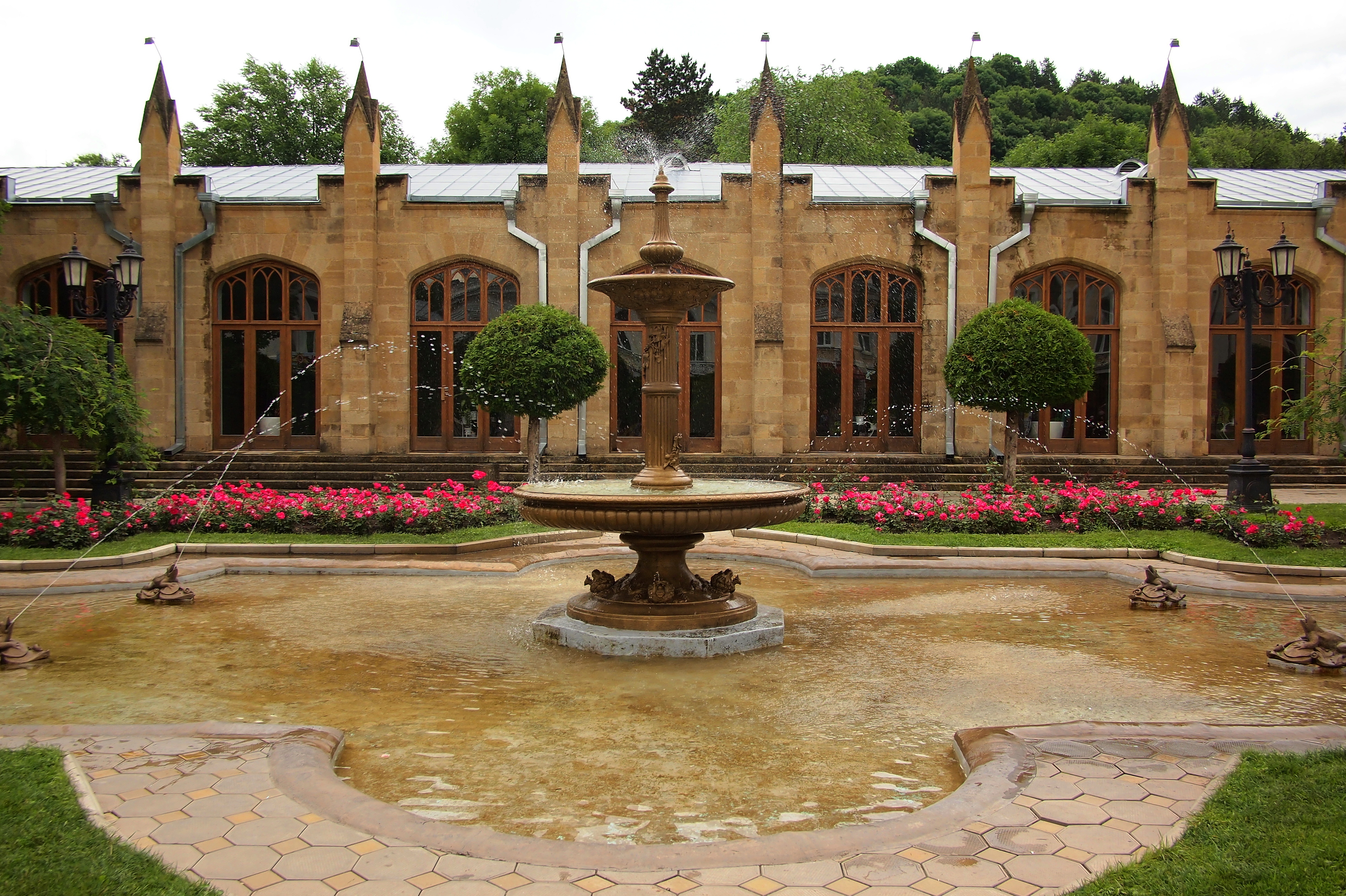
Нарзанная галерея и фонтан «Лягушки».

- Нарзанная галерея. Построена в 1848—1858 годах архитекторами С. Уптоном, Х. Франсуа в неоготическом стиле. Место прогулок и приёма нарзана. В ней находятся «Кипящий колодец» (источника нарзана), питьевые бюветы, курортная библиотека с читальным залом.

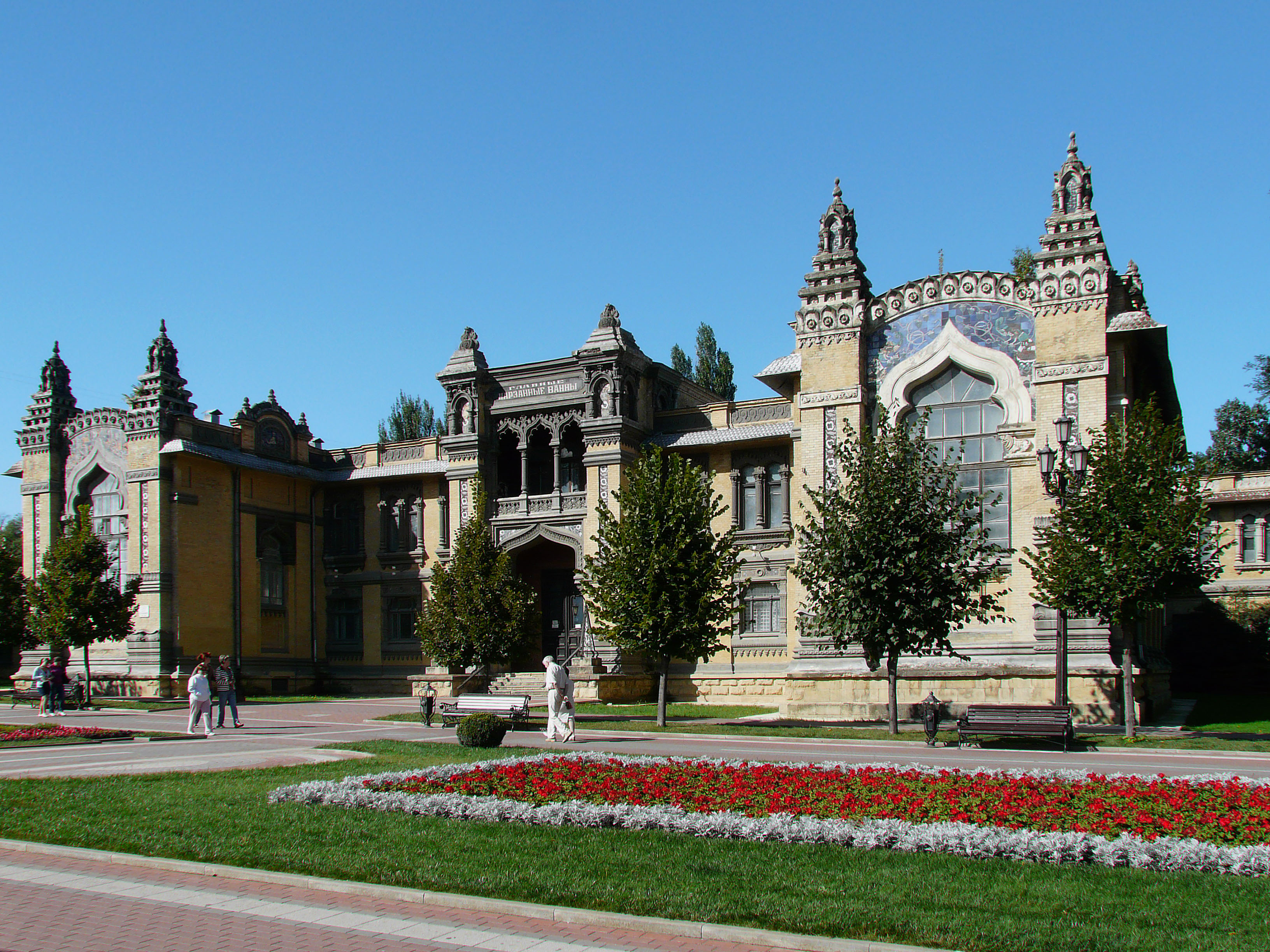
Главные нарзанные ванны на Курортном бульваре по проекту А. Н. Клепинина

- Интересным архитектурным сооружением является здание Главных нарзанных ванн в индо-сарацинском стиле. Оно контурами своих этажей и крыльев как бы повторяет очертания соседних горных отрогов. Так как местность к северу понижается, то северное крыло пришлось поднять посредством довольно высокого фундамента, что вызвало необходимость сооружения лестницы. Архитектор приставил к северному крылу лесенку с изящными перилами. Об авторе и о времени постройки напоминает мемориальная доска: «Проектировал и построил инженер А. Н. Клепинин. 1901—1903». Здание является памятником архитектуры федерального значения[370].

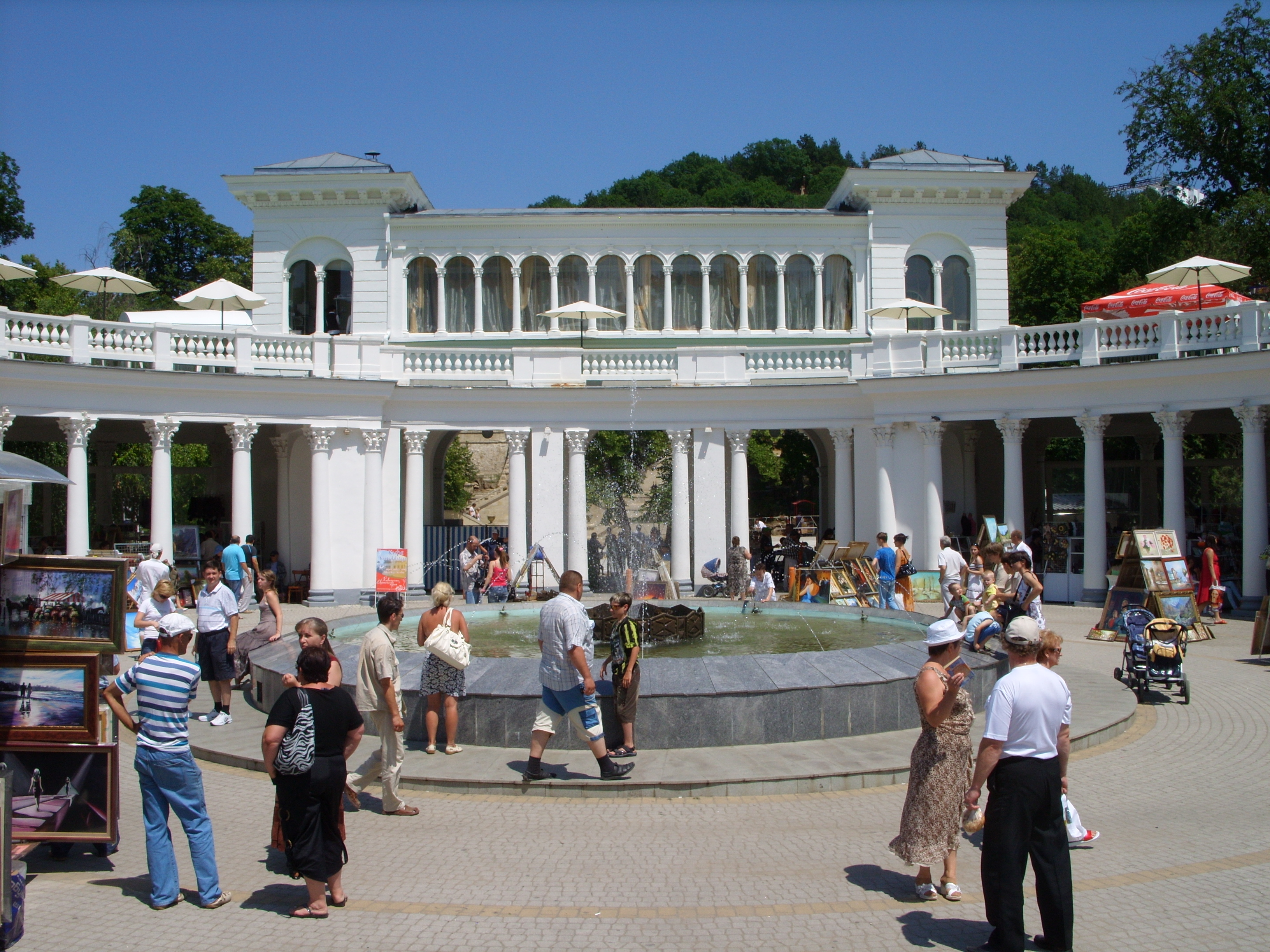
Колоннада

- Полукруглое строение с двумя ярусами коринфских колонн Колоннада символизирует вход в курортный парк Кисловодска. Крыша нижнего этажа, ограждённая балюстрадой, должна была служить площадкой для летнего ресторана. Возвели колоннаду в 1912 году по проекту архитектора Н. Н. Семёнова, к 100-летию победы над Наполеоном. Всевозможные деревянные постройки, закрытые залы, кухня, подсобные помещения, лестницы скрывали благородный облик колоннады. В 1948 году всё лишнее убрали, и колоннада стала главным входом в курортный парк.

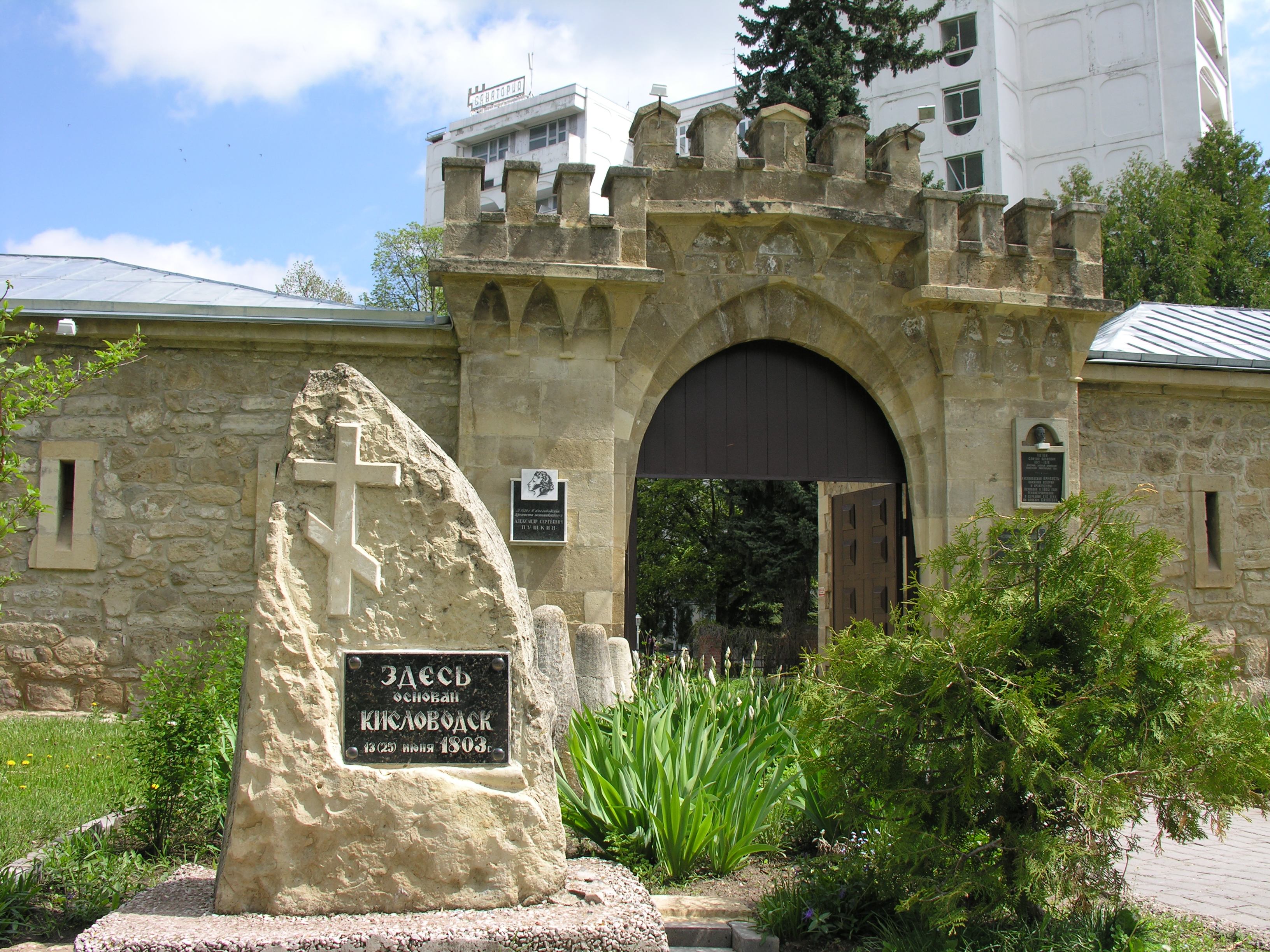
Кисловодская крепость

- Самая старая часть города представлена Кисловодской крепостью. С этой крепости начинался город и курорт Кисловодск. Остатки Кисловодской крепости — ворота, часть стены с бойницами, угловая башня — относятся к середине XIX века. Первая крепость на этом же месте, возведённая в 1809 году, была довольно примитивным укреплением, окружённым валом и рвом. Позже внутри появляются каменные строения: пороховой погреб, казармы, дома для приезжих. При наместничестве М. С. Воронцова в середине XIX века крепость перестраивали. Кисловодская крепость являлась образцом русского фортификационного искусства. Сейчас здесь находится Кисловодский историко-краеведческий музей «Крепость»[371] (просп. Мира, 11). Открыт 9 мая 1965 года как Кисловодский народный музей[158] Выставочные залы музея «Крепость» расположены по ул. Жуковского, 12.

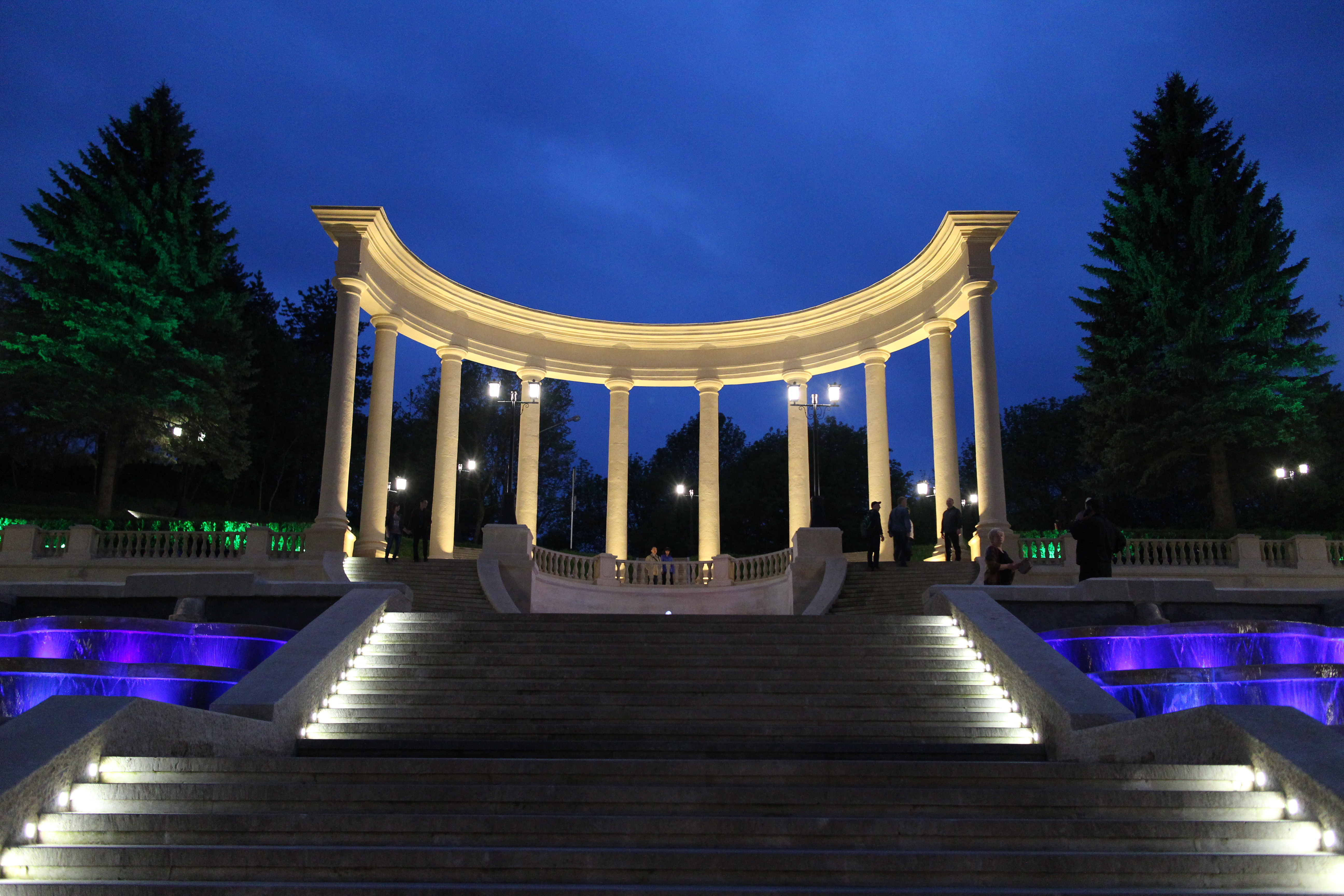
Каскадная лестница

- Каскадная лестница (1934—1935) выполнена из местного строительного материала — доломитизированного известняка (в 1970 годах истёршиеся ступени и покрытия площадок были заменены бетонными). Авторы проекта Каскадной лестницы архитекторы Л. С. Залесская и К. А. Шевченко удачно вписали сооружение в рельеф. От второй площадки лестница расходится по обе стороны круглых водоёмов с фонтанами. Две полукруглые лестницы охватывают круглый бассейн самого верхнего фонтана и выводят на смотровую площадку.
- Известным местом в городе является дача Шаляпина — дом, где проживал в 1917 году Ф. И. Шаляпин. Здание построено в 1902—1904 годах и представляет значительный образец стиля модерн. В доме сохранились первоначальные интерьеры с росписями К. Коровина и камины по эскизам Н. Рериха, представляющие художественную ценность. Сейчас в здании располагается музей Шаляпина (ул. Шаляпина, 1)[372]
- Памятником архитектуры конца XIX века является здание Филармонии (курзал общества Владикавказской железной дороги, он же [ныне] зал имени В. И. Сафонова — ул. К. Маркса, 1). На фронтоне восточного фасада здания Филармонии, обращённого к вокзалу, заметна дата постройки — 1895 год. Проект курзала (так именовалось здание до революции) разработан архитекторами Е. И. Дескубесом и Томасом. Сравнительно узкие окна, их обрамление, асимметричность частей здания, солидный цоколь напоминают стиль французского неоренессанса. Этот стиль проявляется и в оформлении вестибюля, большого зала — обилие лепнины: венки, орнамент, амурчики. В округлых нишах над дверями зала установлены бюсты Моцарта, Бетховена, Глинки и других композиторов. Рядом с Большим и Малым залами (в них располагаются большой зал государственной филармонии [старейший в стране симфонический оркестр] и театр [им. А. М. Горького?] на 1000 мест) расположен Музей театральной и музыкальной культуры на Кавказских Минеральных Водах.
- На широкой площадке рядом с Зеркальным прудом виден павильон с падающим ровным потоком воды. Павильон был задуман в едином плане с искусственным прудом, вырытым в рыхлых отложениях на доломитовых плитах в 1897 году. Фактом подтверждения этого были металлические кронштейны со впаянной в кованые кольца датой 1897 год. Кронштейны поддерживали навесы, на которые летом натягивали полосатые тенты. В арочные проёмы вверху теперь вставлены цветные стёкла, и вечером, освещённые витражи выглядят очень нарядно. Название «Стеклянная струя» связано с особым устройством лотка под полом павильона — он абсолютно гладкий, чистый, и потому сбегающая из Зеркального пруда вода падает с металлического уступа широкой ровной струёй, напоминающей лист стекла. И «Зеркальный пруд» и «Стеклянную струю» питает один и тот же источник, и зимой и летом температура воды постоянно 7 градусов Цельсия.

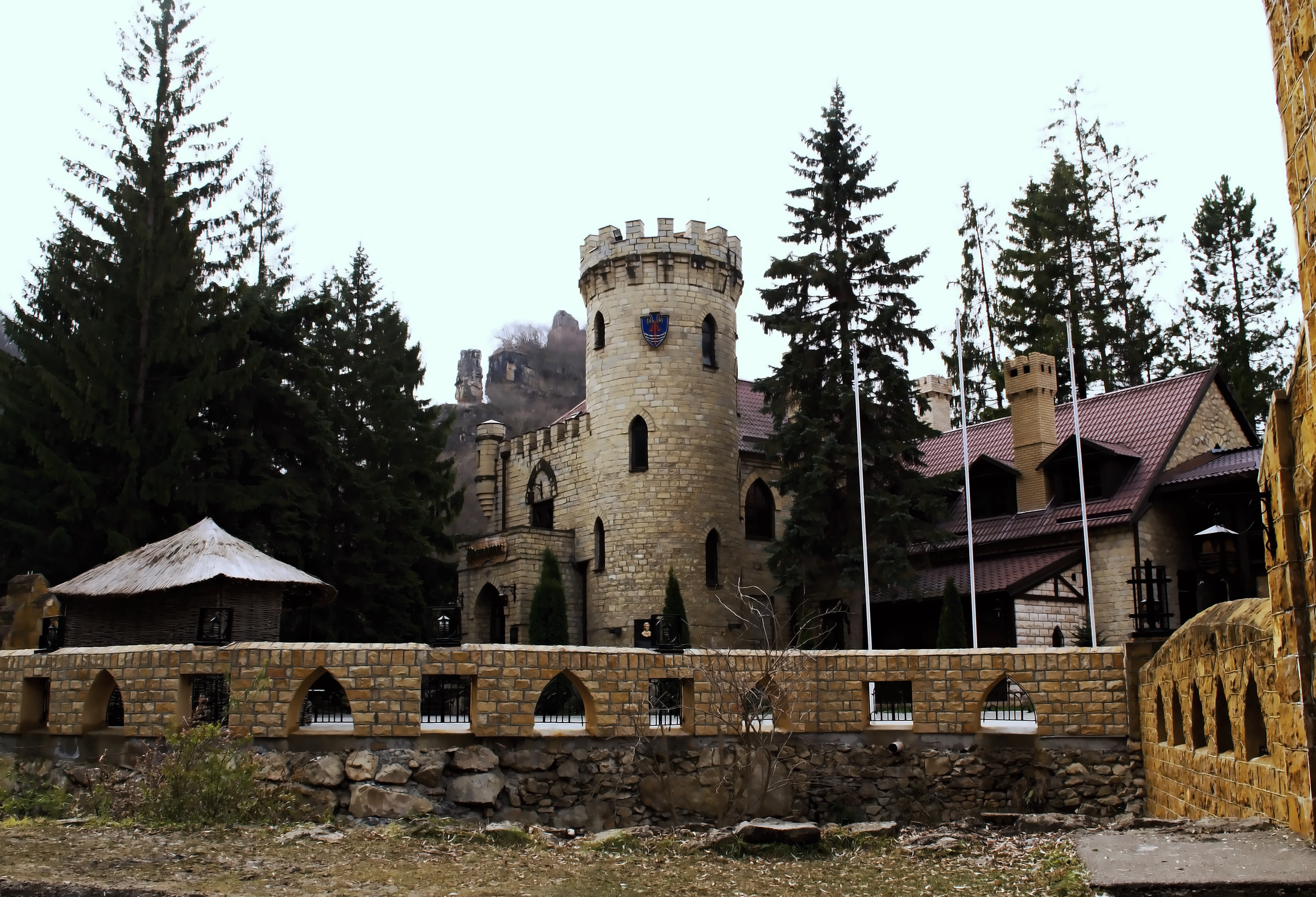
Замок коварства и любви в Кисловодске

- Замок коварства и любви на реке Аликоновка за чертой города вырисовывается в причудливой форме скал. Своё поэтическое название они получили благодаря легенде. Девушка отказалась прыгнуть со скалы вслед за возлюбленным, чтобы отец не смог выдать её замуж за нелюбимого.

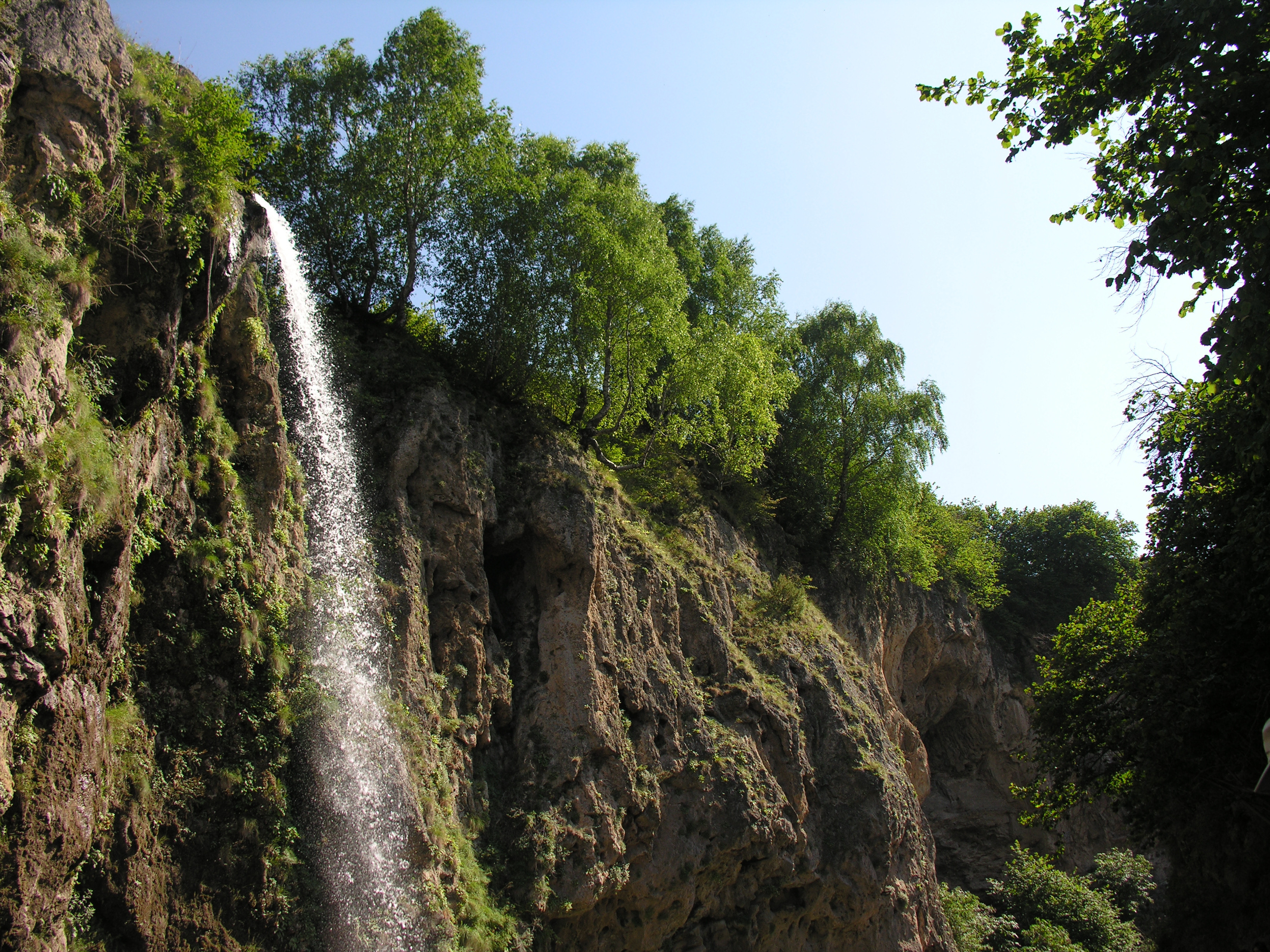
Главный водопад Медовых водопадов.

- Медовые водопады расположены в 5-7 км от скалы «Замок коварства и любви» и срываются с высоты 18 метров. Мимо водопадов проложены тропы через пороги и скалы. Против водопадов возвышается огромная скала «Указатель», похожая на нос корабля. Медовые водопады образовались в результате прорезывания горных пород в ущелье Аликоновки. Варианты происхождения названия различны.
- В 3 км от Кисловодска, в ущелье реки Ольховка, высится Лермонтовская скала, на которой в произведении М. Ю. Лермонтова «Герой нашего времени» произошла дуэль Печорина и Грушницкого. Скала причудливой формы состоит из песчаников и известняков. На её вершине находится небольшая площадка, которая заканчивается обрывом. Скала интересна и как археологический памятник. В её округе обнаружены остатки поселений и могильников VIII в. до н. э. — VIII в. н. э.
- C вершины Лермонтовской скалы можно увидеть с южного склона «Чёртовы гроты» — глубокие трещины в противоположной скале. Если пройти выше по ущелью, вдоль реки, то как раз напротив начала Лермонтовского водопада в скалах можно увидеть несколько куполообразных пещер, резонирующих на строго определённые тона человеческого голоса.
- Лермонтовский водопад на р. Ольховка высотой около 3-х метров. Вероятно, именно этот водопад М. Ю. Лермонтов описывал в повести «Княжна Мери», как место, где Печорин поил своего коня после прогулки к Кольцо-горе.
- Музей истории космонавтики им. Ф. А. Цандера на ул. Озёрной (Городской Парк КиО, центральная аллея. В настоящее время музей разрушен, так же демонтированы аттракционы, территория и постройки парка длительное время (уже 12 лет) находятся в запустении).
- Т. н. Дача Кшесинской (пр. Ленина, 13 / С.Перовской, 4-6)  261711031860005, 1906. Особняк был построен по заказу Тимофея Варламовича Астахова, героя русско-турецкой войны, позднее перешёл к его зятю Антону Ивановичу Твалчрелидзе[373].

В окрестностях

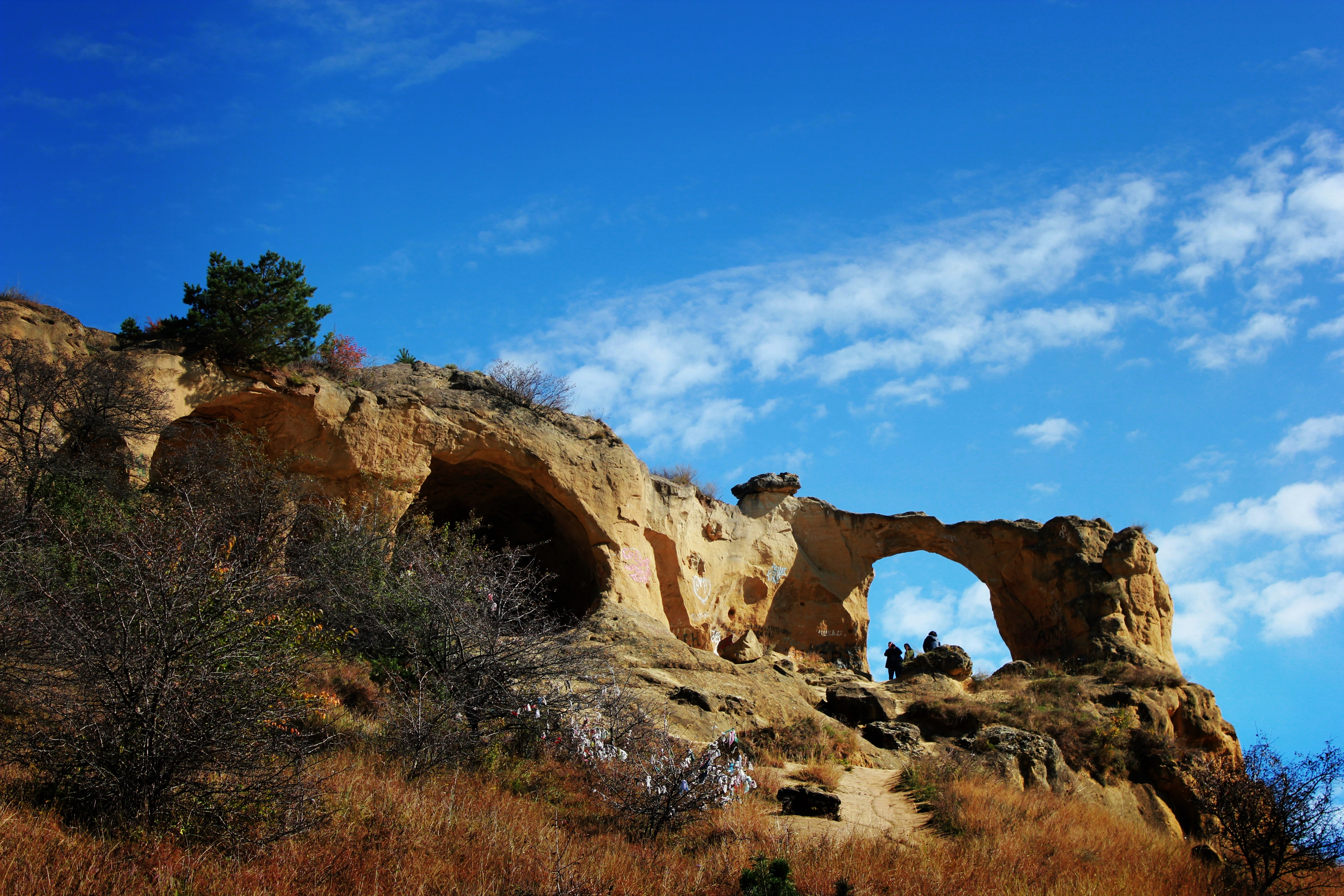
Гора Кольцо

Достопримечательности в окрестностях города, в том числе за пределами края:
- Долина реки Подкумок. В I тысячелетии н. э. долина реки Подкумок являлась северным ответвлением Великого Шёлкового пути и местом оживлённой торговли. В погребениях вокруг Кисловодска (20 и более км) встречаются римско-причерноморские и китайские предметы: дорогие ткани, бусы, подвески и другие археологические ценности.
  - Перевал Гумбаши, Мариинский кругозор (2200 м; рядом возвышается г. Гумбаши на 2313 м) — верховья Подкумка, Карачаевское шоссе по дороге на Теберду, Домбай. Водораздел Чёрного и Каспийского морей (Скалистый хребет). Круговая панорама замечательных видов Главного хребта Большого Кавказа.
- Гора Кольцо, Дарьинские высоты Боргустана (1209 над уровнем моря, ретрансляционная вышка, также места прогулок на аэростатах) и Аланская крепость. — кольцо диаметром более 8 метров, образовавшееся под действием ветра в скалистом отроге Боргустанского хребта к северу от Кисловодска. Гора Кольцо так описана Лермонтовым в романе «Герой нашего времени»:

«Верстах в трёх от Кисловодска, в ущелье, где протекает Подкумок, есть скала, называемая Кольцом; это ворота, образованные природой; они поднимаются на высоком холме, и заходящее солнце сквозь них бросает на мир свой последний пламенный взгляд».
В боковом ущелье за селом Мирный есть ключ минеральной воды. Самостоятельно лучше всего подниматься с Карачаевского шоссе на гору по этому ущелью (по своеобразному серпантину).
- Монахова и Бабушкина пещеры находятся в верхнем ярусе известковых скал хребта Боргустан, над подкумским ж/д мостом — у въезда в город. Подняться на Дарьинские высоты Боргустана можно также с северной стороны, проехав на электропоезде до платформы остановки Подкумок (или на автобусе). Здесь — на запад (северо-запад) подняться по тропам (левее с. Верхнеподкумского) на наивысшую точку (1018 м), напротив горы Кабан. Отсюда открывается прекрасный вид на Бештау. Затем можно пройти примерно 9 км до Кольцо-горы и спуститься в районе с. Мирный.

## Археология
- Могильник «Красная Площадь», сер. I тыс. н. э., у крепости и восстанавливаемого Никольского собора.  261741031780006

## Галерея

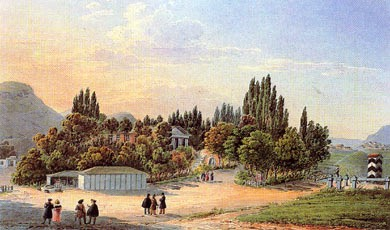
Литография. Ресторация и источник нарзана (XIX в.)
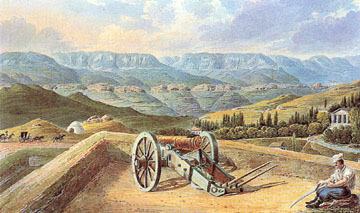
Бастион Кисловодской крепости. Картина И. Я. Мейера. (1840-е)
Кисловодск осенью (вид с горы Малое Седло)
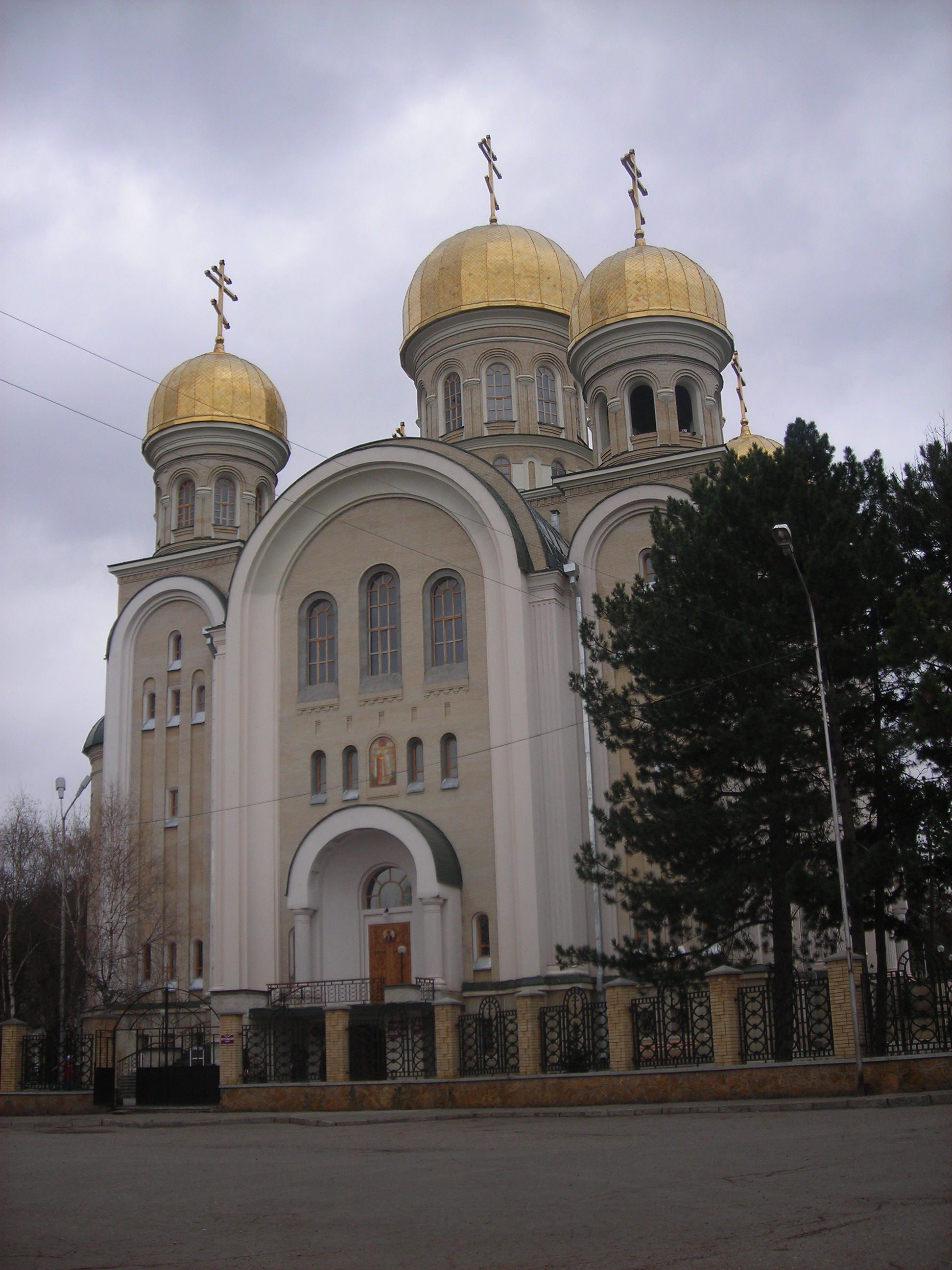
Свято-Никольский собор
Памятник военным медикам и медикам госпиталей периода Великой Отечественной войны
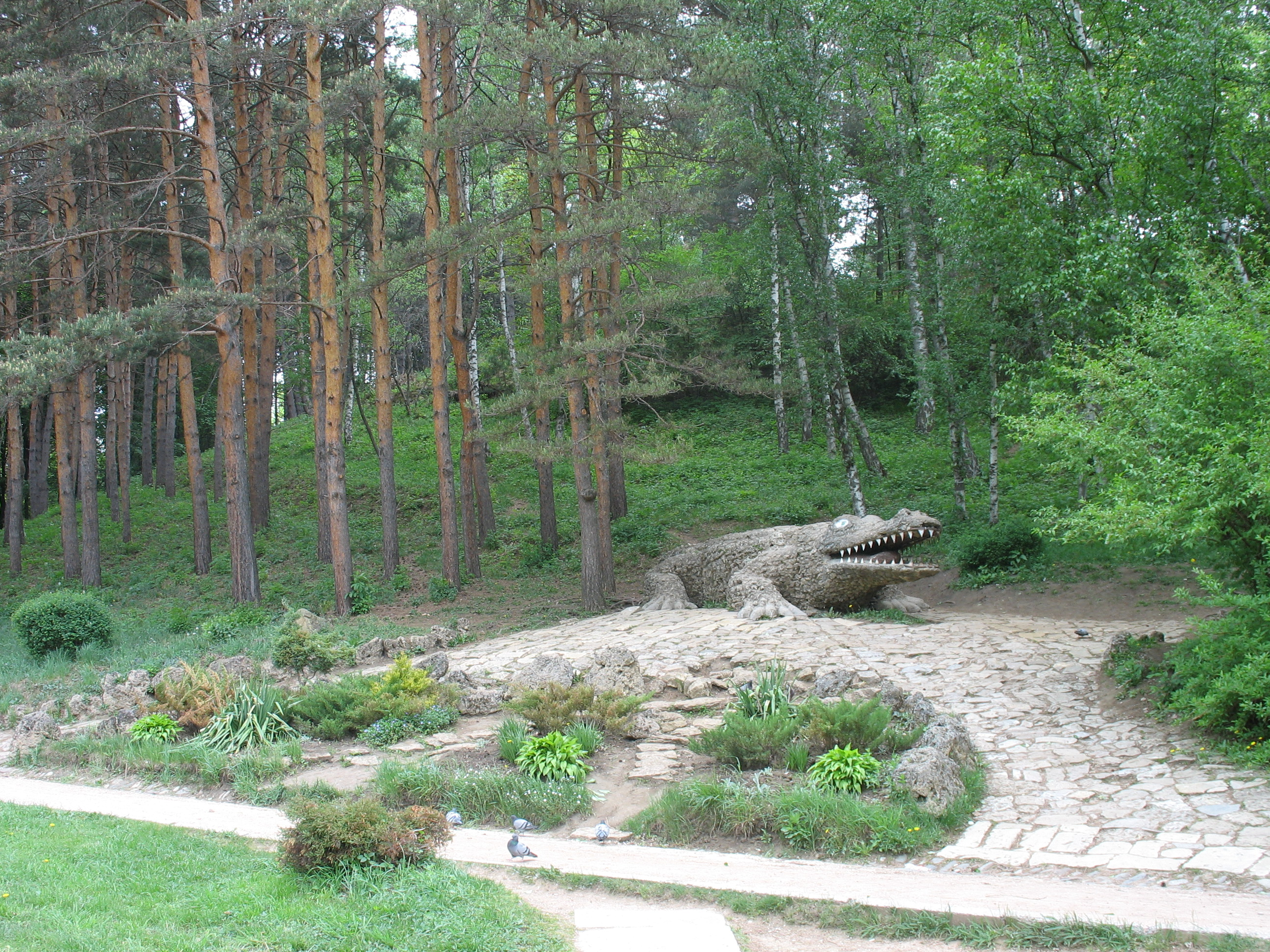
Скульптура «Крокодил» в Долине Роз
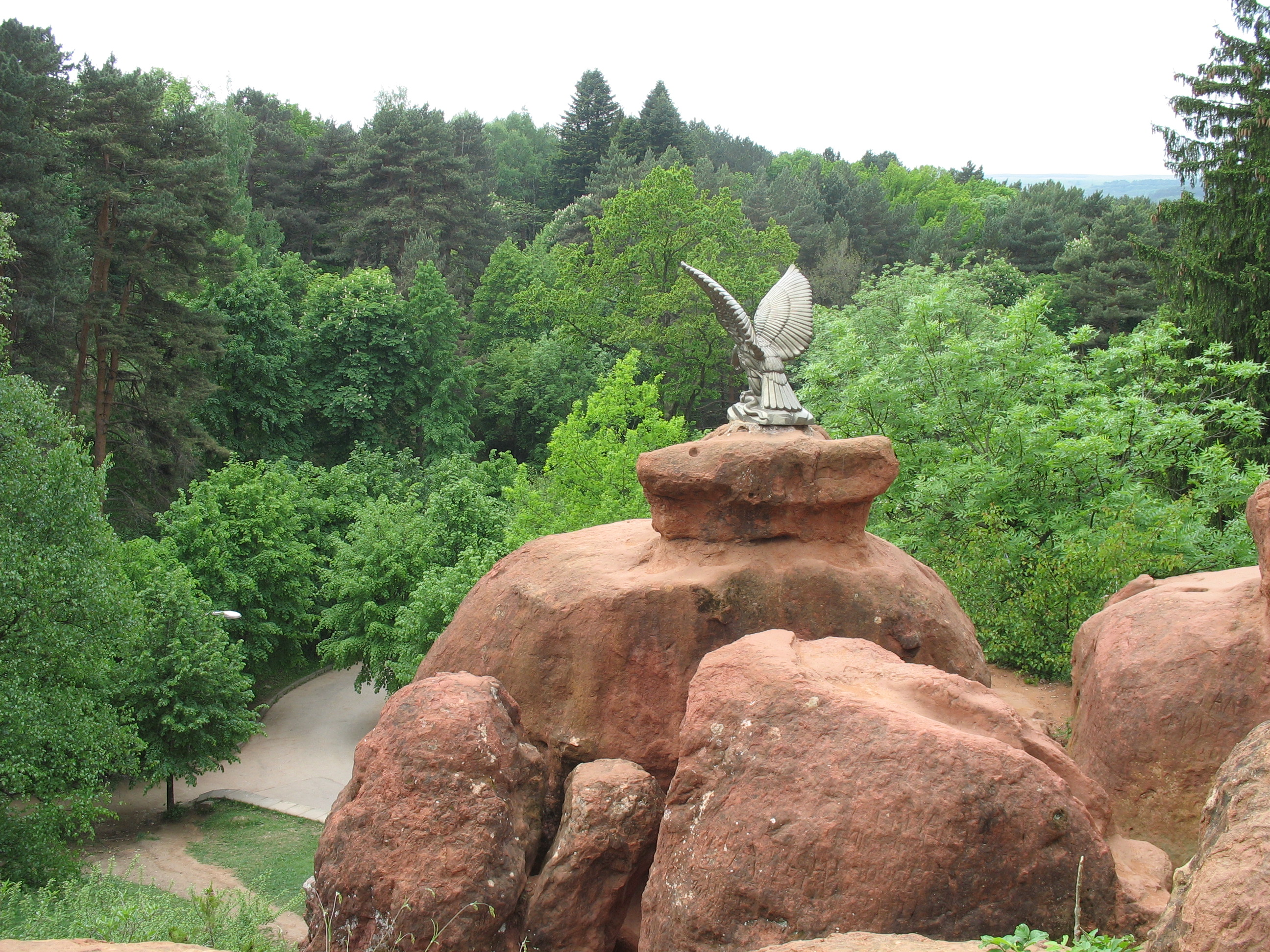
Красные Камни (вид сверху)
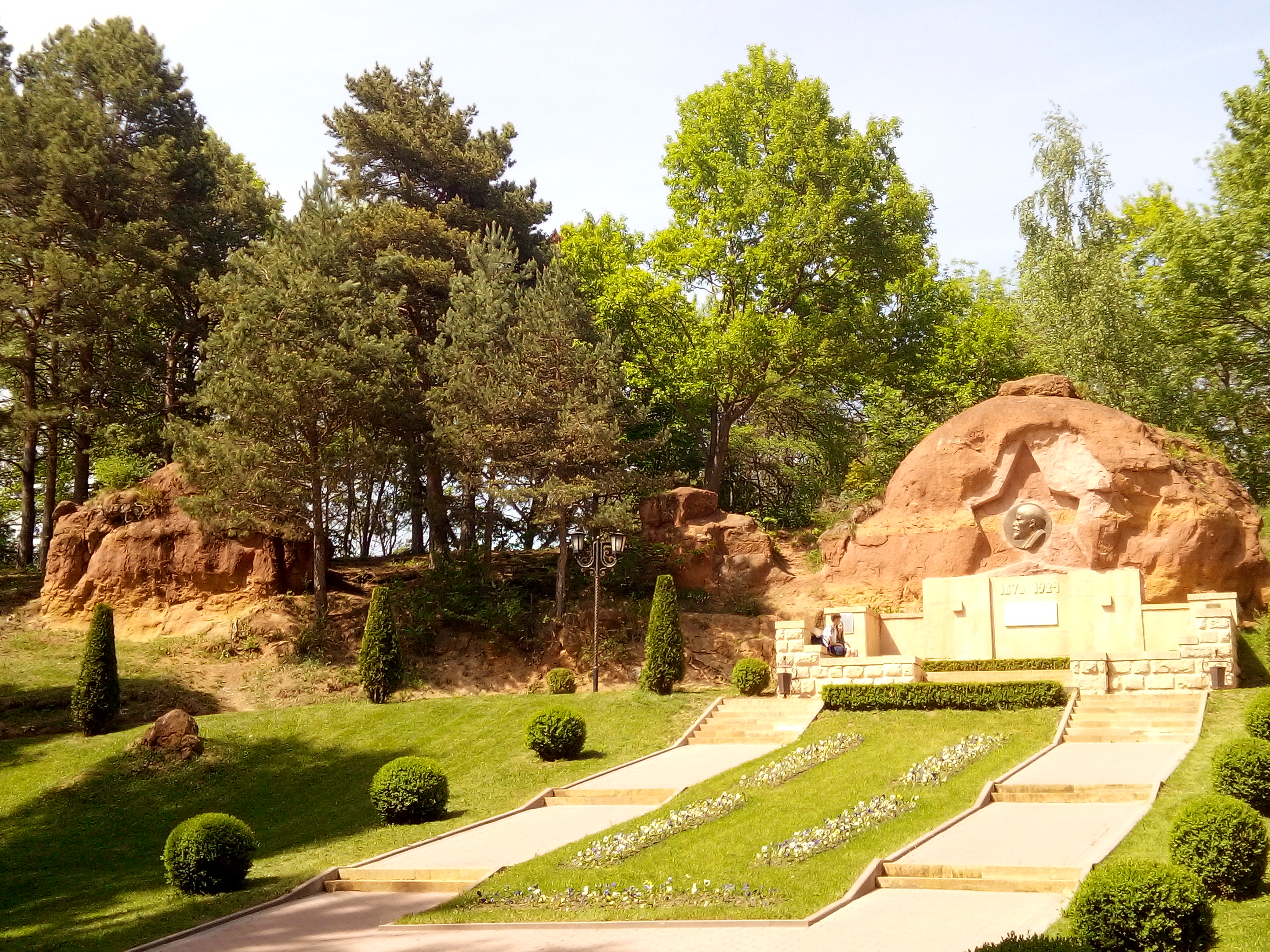
Красные Камни (вид снизу)
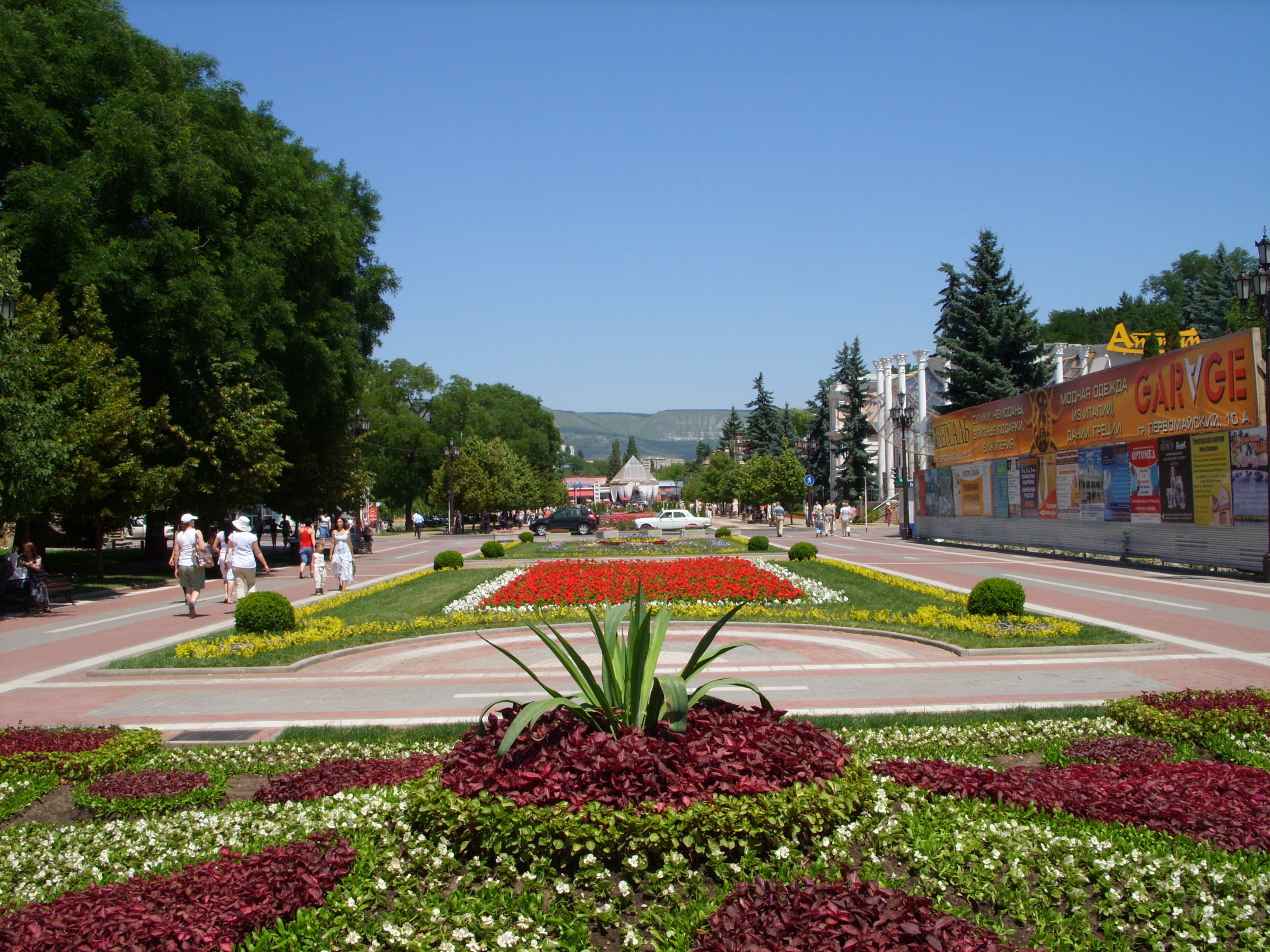
Курортный бульвар

## Кисловодск в произведениях искусства
Повесть «Роман в Кисловодске» Виктора Петровича Буренина, где описано курортное общество 80-х гг. XIX века.

## Нумизматика и филателия
Нумизматика
3 июня 2019 года Банк России выпустил в обращение памятную серебряную монету номиналом 3 рубля «Главные нарзанные ванны, г. Кисловодск» серии «Памятники архитектуры России».
Филателия

Кисловодск впервые стал изображаться на почтовых марках в СССР с 1939 года, тогда была выпущена серия марок «Курорты СССР». Кисловодск на почтовых марках СССР изображался как курортный город с множеством санаториев.

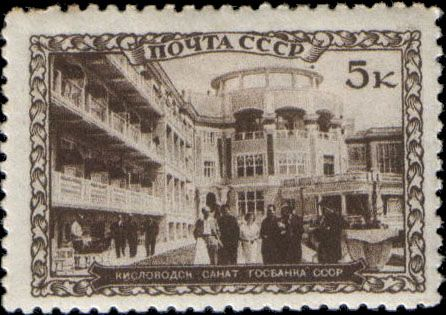
Почтовая марка СССР 1939 год. Серия «Курорты СССР». Кисловодск. Санаторий «Россия»
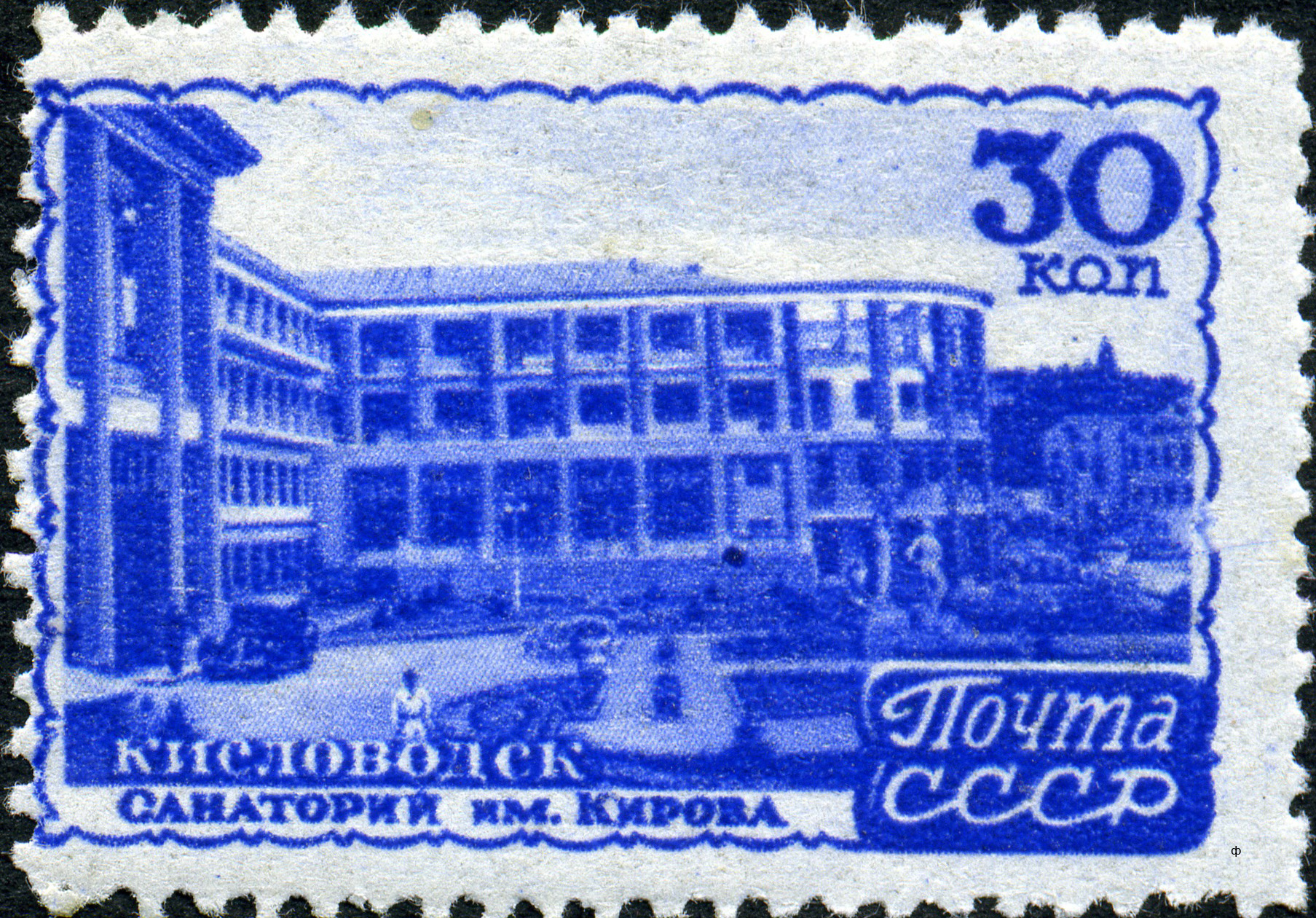
Почтовая марка СССР 1948 год. Санаторий имени Кирова
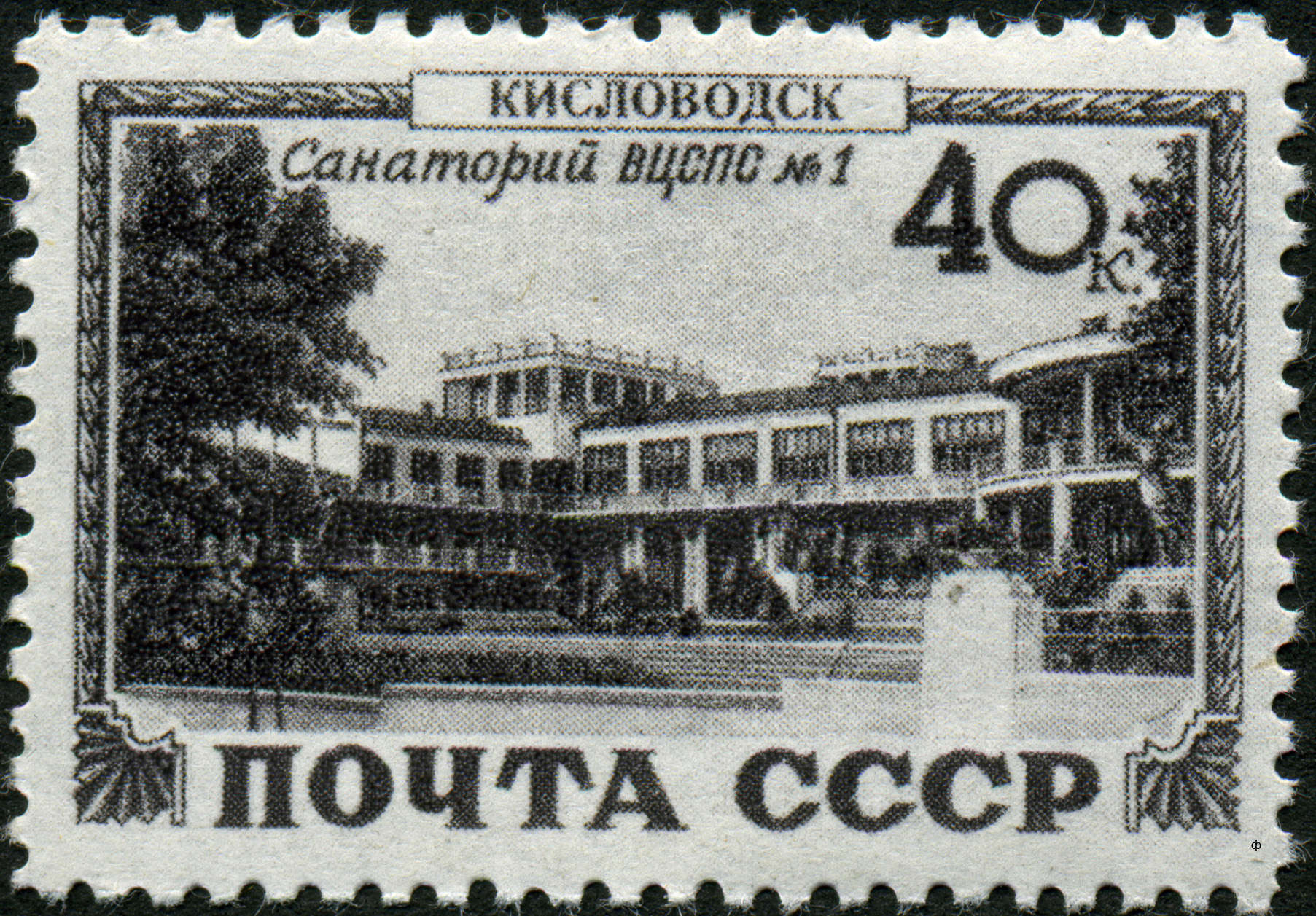
Почтовая марка СССР 1949 год. Санаторий ВЦСПО
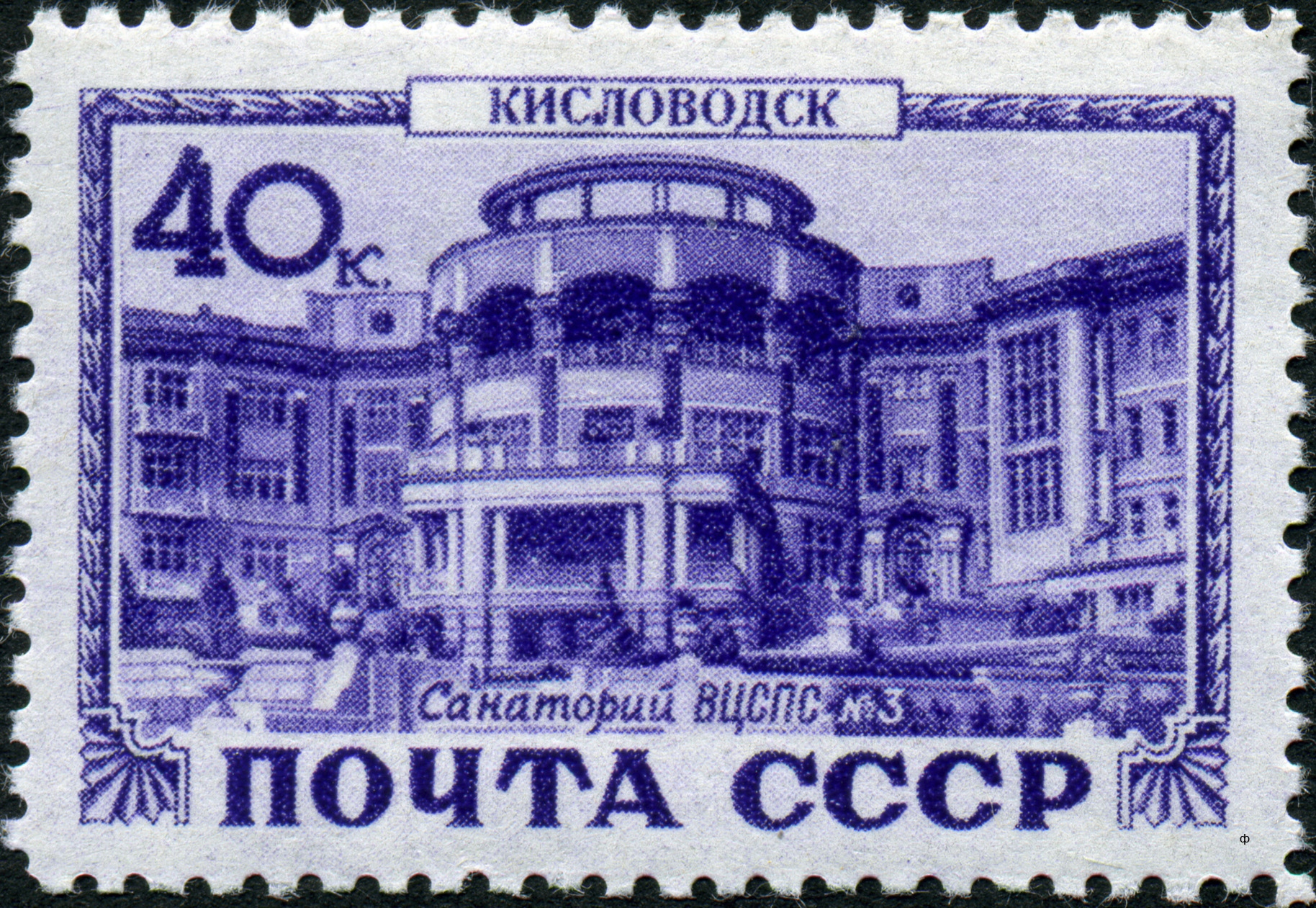
Почтовая марка СССР 1949 год. Санаторий ВЦСПО
Почтовая марка СССР, 1966 год

## Люди, связанные с городом

### Почётные граждане
Список людей, имеющих звание «Почётный гражданин города Кисловодска»:
- Авластимов Феликс Иванович (4.09.1945), главный врач городской поликлиники № 1[158]
- Адельханян Артур Исаевич (1915—2009)
- Алиев Умар Джашуевич (1895—1937)
- Артамонов Анатолий Дмитриевич (1952)
- Виноградов Евгений Сергеевич (1912—2000)
- Волошина Любовь Николаевна (1945)
- Гавашели Шалва Александрович (1914—1992)
- Гарсиа Хосе Рамон Альварес (1925—2008)
- Гедеон, митрополит Ставропольский и Владикавказский (1929—2003)
- Дерябин Александр Владимирович (1923—1999)
- Джангиров Павел Иосифович (1927—2013)
- Земцев Николай Иванович (1930)
- Ипекчиян Михаил Миронович (1920—1988)
- Клепинин, Андрей Николаевич (1871—1954) — бывший архитектор при дирекции Кавказских Минеральных Вод, затем архитектор города Кисловодска (1899—1907), по проектам которого сооружены Главные нарзанные ванны в Кисловодске, частные особняки, ставшие украшением города[38].
- Корзун Виктор Борисович (1913—1967)
- Криунов Борис Алексеевич (1935—2011)
- Курбатов Александр Вячеславович (1970)
- Курегян Гурген Вараздатович (1942—2002) — скульптор, автор памятника А. С. Пушкину, барельефа Андрею Губину, Лермонтовской площадки в Кисловодске[377]
- Лиев Адельгерий Амербиевич (1942)
- Марцинкевич Иван Данилович (1895—1969)
- Матвиенко Валентина Ивановна (1949) — Председатель Совета Федерации Федерального Собрания Российской Федерации[378]
- Нугзаров Борис Мисостович (1922—1980)
- Петровский Борис Васильевич (1908—2004) — кардиохирург, академик, министр здравоохранения СССР, жил и работал в Кисловодске.
- Прядкин Иван Михалович (1924—2004)
- Ребиндер Пётр Александрович (1898—1972) — выдающийся советский учёный химик и физик, академик, Герой социалистического труда, лауреат государственной премии, создатель знаменитого «коктейля Молотова» и металлокерамики, открыл эффект понижения твёрдости тел, названный «эффектом Ребиндера».
- Розенфельд Борис Матвеевич (1933)
- Романенко Георгий Александрович (1918—1976)
- Сельский, Владимир Александрович (1883—1954) — советский геолог, работал в Кисловодске в гимназии учителем химии.
- Семёнов Владимир Николаевич (1874—1960)
- Семёнов Николай Николаевич (1881—1922)
- Солженицын Александр Исаевич (1918, Кисловодск — 2008) — русский писатель, публицист, поэт, общественный и политический деятель, лауреат Нобелевской премии.
- Тимощук Евгений Иванович (1938—2004)
- Трахтенберг Геннадий Михайлович (1917—2000)
- Тырнов Пётр Иванович (1941)
- Тюленев Дмитрий Ильич (1881—1918)
- Харин Виталий Лазаревич (1936)
- Шекемов Владимир Владимирович (1955)
- Ярошенко Николай Александрович (1846—1898, Кисловодск) — русский живописец и портретист.

### Другие граждане
- Божко Александр Михайлович (1906—1984), педагог, директор Кисловодской средней школы № 2. В 1980 году первым среди учителей края был удостоен почётного звания «Народный учитель СССР». Награждён орденом Ленина и медалью им. Н. К. Крупской[197]

## Топографические карты
- Лист карты K-38-2 Кисловодск. Масштаб: 1 : 100 000. Состояние местности на 1983 год. Издание 1988 г.